# Heegner-Punkt

Die Lage der Zahlen in der Ebene wird durch ihren Real- und Imaginärteil, auf der Re- bzw. Im-Achse eingetragen, bestimmt, wodurch jeder komplexen Zahl ein Punkt entspricht – ganz analog dazu, wie jede reelle Zahl als Punkt einer Zahlengeraden gedeutet werden kann. Das Bild zeigt die beiden Heegner-Punkte und in der oberen Halbebene.

Heegner-Punkte (benannt nach Kurt Heegner) sind Zahlen, die quadratische Gleichungen mit ganzzahligen Koeffizienten lösen und die mit Punkten auf geometrischen Figuren, nämlich Modulkurven, verknüpft werden können. Die mittels der Verknüpfung gegebenen Punkte auf Modulkurven werden ebenfalls Heegner-Punkte genannt und sind Gegenstand der arithmetischen Geometrie. Sie spielen eine bedeutende Rolle in der Theorie der elliptischen Kurven und in der Klassenkörpertheorie. Heegner-Punkte unterscheiden sich von den namensähnlichen Heegner-Zahlen.
Die als Heegner-Punkte bezeichneten Lösungen der quadratischen Gleichung sind komplexe Zahlen mit ausschließlich positivem Imaginärteil. Beispielsweise ist die Zahl {\displaystyle i{\sqrt {2}}} ein Heegner-Punkt, da sie den positiven Imaginärteil {\displaystyle {\sqrt {2}}} besitzt und die Gleichung {\displaystyle x^{2}+2=0} erfüllt. Die Lösungen werden verwendet, um Punkte zu erzeugen, die die komplizierteren Gleichungen von Modulkurven oder elliptischen Kurven erfüllen. Der Mehrwert dieser Methode liegt darin, dass Heegner-Punkte anhand der quadratischen Gleichung einfach bestimmt werden können. Die damit erzeugten Punkte geben letztlich einige Auskunft über Fragestellungen aus der Zahlentheorie. Kurt Heegner verwendete sie, um Fragen der Zerlegung von Zahlen in elementarere multiplikative Bausteine nachzugehen, die analog zur Theorie der Primzahlen sind.
Indirekt sind Heegner-Punkte in Ideen involviert, die Kreiszahl {\displaystyle \pi \approx 3{,}141} auf viele Stellen nach dem Komma zu ermitteln. Sie sind ein Ausgangspunkt für den Chudnovsky-Algorithmus, mit dessen Hilfe Stand 2024 über 200 Billionen Dezimalstellen von {\displaystyle \pi } berechnet wurden.
Besondere Prominenz erhalten Heegner-Punkte im Themenkreis rund um die Vermutung von Birch und Swinnerton-Dyer, eines der sieben Millennium-Probleme der Mathematik. Sie spielten die Schlüsselrolle bei der Frage, warum diese bis heute im Allgemeinen unbewiesene Hypothese nur in ganz bestimmten Fällen mit den bisher errungenen Erkenntnissen bewiesen werden konnte. Dies sind genau die Fälle, in denen die zugehörigen elliptischen Kurven – dies sind die Gegenstände der Vermutung – einen „unmittelbaren Bezug“ zu Heegner-Punkten haben. Über die Betrachtung unendlich vieler Heegner-Punkte gleichzeitig, sogenannter Heegner-Systeme, konnte Victor Kolyvagin in Kombination mit Resultaten von Benedict Gross und Don Zagier im Jahr 1988 zeigen, dass die Vermutung von Birch und Swinnerton-Dyer im Falle der analytischen Ränge {\displaystyle r=0} und {\displaystyle r=1} wahr ist.
Bis heute gelten Heegner-Punkte als Objekte mathematischen Interesses, auch bei der Verwendung von Algorithmen, also rechnerischen Verfahren. Wichtige Beiträge zu deren Erforschung lieferten Bryan Birch, Henri Darmon, Peter Swinnerton-Dyer, Benedict Gross, Kurt Heegner, Winfried Kohnen, Victor Kolyvagin, Barry Mazur, Heinrich Weber, Zhang Wei, Don Zagier und Shou-Wu Zhang.

## Grundlegende Einordnung

### Über Kurven und rationale Punkte

Schaubild des Kreises

Eine algebraische Kurve ist im Prinzip eine Menge von Punkten, die eine gemeinsame algebraische Relation erfüllen. Das bedeutet, dass es eine Gleichung zu Null gibt, in der ausschließlich addiert, subtrahiert, multipliziert und dividiert wird, die von allen Punkten erfüllt wird. Ein Beispiel ist die Gleichung {\displaystyle x^{2}-1=0} ({\displaystyle x} wird lediglich mit sich selbst multipliziert und anschließend wird 1 vom Ergebnis subtrahiert), die genau von {\displaystyle x=\pm 1} gelöst wird. Somit bildet die Menge {\displaystyle \{-1,1\}} die „Vorstufe“ einer Kurve, obgleich zwei Punkte noch nicht eine „kurvige“ Anschauung hervorrufen.
Ein erstes nicht-triviales und häufig genanntes Beispiel einer Kurve ist der Kreis mit Radius 1 und Mittelpunkt {\displaystyle (0,0)} in der Zahlenebene, der genau durch die Punkte {\displaystyle (x,y)} gegeben ist, welche die Relation {\displaystyle x^{2}+y^{2}=1} erfüllen. Es können also auch Punkte mit mehr als einer Koordinate Kurven bilden, und tatsächlich wird es auch erst hier „reichhaltiger“. Dass die reellen Lösungen der Gleichung {\displaystyle x^{2}+y^{2}=1} einen Kreis bilden, kann mit dem Satz des Pythagoras bewiesen werden. Von Interesse ist, dass eine eigentlich geometrische Figur wie der Kreis von einer algebraischen Relation herrührt. Auch anderen Gebilden wie Geraden, Ebenen, Hyperbeln etc. liegen algebraische Gleichungen zugrunde.
Während der Kreis erst durch Betrachtung aller reellen Zahlen „lückenlos“ entstehen kann, so liegt etwa {\displaystyle \textstyle \left({\frac {\sqrt {2}}{2}},{\frac {\sqrt {2}}{2}}\right)} auf dem Kreis, da
{\displaystyle \left({\tfrac {\sqrt {2}}{2}}\right)^{2}+\left({\tfrac {\sqrt {2}}{2}}\right)^{2}={\tfrac {1}{2}}+{\tfrac {1}{2}}=1,}
ist es für die Zahlentheorie von Interesse, Punkte auf Kurven zu finden, die ganz besonders „einfach“ sind. Damit sind zum Beispiel rationale Punkte gemeint, die neben der ohnehin schon restriktiven Kurvenlage die Eigenschaft haben sollen, dass ihre Koordinaten durch Quotienten ganzer Zahlen beschrieben werden können. So ist es eine klassische Frage der Zahlentheorie, welche rationalen Punkte auf dem Kreis {\displaystyle x^{2}+y^{2}=1} liegen. Zum Beispiel ist {\displaystyle \textstyle \left({\frac {\sqrt {2}}{2}},{\frac {\sqrt {2}}{2}}\right)} kein rationaler Punkt, da man weiß, dass die Quadratwurzel aus 2 keine rationale Zahl ist. Beispiele für rationale Punkte sind {\displaystyle \textstyle \left({\frac {3}{5}},{\frac {4}{5}}\right)}, da
{\displaystyle \left({\tfrac {3}{5}}\right)^{2}+\left({\tfrac {4}{5}}\right)^{2}={\tfrac {9}{25}}+{\tfrac {16}{25}}={\tfrac {9+16}{25}}={\tfrac {25}{25}}=1,}
aber auch {\displaystyle \textstyle \left({\frac {5}{13}},{\frac {12}{13}}\right)} sowie {\displaystyle \textstyle \left({\frac {20}{101}},{\frac {99}{101}}\right)}. Diese Punkte leiten sich aus den pythagoreischen Tripeln ab, also nicht-trivialen ganzen Zahlen {\displaystyle (a,b,c)} mit {\displaystyle a^{2}+b^{2}=c^{2}}. Es kann über elementare Methoden gezeigt werden, dass es unendlich viele primitive pythagoreische Tripel gibt, also solche, die nicht ganze Vielfache anderer Tripel sind, weshalb der Kreis tatsächlich „übersät“ mit rationalen Punkten ist, siehe dazu auch in den Artikel Gruppe der rationalen Punkte auf dem Einheitskreis. Allgemein gelten quadratische Kurven hinsichtlich rationaler Punkte als weitgehend verstanden.
Bereits durch dieses Beispiel wird eine Synthese aus Geometrie (Figuren, hier ein Kreis), Algebra (Gleichungen, die nur Grundrechenarten verwenden) und Zahlentheorie (rationale Zahlen) erkennbar.

### Elliptische Kurven

Reelles Schaubild der elliptischen Kurve. Zu sehen sind der Querschnitt eines geschlossenen Schlauchs und ein scheinbar offener Schlauch. Fügt man jedoch die beiden in die unendliche Ferne zeigenden Stücke gedanklich zusammen, ergibt sich aus topologischer Sicht nach Hinzufügen eines unendlich fern liegenden zusammenschließenden Punktes (der formal als Lösung hinzugezählt wird) ein zweiter kreisartiger Abschnitt. Beide „Kreise“ sind Querschnitt einer ganzen Fläche von Lösungen, die bei Betrachtung beliebiger komplexer Zahlen hinzukommen würden. Der Querschnitt wurde jedoch nicht im drei-, sondern im vierdimensionalen Raum gemacht (siehe unten).

Bei Weitem nicht so zugänglich sind sogenannte elliptische Kurven (über den rationalen Zahlen), die allgemein in der Form {\displaystyle y^{2}=x^{3}+ax+b} mit rationalen Zahlen {\displaystyle a,b} beschrieben werden können. Während der geometrischen Figur des Kreises eine quadratische Gleichung zugrunde lag, handelt es sich bei einer elliptischen Kurve um eine kubische Gleichung (also mit Termen hoch 3). Das Besondere an elliptischen Kurven ist, dass man aus zwei bereits bekannten (rationalen) Punkten {\displaystyle P_{1}} und {\displaystyle P_{2}} über eine Verknüpfung {\displaystyle P_{1}+P_{2}} einen neuen rationalen Punkt {\displaystyle P_{3}} berechnen kann, genauso wie man aus zwei ganzen Zahlen mit der Addition eine neue ganze Zahl erzeugen kann. Bei der Addition eines rationalen Punktes zu sich selbst können zwei Situationen eintreten: Entweder der betrachtete Punkt ist von endlicher Ordnung und schließt einen endlichen Zyklus, d. h., irgendwann tritt die Situation {\displaystyle P+P+P+\dotsb +P=P} ein und es geht von vorne los, oder es entstehen bis ins Unendliche immer neue Punkte, was vergleichbar mit der Erzeugung aller natürlicher Zahlen durch {\displaystyle 1+1+1+1+\dotsb } ist. In diesem Fall sagt man, dass {\displaystyle P} unendliche Ordnung hat. Gelegentlich spricht man bei Punkten endlicher Ordnung auch von trivialen und bei welchen mit unendlicher Ordnung auch von nicht-trivialen Punkten.
Die Theorie der elliptischen Kurven ist äußerst umfangreich, zahlentheoretisch im Zusammenhang mit dem großen Satz von Fermat von Bedeutung und wird von Mathematikern wie Henri Cohen auf den Umfang vieler tausend Seiten (in moderner mathematischer Sprache) geschätzt. Trotz ihrer Strukturen sind manche ihrer Eigenschaften bis heute nicht geklärt. So kennt man bis heute keinen allgemeinen Algorithmus, der endlich viele rationale Punkte liefert, mit deren Hilfe alle anderen rationalen Punkte auf der Kurve durch Verknüpfung gewonnen werden können (eine positive Antwort auf die starke Vermutung von Birch und Swinnerton-Dyer würde jedoch einen solchen Algorithmus liefern). Jedoch können Heegner-Punkte in manchen Fällen dabei helfen, nicht-triviale rationale Punkte zu erzeugen.
Was elliptische Kurven über den rationalen Zahlen, neben ihrer Fähigkeit einer Punktaddition, so in den Fokus des Interesses rückt, ist die Tatsache, dass sie die einzigen Kurven sind, die endlich, aber auch unendlich viele rationale Punkte haben können. Elliptische Kurven haben nämlich das Geschlecht {\displaystyle g=1} und nach der Vermutung von Mordell, bewiesen von Gerd Faltings, haben Kurven von Geschlecht {\displaystyle g=0} mit einem rationalen Punkt bereits unendlich viele rationale Punkte, während Kurven von Geschlecht {\displaystyle g\geq 2} stets nur endlich viele rationale Punkte haben können. Für seine Leistung wurde Faltings 1986 mit der Fields-Medaille geehrt.

### Parametrisierung von elliptischen Kurven

Durch bzw. wird der Kreis mit Radius 1 und Mittelpunkt im Ursprung in der reellen bzw. komplexen Ebene parametrisiert. In oberem Schaubild ist.

Über den komplexen Zahlen kann die Punktmenge einer elliptischen Kurve als Torus (Donut) dargestellt werden. Dabei wurde jedoch die (vormals stark verzerrte) Fläche des Lösungsgebildes der Gleichung stetig in die gezeigte idealisierte Form gebracht. Dabei ist zu beachten, dass die ursprüngliche Punktmenge eine (reell) zweidimensionale Fläche (komplex eindimensional) und Teilmenge des (reell) vierdimensionalen Raums war, jedoch nach der Transformation auf dem Bild zur Veranschaulichung in den dreidimensionalen Raum gesetzt wurde.

Die Eigenschaft einer elliptischen Kurve, über den komplexen Zahlen ein Donut zu sein, kann dadurch erklärt werden, wie sich diese parametrisieren lässt.
Eine Parametrisierung ist eine Abbildung von einem „einfachen“ Parameterobjekt in ein „kompliziertes“ Zielobjekt, mit dessen Hilfe durch Einsetzen von beliebigen Eingaben (Parametern) des Parameterobjekts beliebige nicht-triviale Teile des Zielobjekts erzeugt werden können. Mit „einfach“ ist gemeint, dass das Parameterobjekt in erster Linie ein „bekanntes Parameterobjekt“ ist, über das genügend Wissen vorhanden ist und aus dessen Vorrat nun nacheinander Werte eingesetzt werden, um damit ein anderes (unbekanntes, komplizierteres oder strukturell anspruchsvolleres) Objekt aufzubauen. Oft handelt es sich sowohl bei den Ein- als auch bei den Ausgaben um Punkte, die in ihrer Kollektion ein geometrisches Objekt darstellen.
Ein Beispiel einer Parametrisierung ist die des Kreises: Das „einfache“ Parameterobjekt ist hierbei das Intervall {\displaystyle [0,1]}, also alle reellen Zahlen zwischen 0 und 1, über dessen Inhalt wir kanonisch verfügen, und das „komplizierte“ Zielobjekt der Kreis, wobei eine mögliche Abbildung
{\displaystyle t\mapsto (\cos(2\pi t),\sin(2\pi t))}
ist. Nach dem Satz des Pythagoras ist {\displaystyle \sin ^{2}(\theta )+\cos ^{2}(\theta )=1} unabhängig von der Eingabe {\displaystyle \theta }, womit aufgrund der Periodizität und Stetigkeit von Sinus und Kosinus der gesamte Kreis erzeugt wird. Nutzt man die Veranschaulichung der komplexen Zahlen {\displaystyle a+ib} (mit reellen Zahlen {\displaystyle a,b}) als Punkte {\displaystyle (a,b)}, vereinfacht sich die Parametrisierung zu
{\displaystyle t\mapsto e^{2\pi it}.}
Für den Zusammenhang zwischen Sinus, Kosinus und der komplexen Exponentialfunktion siehe auch Eulersche Formel. Aus geometrischer bzw. topologischer Sicht wird das Intervall {\displaystyle [0,1]}, ein „Faden“ mit einer Längeneinheit, an beiden Enden genommen und zu einem Kreis zusammengeschlossen.
Das Besondere an der Kreisparametrisierung ist, dass sie von einer transzendenten Funktion generiert wird, nämlich {\displaystyle f(t)=e^{2\pi it}}. Dabei bedeutet transzendent, dass es kein allgemeines Prinzip gibt, die Funktionswerte {\displaystyle e^{2\pi it}} durch endlich viele Additionen, Subtraktionen, Multiplikationen oder Divisionen aus den Eingaben {\displaystyle t} und festen Zahlen zu erzeugen. Unter diesen Umständen ist eigentlich zu erwarten, dass die Funktionswerte unter rationalen Eingaben {\displaystyle t} keine besondere Struktur haben (es ist {\displaystyle \mathbb {Q} } zwar ein Körper, aber es wird nicht gefordert, dass dieser unter unendlich vielen algebraischen Operationen immer noch abgeschlossen sein muss). Erschwerend machen die algebraischen Zahlen im asymptotischen Sinne 0 % aller komplexen Zahlen aus, weshalb ein „Zufall“ ausgeschlossen wäre. Tatsächlich aber kann mittels Potenzgesetzen gezeigt werden, dass jeder der Werte {\displaystyle e^{2\pi i{\frac {p}{q}}}} mit rationalen Zahlen {\displaystyle {\tfrac {p}{q}}} eine algebraische Zahl ist, nämlich der Gleichung {\displaystyle x^{q}-1=0} genügt. Die Algebraizität überträgt sich dann auf die einzelnen Komponenten {\displaystyle \sin(2\pi t)} und {\displaystyle \cos(2\pi t)}. Demnach sind alle rationalen Zahlen {\displaystyle \mathbb {Q} } in gewisser Weise die „Heegner-Punkte des Kreises“, da diese unter der Parametrisierung algebraische Punkte auf dem Kreis erzeugen. Beispielsweise ist
{\displaystyle f\left({\tfrac {1}{8}}\right)={\tfrac {\sqrt {2}}{2}}+i{\tfrac {\sqrt {2}}{2}},}
wobei {\displaystyle \left({\tfrac {\sqrt {2}}{2}},{\tfrac {\sqrt {2}}{2}}\right)} auf dem Einheitskreis liegt (siehe oben).
Bei der Parametrisierung einer Menge von Punkten {\displaystyle (x,y)}, die alle gemeinsam eine Gleichung {\displaystyle y^{2}=x^{3}+ax+b} erfüllen, also einer elliptischen Kurve, wird im Prinzip genauso verfahren. Da diese mittels elliptischer Funktionen erfolgt, werden statt reeller Werte dieses Mal komplexe Zahlen in die Parameterfunktionen eingesetzt. Gesucht ist auch hier ein Funktionenpaar {\displaystyle f} und {\displaystyle g}, ähnlich wie Sinus und Kosinus, sodass für jedes {\displaystyle t} aus den komplexen Zahlen {\displaystyle g(t)^{2}=f(t)^{3}+af(t)+b} gilt. Nach Einsetzen eines Wertes {\displaystyle t} lassen sich auch dann Koordinaten {\displaystyle (x,y)=(f(t),g(t))} der Kurve abschreiben. Auch hier bedient man sich periodischer Funktionen, die jedoch von vornherein auf den komplexen Zahlen definiert werden. Als solche ordnen sie jedem Punkt einer Ebene (= jeder komplexen Zahl) eine komplexe Zahl zu. Als passende Objekte bieten sich die Weierstraßschen ℘-Funktionen an.
Diese Form der Parametrisierung ist aus Sicht der Funktionentheorie elementar, gibt aber noch keine Auskünfte über rationale Punkte auf der Kurve. Dafür muss eine andere, weit schwierigere, Parametrisierung betrachtet werden, siehe unten.

### Definition von Heegner-Punkten über quadratische Gleichungen und Beispiele
Heegner-Punkte sind komplexe Zahlen mit positivem Imaginärteil, die irgendeine quadratische Gleichung der Form {\displaystyle A\tau ^{2}+B\tau +C=0} mit ganzen Zahlen {\displaystyle A>0,B,C} lösen. Es wird stets davon ausgegangen, dass {\displaystyle A,B} und {\displaystyle C} als größten gemeinsamen Teiler die {\displaystyle 1} haben. Wegen der Lösungsformel/Mitternachtsformel drückt sich die Lösung mit positivem Imaginärteil der quadratischen Gleichung durch
{\displaystyle \tau ={\frac {-B+{\sqrt {B^{2}-4AC}}}{2A}}={\frac {-B+i{\sqrt {4AC-B^{2}}}}{2A}}}
aus, wobei im letzten Schritt {\displaystyle {\sqrt {-1}}=:i} gesetzt wurde. Die Zahl unter der Wurzel, nämlich {\displaystyle B^{2}-4AC} wird als negativ gefordert, da sonst die Wurzel keine imaginäre Zahl erzeugen würde. Sie heißt auch die Diskriminante des Heegner-Punktes {\displaystyle \tau } und wird manchmal als {\displaystyle D(\tau )} notiert.
Darüber hinaus ist es entscheidend, Heegner-Punkten, neben ihrer Diskriminanten, weitere Daten zuzuordnen. Dies geschieht, um sie bei späteren Rechnungen mit passenden Objekten in Verbindung bringen zu können. Ferner sind diese Daten Teil der vollständigen Definition eines Heegner-Punktes und geben Auskunft darüber, auf welcher geometrischen Figur er später „gefunden“ werden kann. Zum einen hat man das Level von {\displaystyle \tau }, das aus der Gleichung {\displaystyle A\tau ^{2}+B\tau +C=0} abgelesen werden kann. Es ist eine positive ganze Zahl {\displaystyle N}, die {\displaystyle A} teilt, sodass der größte gemeinsame Teiler von {\displaystyle {\tfrac {A}{N}},B} und {\displaystyle CN} gleich {\displaystyle 1} ist. Es hat die Eigenschaft, dass der Heegner-Punkt {\displaystyle N\tau } die gleiche Diskriminante hat wie {\displaystyle \tau }.

Ähnlich wie sich bei der Identifikation der reellen Punkte die alleinige Betrachtung des Intervalls anbietet, kann bei der Level-1-Identifizierung von Punkten der oberen Halbebene der graue Bereich gewählt werden. Erhöht man das Level, so müssen eventuell weitere blau umrandete Bereiche hinzugenommen werden.

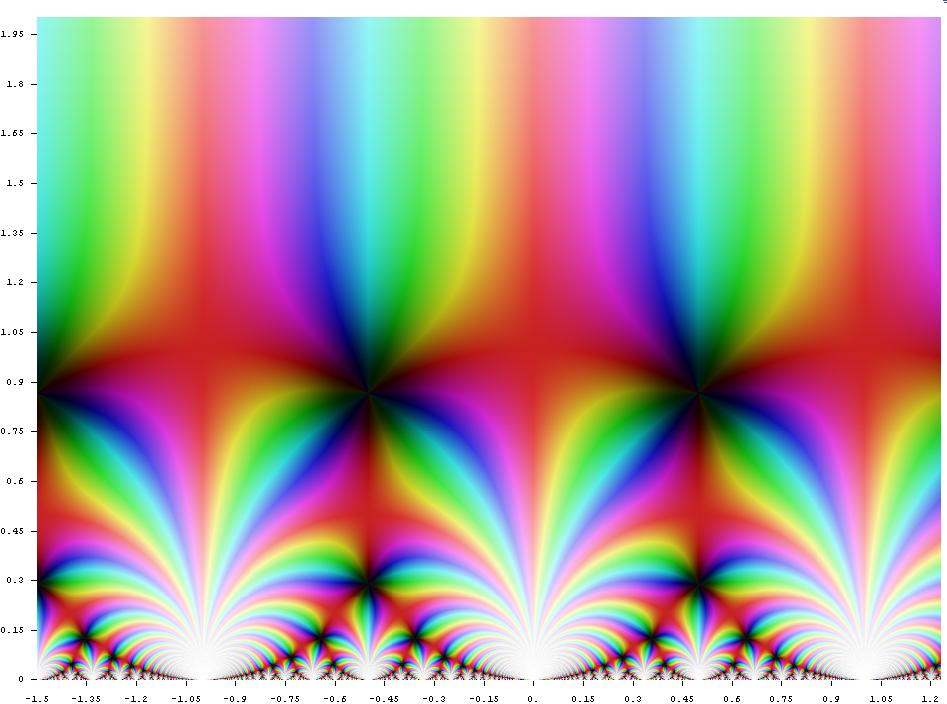
Schaubild der j-Funktion. Diese bleibt unverändert, wenn man von einem Fundamentalbereich in den anderen wechselt. Wechsel zwischen den Fundamentalbereichen drücken sich nicht nur durch aus (Periodizität), sondern auch durch (Stürzung). Dies ist eine Art der „Doppelsymmetrie“, die jener der ℘-Funktionen ähnelt.

Eine sehr wichtige Eigenschaft von Heegner-Punkten {\displaystyle \tau } des Levels {\displaystyle N} und der Diskriminante {\displaystyle D(\tau )} ist, dass jede aus diesen umgeformte Zahl
{\displaystyle {\frac {a\tau +b}{Nc\tau +d}}}
mit ganzen Zahlen {\displaystyle a,b,c,d}, sodass {\displaystyle ad-Nbc=1} gilt, wieder ein Heegner-Punkt von Level {\displaystyle N} und Diskriminante {\displaystyle D(\tau )} ist. Dabei handelt es sich um eine Transformation mittels sog. Kongruenzuntergruppen. Es ist sogar möglich, {\displaystyle \tau } mit all diesen Punkten zu identifizieren, da all diese wichtigen Eigenschaften nach der Transformation erhalten bleiben. Man nennt zwei miteinander identifizierte Punkte äquivalent. Beispielsweise sind auf Ebene von Level 1 die Punkte {\displaystyle i}, {\displaystyle {\tfrac {i}{i+1}}} und {\displaystyle {\tfrac {4i+1}{11i+3}}} zueinander äquivalent. Jedoch sind {\displaystyle i} und {\displaystyle {\tfrac {i}{i+1}}} nicht äquivalent bei Level 11, jedoch noch {\displaystyle i} und {\displaystyle {\tfrac {4i+1}{11i+3}}}. Generell steigt die Anzahl der möglichen Äquivalenzklassen mit dem Level an.
Dadurch wird motiviert, dass nur ein kleiner Teil von Heegner-Punkten auf der oberen Halbebene überhaupt betrachtet werden muss, da die dazu äquivalenten wegfallen. Man sagt auch, dass man die Klassen zueinander äquivalenter Punkte betrachtet. Dieses Identifizierungs-Prinzip lässt sich durch ein bekannteres Beispiel veranschaulichen: Es ist möglich, eine beliebige reelle Zahl {\displaystyle x} mit allen Zahlen zu identifizieren, die von der Form {\displaystyle x+n} sind, wobei {\displaystyle n} eine ganze Zahl ist. Somit hätten {\displaystyle {\sqrt {2}}-42} und {\displaystyle {\sqrt {2}}} dieselben „Eigenschaften“. Nach Berücksichtigung dieser Äquivalenz ist es ausreichend, das Intervall {\displaystyle [0,1)} statt ganz {\displaystyle \mathbb {R} } zu studieren und 1-periodische Funktionen wie {\displaystyle \sin(2\pi x)} behandeln äquivalente Punkte gleich. Der auf dem rechten Bild gezeigte graue Bereich ist eine Fläche, auf der die Klassen bezüglich Level 1 zusammengefasst sind – jedoch wäre auch jeder andere von blauen Linien umrandete Bereich wählbar. Es ist daher naheliegend, Funktionen auf der oberen Halbebene zu betrachten, die beim Wechsel zwischen zueinander äquivalenten (Heegner-)Punkten bzw. zwischen verschiedenen Identifizierungsbereichen ihren Wert nicht ändern, so wie {\displaystyle \sin(2\pi x)} seinen Wert beim Wechsel {\displaystyle x\mapsto x+42} von {\displaystyle [0,1)} zu {\displaystyle [42,43)} nicht ändert. Für die Level-1-Klassen ist eine solche invariante Funktion die sog. j-Funktion. Zum Beispiel ist
{\displaystyle j(i)=j\left({\frac {i}{i+1}}\right)=j\left({\frac {4i+1}{11i+3}}\right)}
usw. Und genau wie {\displaystyle x\mapsto (\cos(2\pi x),\sin(2\pi x))} aus {\displaystyle [0,1)} einen Kreis – durch Biegen und an beiden Enden verkleben – parametrisiert, formt {\displaystyle \tau \mapsto (j(\tau ),j(N\tau ))} aus dem Level-N-Identifizierungsbereich eine Modulkurve. Diese nennt man auch {\displaystyle X_{0}(N)}. Unter dieser Abbildung verwandeln sich Heegner-Punkte {\displaystyle \tau } mit Level {\displaystyle N} zu Punkten {\displaystyle (j(\tau ),j(N\tau ))=(x,y)} auf der entsprechenden Modulkurve, werden aber weiterhin so bezeichnet. Als Kurven bestehen Modulkurven aus Punkten, die eine algebraische Gleichung lösen, siehe unten.
Die Anzahl der Klassen von Heegner-Punkten unter obiger Identifizierung hängt nach fester Wahl einer Diskriminante eng mit der Klassenzahl des Körpers {\displaystyle \mathbb {Q} ({\sqrt {D}})} zusammen. Fixiert man eine Diskriminante, so liegen außerdem stets nur endlich viele Heegner-Punkte des betrachteten Levels und dieser Diskriminante in einem Identifizierungsbereich. Es gilt, dass die Anzahl „im Wesentlichen“ genau der Klassenzahl entspricht – hier wurden jedoch gewisse Transformationen ähnlich zu denen der Kongruenzuntergruppen noch nicht berücksichtigt, die ebenfalls Heegner-Punkte auf solche mit gleichen Eigenschaften senden. Diese nennt man auch Involutionen. Da sie aber nicht Teil der Kongruenzuntergruppen sind, werden die dadurch verwandten Punkte auch nach der Identifizierung durch die Kongruenzuntergruppe noch unterschieden. Erst nach erneuter Identifizierung von Klassen, die mit Involutionen auseinander hervorgehen, sind es schließlich genau so viele Klassen wie die Klassenzahl von {\displaystyle \mathbb {Q} ({\sqrt {D}})}.
Der bereits in der Einleitung gezeigte Punkt
{\displaystyle \tau ={\frac {1+i{\sqrt {163}}}{2}}}
ist ein Heegner-Punkt mit Level 1, denn es gilt
{\displaystyle (x-\tau )(x-{\overline {\tau }})=\left(x-{\frac {1+i{\sqrt {163}}}{2}}\right)\left(x-{\frac {1-i{\sqrt {163}}}{2}}\right)=x^{2}-x+41.}
Ein Beispiel für einen Heegner-Punkt mit Level 3 ist
{\displaystyle \tau ={\frac {-1+i{\sqrt {59}}}{6}},}
der mit der quadratischen Form {\displaystyle 3x^{2}+xy+5y^{2}} mit Diskriminante {\displaystyle D(\tau )=1^{2}-4\cdot 3\cdot 5=1-60=-59} korrespondiert. Ferner ergibt sich, dass zum Beispiel auch
{\displaystyle {\frac {4\tau +1}{15\tau +4}}={\frac {3558+6i{\sqrt {59}}}{13356}}}
ein Heegner-Punkt mit Level 3 und Diskriminante {\displaystyle -59} ist, denn {\displaystyle 4\cdot 4-1\cdot 15=1}.

### Von Modulkurven zu elliptischen Kurven: Eine Veranschaulichung
Die Parametrisierung {\displaystyle z\mapsto (\wp (z),\wp '(z))}, mit der Weierstraßschen ℘-Funktion, beschreibt zwar die Figur einer elliptischen Kurve, bringt aber keine zahlentheoretischen Informationen. Um rationale Punkte auf einer elliptischen Kurve konstruieren zu können, müssten einfache Punkte {\displaystyle z} auf der Periodenmasche bekannt sein, sodass die Koordinaten {\displaystyle (\wp (z),\wp '(z))} rational sind. Solche hypothetischen „Heegner-Punkte“ gibt es im Allgemeinen jedoch nicht, bzw. sie können nicht einfach erraten werden. Dank des Modularitätssatzes, der nach längerer Zeit von Andrew Wiles und anderen bewiesen werden konnte, ist allerdings bekannt, dass es noch eine weitere Art gibt, elliptische Kurven {\displaystyle y^{2}=x^{3}+ax+b}, die über den rationalen Zahlen definiert sind (also mit {\displaystyle a,b\in \mathbb {Q} }), zu parametrisieren. Auch in diesem Falle ist die Funktion, die bei der Abbildung eine Rolle spielt, periodisch und transzendent. Jedoch ist die Abbildung deutlich komplizierter als die Variante mittels der Weierstraßschen ℘-Funktionen. Beim Parameterobjekt handelt es sich um die obere Halbebene, also alle komplexen Zahlen mit positivem Imaginärteil.
Dafür wird der Führer {\displaystyle N} der elliptischen Kurve ausgerechnet, eine positive ganze Zahl. Dieser sagt aus, dass die elliptische Kurve von der Modulkurve {\displaystyle X_{0}(N)} parametrisiert wird: Da die parametrisierende Funktion auf der oberen Halbebene unter Substitution {\displaystyle \tau \mapsto {\tfrac {a\tau +b}{Nc\tau +d}}} mit ganzen Zahlen {\displaystyle ad-Nbc=1} auf der elliptischen Kurve unverändert bleibt, ist dies mathematisch sinnvoll. Zwar wirkt das Parameterobjekt jetzt viel komplizierter, aber im Gegensatz zur elliptischen Kurve bzw. Periodenmasche können auf diesem Objekt manche algebraischen Punkte (ggf. sogar rationale Punkte) direkt erraten werden – die sog. Heegner-Punkte. Der Schlüssel zu der Erkenntnis, dass die Punkte {\displaystyle (j(\tau ),j(N\tau ))} mit einem Level-N-Heegner-Punkt algebraische Koordinaten haben, ist, dass sich die quadratische Gleichung {\displaystyle A\tau ^{2}+B\tau +C=0} zu
{\displaystyle {\frac {-C}{A\tau +B}}=\tau }
umformen lässt. Aus den Invarianzeigenschaften von {\displaystyle j} kann argumentiert werden, dass es dann bereits ganze Zahlen {\displaystyle a_{n},a_{n-1},\dotsc ,a_{0}} gibt, sodass
{\displaystyle a_{n}j(\tau )^{n}+a_{n-1}j(\tau )^{n-1}+\dotsb +a_{0}=0}
ist. Ähnliches gilt für {\displaystyle N\tau }. Die von Wiles vorhergesagte direkte, transzendente Parametrisierung kann damit in zwei, in der Theorie, einfachere Abbildungen zerlegt werden, von denen die erste eine Zwischenparametrisierung der Modulkurve vorsieht. Dadurch wird der algebraische Charakter der Gesamtabbildung an den Heegner-Punkten sichtbar. Durch die Unterteilung geht die Abbildung von der oberen Halbebene in die Modulkurve und von der Modulkurve in die elliptische Kurve anstatt von der oberen Halbebene direkt in die elliptische Kurve:
- Parametrisierung der Modulkurve analog zur elliptischen Kurve: Über die j-Funktion werden Punkte von der oberen Halbebene mittels {\displaystyle z\mapsto (j(z),j(Nz))=(x,y)} abgebildet, die eine Gleichung lösen, wie in etwa {\displaystyle y^{2}=x^{7}-16x^{6}+4x^{3}-2x+87}. Dabei ist {\displaystyle N} eine bestimmte natürliche Zahl, die auch Führer der späteren elliptischen Kurve genannt wird.
- Abbildung von Punkten {\displaystyle (x,y)} auf der Modulkurve, die also jene sehr komplizierte Gleichung lösen, auf Punkte der elliptischen Kurve mit Führer {\displaystyle N}, die die Gleichung {\displaystyle y^{2}=x^{3}+ax+b} lösen. Hier kommen keine Funktionen wie Sinus, Kosinus, ℘ oder j ins Spiel, sondern es handelt sich um eine schlichte algebraische Abbildung.[17] Das bedeutet, dass Punkte {\displaystyle (x,y)}, die die Gleichung der Modulkurve erfüllen, auf Punkte {\displaystyle (p(x,y),q(x,y))} abgebildet werden, die die Gleichung der elliptischen Kurve lösen, wobei {\displaystyle p(x,y)} und {\displaystyle q(x,y)} Polynome in zwei Variablen sind. Ein Beispiel für eine algebraische Abbildung wäre {\displaystyle (x,0)\mapsto (x,x^{2})} von der Kurve {\displaystyle y=0} auf die Normalparabel {\displaystyle y=x^{2}}. Es war eine der großen Leistungen von Andrew Wiles zu erklären, dass die (parametrisierende) Abbildung zwischen Modulkurve und elliptischer Kurve algebraisch ist. Dies ist bemerkenswert, weil die Funktion auf der oberen Halbebene transzendent war.

Es ist in der Praxis schwierig, sowohl die Gleichung der Modulkurven als auch die Polynome {\displaystyle p} und {\displaystyle q} explizit anzugeben, da diese mit steigendem Führer schnell kompliziert werden. Es wird daher bei berechnenden Algorithmen stets der Weg von der oberen Halbebene direkt in die elliptische Kurve gewählt, siehe unten.
Zusammenfassend: Da algebraische Punkte auf der Modulkurve mittels Heegner-Punkten und der j-Funktion „direkt ausgerechnet“ werden können und die folgende algebraische Abbildung von der Modulkurve in die elliptische Kurve die Algebraizität beibehält, werden durch dieses Verfahren algebraische Punkte auf der elliptischen Kurve generiert. Dies ist der analoge Teil zum Kreis – hier konnten mittels der transzendenten Funktion {\displaystyle t\mapsto e^{2\pi it}} direkt algebraische Werte auf dem Kreis ausgerechnet werden (also spielt das Intervall {\displaystyle [0,1]} hier die Rolle der oberen Halbebene).
Es ist selbst in der Praxis unüblich, die Gleichungen, die eine Modulkurve {\displaystyle X_{0}(N)} definieren, hinzuschreiben, da diese sog. modular equations sehr schnell sehr kompliziert werden. Bereits im Fall {\displaystyle N=2} findet man
{\displaystyle -x^{2}y^{2}+x^{3}+1488x^{2}y+1488xy^{2}+y^{3}-162000x^{2}+40773375xy-162000y^{2}+8748000000x+8748000000y-157464000000000=0.}
Durch einen einzelnen Heegner-Punkt wird zunächst noch kein rationaler Punkt auf der elliptischen Kurve geboren. Auch im Gegensatz zum Kreis stammen Heegner-Punkte nicht aus den rationalen Zahlen, sondern liegen, wenn in der oberen Halbebene und nicht auf der Modulkurve startend, in einem quadratischen Körper {\displaystyle \mathbb {Q} ({\sqrt {D}})} mit einer ganzen Zahl {\displaystyle D<0}. Dann ist {\displaystyle D} die betreffende Diskriminante. Werden jedoch mehrere verwandte Heegner-Punkte geschickt miteinander verrechnet, kann in manchen Fällen gewährleistet werden, dass die damit erzeugten Punkte auf der elliptischen Kurve sogar rational sind. Die Anzahl der Heegner-Punkte, die benötigt wird, hängt dabei von der Klassenzahl des quadratischen Körpers ab, in dem sie liegen.
Die betrachtete Parametrisierung kann also, mitsamt diesem Prinzip, als eine verallgemeinerte Version von {\displaystyle e^{2\pi it}} angesehen werden.

### Der Modularitätssatz und Heegner-Punkte
Es ist bei der Berechnung rationaler Punkte auf elliptischen Kurven nicht sinnvoll, über die Gleichungen zu gehen, die Modulkurven definieren, siehe oben, sondern stattdessen wird direkt von der oberen Halbebene aus parametrisiert. Mittels der Parametrisierung {\displaystyle f(\tau )} von Wiles werden Heegner-Punkte, also Lösungen quadratischer Gleichungen mit positivem Imaginärteil, durch die Funktion {\displaystyle f(\tau )} auf einen Wert gesendet, der auf der zur elliptischen Kurve gehörigen Periodenmasche liegt. Von dort aus kann {\displaystyle f(\tau )} über Anwendung der entsprechenden ℘-Funktionen auf ein Tupel {\displaystyle (x(\tau ),y(\tau ))} gesendet werden, sodass {\displaystyle y(\tau )^{2}=x(\tau )^{3}+ax(\tau )+b}. Gleichzeitig haben diese ausgewählten {\displaystyle x(\tau )} und {\displaystyle y(\tau )} beide gute algebraische Eigenschaften, erfüllen für sich genommen also eine algebraische Gleichung. Im besten Falle handelt es sich bei {\displaystyle (x(\tau ),y(\tau ))} um einen rationalen Punkt.
Aus den Daten {\displaystyle E\colon y^{2}=x^{3}+ax+b} kann, das konnte Wiles zeigen, mittels eines Algorithmus die Parametrisierung {\displaystyle f(\tau )} gewonnen werden. Für diesen ist es zunächst wichtig, dass {\displaystyle a,b} beide rational sind. Zum Beispiel trifft dies bei der Kurve {\displaystyle E\colon y^{2}=x^{3}-3x+1} zu. Für die Konstruktion von {\displaystyle f} muss {\displaystyle E} über Primzahlen betrachtet werden. Das bedeutet, dass bei einer Primzahl {\displaystyle p} nur noch mit den Restklassen {\displaystyle 0,1,2,\dotsc ,p-1} bei Teilung durch {\displaystyle p} gerechnet wird. Zum Beispiel ist {\displaystyle 7=2} modulo {\displaystyle 5}, da {\displaystyle 7-2} durch {\displaystyle 5} teilbar ist, also sowohl {\displaystyle 7} als auch {\displaystyle 2} nach Division mit {\displaystyle 5} den gleichen Rest lassen.
Bei der Konstruktion von {\displaystyle f(\tau )} muss die Gleichung {\displaystyle y^{2}=x^{3}-3x+1} nur noch unter Aspekten der Restgleichheit betrachtet werden, aber theoretisch für alle Primzahlen nacheinander. Beispielsweise hätte man für {\displaystyle p=2} nur zu prüfen, ob die vier Punkte {\displaystyle (0,0),(0,1),(1,0),(1,1)} auf der modulo {\displaystyle 2} reduzierten Kurve {\displaystyle y^{2}=x^{3}-3x+1} liegen, da {\displaystyle 0} und {\displaystyle 1} die einzigen Reste modulo {\displaystyle 2} sind. Durch Einsetzen in oberer Reihenfolge in {\displaystyle E\colon y^{2}=x^{3}-3x+1} findet man {\displaystyle 0=1,0=-1,1=1,1=-1}, wobei die Aussagen {\displaystyle 1=1} und {\displaystyle 1=-1} modulo {\displaystyle 2} beide wahr sind, da die Restklassen übereinstimmen. Also liegen hier 2 Punkte auf der Kurve. Ähnlich kann modulo beliebiger Primzahlen verfahren werden, und damit wird eine Folge ganzer Zahlen über die Lösungsanzahlen erzeugt. Aus dieser Folge kann wiederum eine Folge {\displaystyle a_{1},a_{2},a_{3},\dotsc } ganzer Zahlen ermittelt werden, welche die Funktion {\displaystyle f_{E}(\tau )} kodiert, die später zum Aufbau der Parametrisierung eingesetzt werden kann. Sie entsteht durch Bilden der Fourierreihe
{\displaystyle f_{E}(\tau ):=\sum _{n=1}^{\infty }a_{n}e^{2\pi in\tau }=a_{1}e^{2\pi i\tau }+a_{2}e^{4\pi i\tau }+a_{3}e^{6\pi i\tau }+\dotsb }.
Außerdem konnte Wiles beweisen, dass diese Funktion nicht nur, wegen der Fourierreihe, periodisch ist, sondern sogar noch weitere Transformationseigenschaften hat. Diese Transformationseigenschaften machen {\displaystyle f_{E}(\tau )} zu einer Modulform und erlauben es, {\displaystyle f_{E}(\tau )} dafür zu benutzen, auf der oben beschriebenen Modulkurve Integrale auszurechnen. Setzt man in das Integral
{\displaystyle f(\tau )=2\pi i\int _{i\infty }^{\tau }f_{E}(z)\mathrm {d} z=\sum _{n=1}^{\infty }{\frac {a_{n}}{n}}e^{2\pi in\tau }=a_{1}e^{2\pi i\tau }+{\frac {a_{2}}{2}}e^{4\pi i\tau }+{\frac {a_{3}}{3}}e^{6\pi i\tau }+\dotsb }
einen Heegner-Punkt ein, wobei {\displaystyle i\infty } der Punkt unendlich weit oben auf der oberen Halbebene ist, ist das Ergebnis zunächst eindeutig bestimmt. Die Summe als Ergebnis des Integrals wurde durch summandenweise Anwendung des Fundamentalsatzes der Analysis und der Regel, dass {\displaystyle {\tfrac {e^{xa}}{a}}} Stammfunktion von {\displaystyle e^{ax}} ist, gewonnen. Man will jedoch nicht mehr die obere Halbebene, sondern die Modulkurve betrachten, denn Wiles’ Parametrisierung ist eine zwischen algebraischen Kurven und nur als solche kann sie eine algebraische Abbildung darstellen. Demnach müsste das Integral eigentlich unverändert bleiben, wenn man statt {\displaystyle \tau } Heegner-Punkte einsetzt, die mit {\displaystyle \tau } nach Verbiegen und Falten von Fundamentalbereichen zu einem Donut identifiziert werden. Man kann zeigen, dass die Eindeutigkeit als komplexe Zahl zwar verloren geht, jedoch wieder hergestellt wird, falls man das Ergebnis auf einer Periodenmasche sieht und es egal ist, welche Masche genau gewählt ist. Diese Periodenmasche gehört im Regelfall genau zur zu Beginn betrachteten expliziten elliptischen Kurve. Damit liegt das Ergebnis aber schon auf der betrachteten elliptischen Kurve und hat dort gute Eigenschaften.

### Einordnung der zahlentheoretischen Bedeutung

#### Vermutung von Birch und Swinnerton-Dyer
Im Umfeld der Vermutung von Birch und Swinnerton-Dyer, benannt nach Bryan Birch und Peter Swinnerton-Dyer, spielen Heegner-Punkte eine wichtige Rolle. Diese Vermutung trifft eine Aussage über den sog. Rang einer elliptischen Kurve über den rationalen Zahlen. Der Rang ist eine nicht-negative ganze Zahl und beschreibt die Größenordnung der Anzahl rationaler Punkte auf einer elliptischen Kurve.

Geometrische Interpretation der Addition auf einer elliptischen Kurve: Durch die zu addierenden Punkte verläuft eine Gerade, die einen dritten Punkt auf der Kurve schneidet. Spiegelt man diesen Punkt am unendlich fernen Punkt, also an der -Achse, ergibt sich das Ergebnis der Addition.

Ein Rang von 0 bedeutet dabei, dass nur endlich viele rationale Punkte auf der Kurve liegen. Das hat zur Konsequenz, dass jeder rationaler Punkt endliche Ordnung haben muss, also bei beliebig häufiger Addition mit sich selbst in ein sich wiederholendes Muster verfällt.
Ab Rang 1 haben die Kurven stets unendlich viele Punkte. Dennoch kann hier noch zwischen dem Ausmaß des Unendlichen differenziert werden. Je höher der Rang, desto „mehr“ Punkte hat die Kurve. Das Ausmaß der Häufigkeit wird daran bemessen, wie viele Punkte benötigt werden, um alle Punkte der Kurve durch Addieren und Subtrahieren dieser ausgewählten Punkte zu erzeugen. Ganz in diesem Sinne hat die Menge {\displaystyle \{(x,y)\mid x,y\in \mathbb {Z} \}} der unendlich vielen ganzzahligen 2-Tupel Rang 2, denn man benötigt zwei Punkte, um additiv alle Punkte durch Addieren und Subtrahieren zu gewinnen, etwa {\displaystyle (1,0)} und {\displaystyle (0,1)}, zum Beispiel ist
{\displaystyle (3,-2)=(1,0)+(1,0)+(1,0)-(0,1)-(0,1)}
durch komponentenweise Addition. Hingegen hat {\displaystyle \mathbb {Z} } nur den Rang 1, da jede ganze Zahl durch Additionen oder Subtraktionen der {\displaystyle 1} mit sich selbst erzeugt werden kann – also nur einem Element.
Die eigentliche Vermutung sagt aus, dass der Rang einer elliptischen Kurve {\displaystyle E} über den rationalen Zahlen aus deren „analytischen Daten“ abgelesen werden kann. Damit ist genau die von Wiles erzeugte Modulform {\displaystyle f_{E}(z)} gemeint, die ein Objekt der komplexen Analysis und „nicht der Algebra“ ist. Aus {\displaystyle f_{E}} kann die sog. L-Funktion der zugehörigen elliptischen Kurve berechnet werden: Sie entsteht auch aus den Zahlen {\displaystyle a_{1},a_{2},\dotsc \colon }
{\displaystyle L(E,s):=\sum _{n=1}^{\infty }{\frac {a_{n}}{n^{s}}}=a_{1}+{\frac {a_{2}}{2^{s}}}+{\frac {a_{3}}{3^{s}}}+\dotsb }
Es handelt sich hierbei um eine sog. Dirichletreihe. Diese lässt sich nach Wiles zu einer für alle komplexen Zahlen gültigen Funktion ausweiten. Die Vermutung sagt aus, dass die Nullstellenordnung von {\displaystyle L(E,s)} im Punkt {\displaystyle s=1} gerade dem Rang von {\displaystyle E(\mathbb {Q} )} entspricht. Sie gehört zu den wichtigsten Problemen der Mathematik und verbleibt bis heute ungeklärt.
Jedoch konnte dieses Problem im Falle der Ränge 0 und 1 mit Hilfe von Heegner-Punkten gelöst werden. Den Durchbruch lieferte die Kombination zweier mathematischer Aufsätze, der eine von Benedict Gross und Don Zagier, der andere von Victor Kolyvagin. Die Leistung von Gross und Zagier bestand darin, zu erkennen, dass sich die kanonische Höhe der durch Heegner-Punkte konstruierten rationalen Punkte auf einer elliptischen Kurve durch L-Funktionen an der Stelle {\displaystyle s=1} ausdrücken lässt. Dabei ist die kanonische Höhe ein Maß für die Komplexität eines Punktes auf der Kurve. Für die Definition der kanonischen Höhe definiert man zuerst eine naive Höhe, die jedem Punkt zuordnet, wie schwierig die in ihm enthaltenen rationalen Zahlen sind. Beispielsweise ist {\displaystyle {\tfrac {1}{2}}} eine „einfachere“ rationale Zahl als {\displaystyle {\tfrac {997}{1001}}}, da die benötigten Zahlen bei den vollständig gekürzten Brüchen im ersten Fall kleiner waren. Man schreibt dann {\displaystyle h(P)} als naive Höhe des Punktes {\displaystyle P} und hätte rein exemplarisch durch logarithmischen Zuwachs in der größten auftauchenden Zahl
{\displaystyle h(({\tfrac {1}{2}},{\tfrac {997}{1001}}))=\log(1001).}
Die kanonische Höhe {\displaystyle {\widehat {h}}(P)} von {\displaystyle P} wird nun definiert durch
{\displaystyle {\widehat {h}}(P)=\lim _{k\to \infty }{\frac {h(\underbrace {P+P+\dotsb +P} _{k-{\text{mal}}})}{k^{2}}},}
wobei also im rechten Bruch der Parameter {\displaystyle k} gegen Unendlich strebt. Die Idee ist, dass die kanonische Höhe für einen sich in der Addition ständig wiederholenden Torsionspunkt einfach {\displaystyle 0} ist, da sich dann der Zähler des Bruchs wiederholt und damit beschränkt ist, während der Nenner wegen {\displaystyle k^{2}} immer größer wird. Andersherum kann gezeigt werden, dass im Falle eines Punktes {\displaystyle P} unendlicher Ordnung ein Wert größer als {\displaystyle 0} heraus kommt, da die Summen {\displaystyle P+P}, {\displaystyle P+P+P}, {\displaystyle P+P+P+P} usw. immer kompliziertere rationale Komponenten enthalten. Gross und Zagier konnten beweisen, dass {\displaystyle {\widehat {h}}(P)} bis auf einen Vorfaktor der Größe {\displaystyle L'(E,1)} entspricht. Hat {\displaystyle L(E,s)} nun eine Nullstelle der Ordnung 1 in {\displaystyle s=1}, dann hat ihre Ableitung keine Nullstelle in {\displaystyle s=1}.
Victor Kolyvagin zeigte aber, dass wenn der durch Heegner-Punkte generierte rationale Punkt unendliche Ordnung hat, die Kurve tatsächlich schon den Rang 1 hat. Aus der Formel von Gross und Zagier kann dieses Szenario dann aber anhand der L-Funktion abgelesen werden, nämlich nur dann, wenn die L-Funktion die Ordnung 1 in {\displaystyle s=1} hat, und somit ist die von Birch und Swinnerton-Dyer vorhergesagte Beziehung zwischen Rang und Nullstellenordnung einer L-Funktion hier hergestellt.

#### Körper und Klassenzahlen
In der Mathematik ist man an Mengen interessiert, die bezüglich möglichst vieler Strukturen abgeschlossen sind. Eine Menge erhält dann zusätzliche Struktur, wenn es Verknüpfungen zwischen ihren Elementen gibt. Betrachtet man zum Beispiel die Menge der ganzen Zahlen {\displaystyle \mathbb {Z} =\{\dotsc ,-3,-2,-1,0,1,2,3,\dotsc \}}, so fällt auf, dass diese unter den Verknüpfungen Addition und Multiplikation abgeschlossen ist: Addiert oder multipliziert man zwei ganze Zahlen, wird das Ergebnis wieder eine ganze Zahl sein und man hat die ursprüngliche Menge nicht verlassen. Noch strukturierter ist es jedoch, wenn man auch dividieren darf. Dies wird in den ganzen Zahlen jedoch nicht immer möglich sein, da zum Beispiel {\displaystyle {\tfrac {1}{3}}} keine ganze Zahl ist. Daher muss hier der Bereich erweitert werden, um auch eine Abgeschlossenheit unter Division zu erhalten. Im Falle von {\displaystyle \mathbb {Z} } gelangt man damit zu den rationalen Zahlen {\displaystyle \mathbb {Q} }. Es muss noch gefordert werden, dass es eine „0“ und eine „1“ gibt (neutrale Elemente der Addition und Multiplikation), sodass man mit der Tatsache/Regel {\displaystyle \textstyle {\frac {a}{a}}=1} für alle Zahlen {\displaystyle a\neq 0} eine algebraische Struktur erhält, die auch Körper genannt wird.
Natürlich ist {\displaystyle \mathbb {Q} } nicht der einzige Körper. So ist die Menge der reellen Zahlen {\displaystyle \mathbb {R} } ebenfalls ein Körper, da auch hier die oben beschriebenen Regeln gelten. Jedoch gibt es weit mehr reelle als rationale Zahlen, weshalb viele Fragestellungen der Zahlentheorie, gerade bezogen auf Zerlegung von Zahlen in „elementarere Zahlen“, hier nicht mehr sinnvoll sind. In der Zahlentheorie interessiert man sich daher besonders für Körper, die dem der rationalen Zahlen viel mehr ähneln als die reellen Zahlen. Denkbar ist es, sich einzelne nicht-rationale Zahlen hinzuzunehmen, und daraus durch Bilden aller möglichen Summen, Produkte und Quotienten einen neuen Körper zu konstruieren. So ist zum Beispiel die Menge {\displaystyle \mathbb {Q} ({\sqrt {2}})}, bestehend aus allen Zahlen der Form {\displaystyle x+y{\sqrt {2}}} mit rationalen Zahlen {\displaystyle x,y\in \mathbb {Q} }, wieder ein Körper. Man spricht bei einer solchen Erweiterung der rationalen Zahlen von einem Zahlkörper.
Die Klassenzahl und damit Heegner-Punkte kommen dort ins Spiel, wo es darum geht, die ganzen Zahlen {\displaystyle \mathbb {Z} } als Verwandten der rationalen Zahlen {\displaystyle \mathbb {Q} } zu sehen, da letztere gewissermaßen durch Quotientenbildung aus ihnen hervorgehen. Auch bei Zahlkörpern kann man solche zugehörigen „ganzen Zahlen“ finden, jedoch müssen diese nicht mehr nur {\displaystyle \mathbb {Z} } sein, sondern können weitere Elemente enthalten. Ganze Zahlen im Körper {\displaystyle \mathbb {Q} ({\sqrt {2}})} wären in etwa
{\displaystyle 2,\quad 3,\quad 1+{\sqrt {2}},\quad 3-2{\sqrt {2}}}
im Gegensatz zu allgemeinen Körperelementen wie
{\displaystyle {\tfrac {1}{2}},\quad {\tfrac {3}{7}},\quad {\tfrac {2}{11}}-{\tfrac {5}{8}}{\sqrt {2}},\quad -{\tfrac {11}{89}}{\sqrt {2}}.}
Auch bei Arten verallgemeinerter ganzer Zahlen kann untersucht werden, ob es eine (bis auf Elemente wie einfache Vorzeichen {\displaystyle \pm 1} und natürlich Reihenfolge) eindeutige Zerlegung in „Primzahlen“ gibt. In {\displaystyle \mathbb {Z} } ist dies bekanntermaßen der Fall, zum Beispiel ist {\displaystyle -50=-2\cdot 5\cdot 5} mit den Primzahlen {\displaystyle 2} und {\displaystyle 5}, und es gibt keine anderen Zerlegungsmöglichkeiten, außer Vorzeichen- und Reihenfolgenwechsel wie zum Beispiel {\displaystyle 5\cdot (-2)\cdot 5}. Also ist {\displaystyle \mathbb {Z} } gewissermaßen zahlentheoretisch „gutartig“ – es gibt nur eine Klasse von Zerlegungsmöglichkeiten. Im Falle beliebiger Zahlkörper kann es aber passieren, dass es in deren ganzen Zahlen keine eindeutige Zerlegbarkeit mehr in „Primzahlen“ (allgemeiner Primelemente genannt) gibt. Ein Beispiel für fehlende Eindeutigkeit ist
{\displaystyle 10=2\cdot 5=(4+{\sqrt {6}})\cdot (4-{\sqrt {6}})}
mit den vier Primelementen {\displaystyle 2,5,4\pm {\sqrt {6}}} in den ganzen Zahlen von {\displaystyle \mathbb {Q} ({\sqrt {6}})}. Für die letzte Umformung kann {\displaystyle 10} als Differenz {\displaystyle 16-6=4^{2}-{\sqrt {6}}^{2}} zweier Quadrate geschrieben werden, was sich dann zum Produkt aus Summe und Differenz der beiden Basen {\displaystyle 4} und {\displaystyle {\sqrt {6}}} faktorisieren lässt. Es kann nun gemessen werden, wie stark die Situation vom „Idealfall“ einer eindeutigen Zerlegbarkeit abweicht. Dieser Fehler wird als Klassenzahl des Zahlkörpers bezeichnet und ist eine natürliche Zahl. Zum Beispiel hat der Körper der rationalen Zahlen die Klassenzahl 1.
Die Bestimmung der Klassenzahl eines Zahlkörpers ist im Allgemeinen ein sehr schwieriges Unterfangen und es gibt bis heute viele ungelöste Probleme in diesem Bereich. Heegner-Punkte können (indirekt) dazu verwendet werden, die Klassenzahl einiger Körper zu bestimmen. Es lässt sich zum Beispiel zeigen, dass die einzigen quadratischen Zahlkörper mit imaginären Zahlen, in denen eine eindeutige Zerlegung in Primelemente existiert, genau die Körper
{\displaystyle \mathbb {Q} ({\sqrt {-1}}),\,\mathbb {Q} ({\sqrt {-2}}),\,\mathbb {Q} ({\sqrt {-3}}),\,\mathbb {Q} ({\sqrt {-7}}),\,\mathbb {Q} ({\sqrt {-11}}),\,\mathbb {Q} ({\sqrt {-19}}),\,\mathbb {Q} ({\sqrt {-43}}),\,\mathbb {Q} ({\sqrt {-67}}),\,\mathbb {Q} ({\sqrt {-163}})}
sind.

### Explizites Beispiel für das Vorgehen zur Konstruktion eines rationalen Punktes
Möchte man versuchen, einen nicht-trivialen rationalen Punkt auf einer elliptischen Kurve über den rationalen Zahlen mittels Heegner-Punkten zu finden, ist der Ausgangspunkt die Gleichung der Kurve. Dabei ist für die Rationalität des erzeugten Punktes wichtig, dass alle Heegner-Punkte eines Levels und einer bestimmten Diskriminante auf der Modulkurve einfließen. Dabei wurden Äquivalenzen bezüglich Involutionen schon berücksichtigt, was bedeutet, dass immer {\displaystyle h(D)} (Klassenzahl) Punkte in den Algorithmus gepackt werden. Es wird exemplarisch das Beispiel
{\displaystyle E\colon y^{2}=x^{3}-157^{2}x}
gewählt. Der erste Schritt ist, das Level dieser Kurve zu bestimmen. Dieses ist eine positive ganze Zahl und bestimmt nachher darüber, welche Heegner-Punkte für die Konstruktion in Frage kommen können – nämlich solche, die gleiches Level wie die Kurve haben. Das Level {\displaystyle N} der elliptischen Kurve gibt die eindeutige Zahl, sodass die von Wiles genannte Parametrisierung {\displaystyle X_{0}(N)\longrightarrow E} von der Modulkurve {\displaystyle X_{0}(N)} in die Kurve {\displaystyle E} existiert. Es kann mittels eines Algorithmus von John T. Tate aus den Koeffizienten der algebraischen Gleichung von {\displaystyle E} berechnet werden. Im Falle von {\displaystyle y^{2}=x^{3}-157^{2}x} erhält man {\displaystyle N=32\cdot 157^{2}=788\,768}. Nun müssen systematisch zum Level passende Diskriminanten {\displaystyle D<0} durchgegangen werden, die in die Formel von Gross und Zagier eingesetzt werden, um numerisch zu prüfen, ob für die kanonische Höhe des späteren rationalen Punktes {\displaystyle 0} herauskommt oder nicht. Zum Beispiel liefert die Formel für {\displaystyle D=-31} ein Ergebnis sehr nahe an {\displaystyle 0}, weshalb hier höchstwahrscheinlich ein Torsionspunkt herauskommt, der trivial ist. Bei {\displaystyle D=-39} kommt jedoch nicht {\displaystyle 0} heraus, also kann diese Diskriminante gewählt werden. Gesucht sind nun Heegner-Punkte des Levels {\displaystyle N=788\,768} und Diskriminante {\displaystyle D=-39}. Die Klassenzahl von {\displaystyle \mathbb {Q} ({\sqrt {-39}})} ist 4, weshalb theoretisch 4 nicht zueinander äquivalente Heegner-Punkte gebraucht werden, jedoch kann der Algorithmus dies auf die 2 Punkte
{\displaystyle \tau _{1}={\frac {-1\,275\,547+i{\sqrt {39}}}{1\,577\,536}}}
und
{\displaystyle \tau _{2}={\frac {-1\,275\,547+i{\sqrt {39}}}{3\,155\,072}}}
reduzieren. Dahinter verbirgt sich ein Rechentrick, der Symmetrien zwischen je zwei betrachteten Punkten ausnutzt. Diese lösen die quadratischen Gleichungen {\displaystyle 788\,768\tau _{1}^{2}+1\,275\,547\tau _{1}+515\,684=0} und {\displaystyle 1\,577\,536\tau _{2}^{2}+1\,275\,547\tau _{2}+257\,842=0}.
Für die weiteren Rechnungen muss die zu {\displaystyle E} zugehörige Modulform {\displaystyle f_{E}} numerisch hinreichend gut ermittelt werden. Dann werden die Punkte {\displaystyle \tau _{1}} und {\displaystyle \tau _{2}} in die Parametrisierungen eingesetzt und durch eine Umformung wird alles in die Form gebracht, als wenn alle 4 inäquivalenten Punkte eingesetzt worden wären. Das Ergebnis ist nun Teil der Periodenmasche zur elliptischen Kurve, kann jedoch mittels {\displaystyle z\mapsto (\wp (z),\wp '(z))} auf die eigentliche Kurve transportiert werden. Der durch diese Heegner-Punkte konstruierte rationale Punkt ist schließlich
{\displaystyle \left({\frac {95732359354501581258364453}{277487787329244632169121}},{\frac {834062764128948944072857085701103222940}{146172545791721526568155259438196081}}\right).}
Dieser rationale Punkt beweist nach einem Satz von Tunnell, dass es zu {\displaystyle d=157} ein rechtwinkliges Dreieck gibt, das ausschließlich rationale Seitenlängen und den Flächeninhalt {\displaystyle 157} hat. Das zugeordnete rechtwinkelige Dreieck, berechnet von Don Zagier, hat die Seitenlängen ({\displaystyle a,b} Katheten, {\displaystyle c} Hypotenuse):
{\displaystyle a={\frac {411340519227716149383203}{21666555693714761309610}}}, {\displaystyle b={\frac {6803298487826435051217540}{411340519227716149383203}}} und {\displaystyle c={\frac {224403517704336969924557513090674863160948472041}{8912332268928859588025535178967163570016480830}}.}

## Geschichte

### Webers Algebra

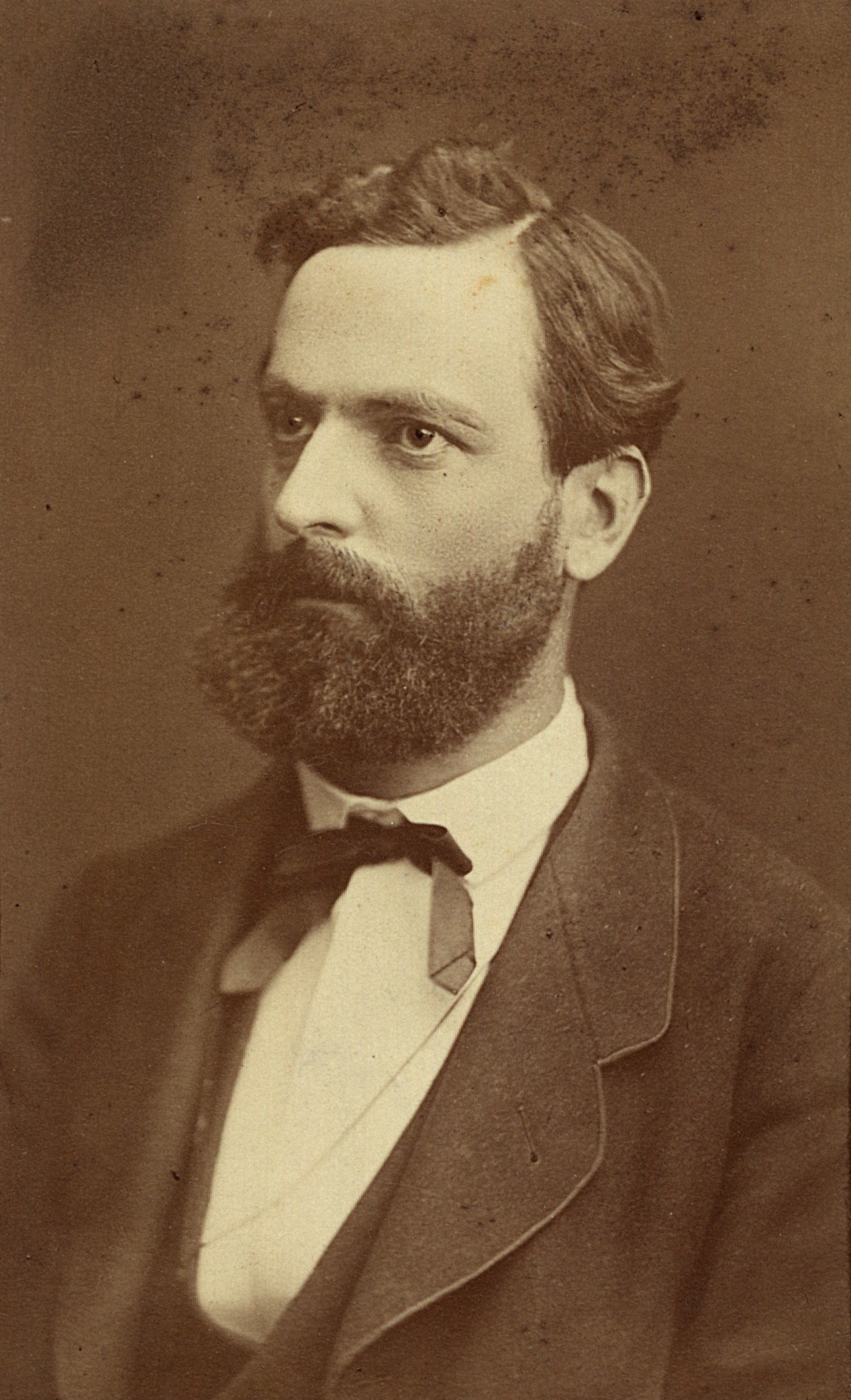
Heinrich Weber

Der Grundstein der Theorie um Heegner-Punkte wurde bereits 1908 in Heinrich Webers Werk Lehrbuch der Algebra gelegt. In diesem beschäftigte Weber sich intensiv mit der j-Funktion und ihrer Verbindung zur Klassenkörpertheorie. Er gilt als Entdecker der Theorie der komplexen Multiplikation. Komplexe Multiplikation bezieht sich dabei auf elliptische Kurven, auf denen Punkte nicht nur ganzzahlig vervielfacht werden können, etwa {\displaystyle P\mapsto P+P+P}, sondern wo es auch eine Multiplikation mit bestimmten imaginären Zahlen gibt, also exemplarisch {\displaystyle P\mapsto iP}. Die Theorie der komplexen Multiplikation, wie sie von Weber entwickelt wurde, gibt Auskunft über den Körper, in dem {\displaystyle j(A)} lebt, wenn {\displaystyle A} ein Ideal eines gegebenen komplexen quadratischen Rings ist. Zum Beispiel bewies Weber die Identität
{\displaystyle j\left({\sqrt {-14}}\right)=2^{3}\left(323+228{\sqrt {2}}+(231+161{\sqrt {2}}){\sqrt {2{\sqrt {2}}-1}}\right)^{3}}
im Rahmen dieser von {\displaystyle j} erzeugten Körpererweiterungen. Während es sich bei der Eingabe von {\displaystyle j} um den Heegner-Punkt {\displaystyle i{\sqrt {14}}} (hier in der Schreibweise {\displaystyle {\sqrt {-14}}}) handelt, ist die rechte Seite als Verkettung von Wurzelausdrücken und ganzen Zahlen eine algebraische Zahl, löst also eine algebraische Gleichung. Adjungiert man diese Zahl zu dem zur Diskriminante des Heegner-Punkts gehörigen quadratischen Zahlkörper hinzu, ergibt sich die abelsche Körpererweiterung {\displaystyle K(j({\sqrt {-14}}))} des Zahlkörpers {\displaystyle K=\mathbb {Q} ({\sqrt {-14}})}. Dieses Programm wurde von Weber jedoch in größerer Allgemeinheit als nur zur vollen Modulgruppe verfolgt und später von Heegner wieder aufgegriffen.
Jedoch kam die Theorie der Modulfunktionen ziemlich abrupt völlig aus der Mode. Erich Hecke und Robert Alexander Rankin leisteten zwar wichtige Beiträge, jedoch geht aus den damaligen Publikationen hervor, dass die meisten Mathematiker ein halbes Jahrhundert lang kaum wussten, dass die Theorie der Modulfunktionen überhaupt jemals existiert hatte.

### Die Arbeit von Heegner

6 ist eine kongruente Zahl: Das rechtwinklige Dreieck mit rationalen Seitenlängen hat den Flächeninhalt 6

Im Jahr 1952 veröffentlichte Kurt Heegner eine Arbeit in der Mathematischen Zeitschrift, innerhalb der er sich mit dem Problem kongruenter Zahlen und elliptischer Kurven beschäftigte. Heegner, ein erfolgreicher Elektroingenieur, der sich aber auch in Mathematik habilitiert hatte, war mit Webers Lehrbuch zur Algebra gut vertraut. Er gab zunächst eine historische Einführung zu kongruenten Zahlen. Eine positive ganze Zahl {\displaystyle m} heißt kongruent, falls sie als Fläche eines rechtwinkligen Dreiecks mit rationalen Seiten in Erscheinung tritt (Heegner nannte solche Dreiecke Harpedonapten-Dreieck). In seinem Aufsatz zitierte er im Anschluss verschiedene Dinge von Weber und bewies einige Theoreme, die zeigen, dass das Problem kongruenter Zahlen für bestimmte Familien von {\displaystyle m} lösbar ist. Schließlich löste er plötzlich das klassische Problem der Charakterisierung aller imaginär-quadratischen Zahlkörper mit Klassenzahl 1. Zu Heegners Nachteil gab es 1952 niemanden mehr, der Webers Algebra ausreichend gut beherrschte, um seine Leistung zu würdigen.
Heegners Arbeit war schwer zu folgen, was womöglich ein weiterer Grund war, weshalb sich zu seiner Zeit niemand im Detail damit beschäftigte. Es wurde außerdem davon ausgegangen, dass seine Beweisführungen zum Klassenzahlproblem lückenhaft seien, und, obwohl seine Arbeit über kongruente Zahlen mittlerweile als korrekt anerkannt ist, blieb lange Zeit unentdeckt, dass Heegner den Grundstein einer fundamentalen neuen Methode gelegt hatte – der analytischen Realisierung abelscher Erweiterungen imaginär-quadratischer Zahlkörper, analog zum Kronecker-Weber-Fall über {\displaystyle \mathbb {Q} }. Heegner starb in dieser Ungewissheit.

### Entwicklung ab den 1970er Jahren

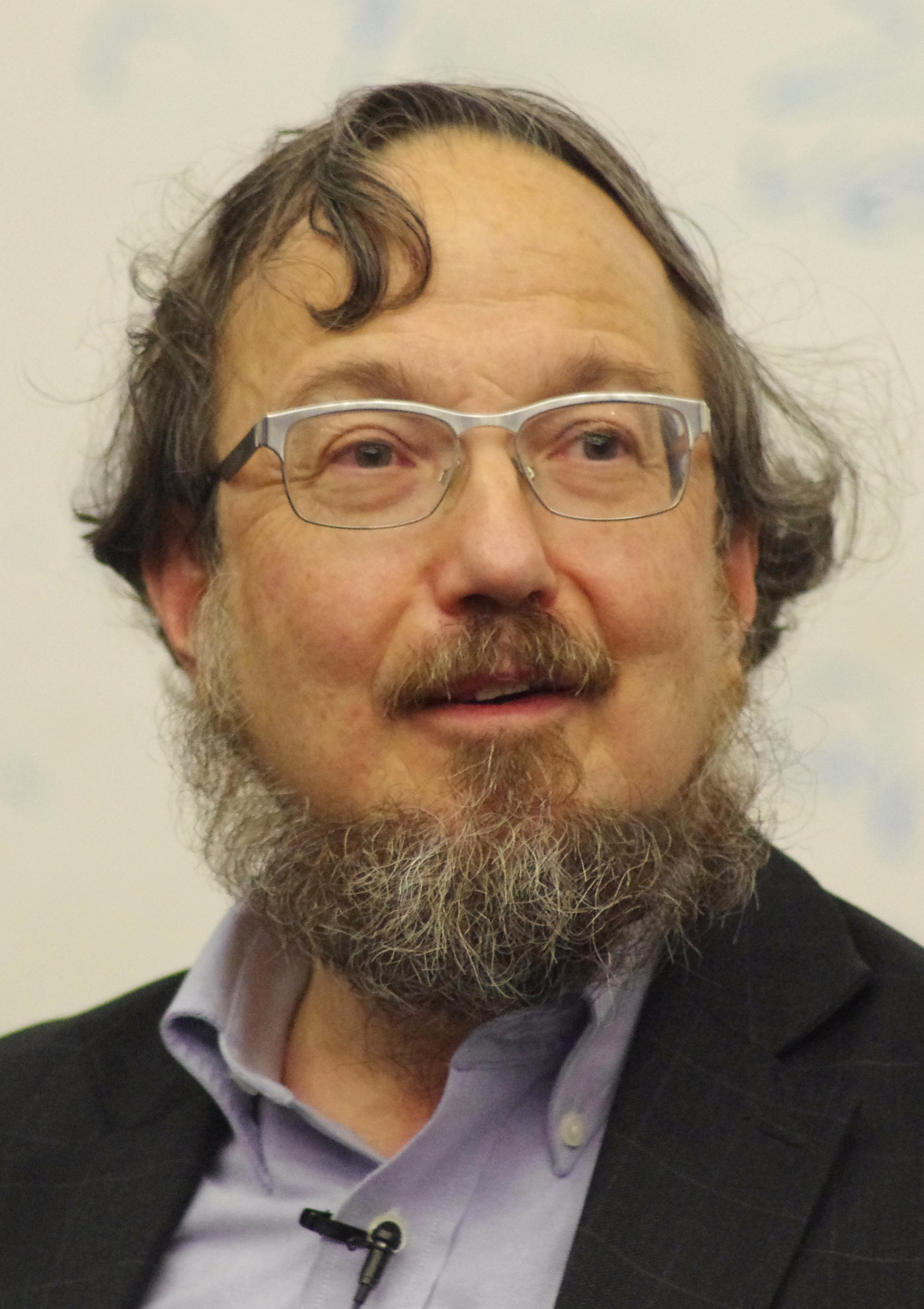
Don Zagier

Es war Bryan Birch, der in den späten 1970er und frühen 1980er Jahren erstmals Heegner-Punkte auf modularen elliptischen Kurven systematisch untersuchte. Auf der Grundlage der von ihm gesammelten numerischen Beweise stellte er fest, dass die sog. Höhen dieser Punkte mit ersten Ableitungen am zentralen kritischen Punkt der Hasse-Weil-Zetafunktion der elliptischen Kurve zusammenzuhängen schienen. Die von Birch initiierte Arbeit sollte eine wichtige Rolle in der Zahlentheorie der nächsten zwei Jahrzehnte spielen und so grundlegende Fragen wie das Gaußsche Klassenzahlproblem und die Birch- und Swinnerton-Dyer-Vermutung beleuchten.
Das Studium der Heegner-Punkte nahm Mitte der 1980er Jahre dank zweier Durchbrüche Fahrt auf. Der erste Durchbruch war die Gross-Zagier-Formel, die die Beobachtungen von Birch bestätigte und die Höhen der Heegner-Punkte mittels der ersten Ableitung am zentralen Punkt einer zugehörigen Rankin-L-Reihe ausdrückte. Der zweite kam einige Jahre später, als Victor Kolyvagin zeigte, wie sog. Heegner-Systeme auf einer elliptischen Kurve die Größe und Struktur deren Selmer-Gruppe kontrollieren. Zusammengenommen führten diese beiden Erkenntnisse zu einem vollständigen Beweis der Birch- und Swinnerton-Dyer-Vermutung (in ihrer etwas schwächeren Form, die eine Gleichheit zwischen dem Rang der elliptischen Kurve und der Ordnung ihrer L-Reihe bei {\displaystyle s=1} vorschreibt) für alle modularen elliptischen Kurven über {\displaystyle \mathbb {Q} }, deren L-Funktion höchstens eine einfache Nullstelle bei {\displaystyle s=1} hat. Die Methode erbrachte einen Beweis der sog. Schafarewitsch-Tate-Vermutung auch für diese Kurven.
Der Unterbeweis der Shimura-Taniyama-Vermutung von 1994 zeigte, dass die Ergebnisse von Gross und Zagier sowie von Kolyvagin bedingungslos für alle elliptischen Kurven über den rationalen Zahlen gelten.

## Definition
Heegner-Punkte {\displaystyle \tau } auf der oberen Halbebene {\displaystyle \mathbb {H} } können nach Bryan Birch wie folgt definiert werden.
1. Der Wert {\displaystyle \tau } ist ein CM-Punkt (CM = complex multiplication), d. h., er ist Lösung einer quadratischen Gleichung der Form {\displaystyle A\tau ^{2}+B\tau +C=0} mit ganzen Zahlen {\displaystyle A,B,C}, für die {\displaystyle B^{2}-4AC<0} gilt.
2. Haben {\displaystyle A,B,C} den größten gemeinsamen Teiler 1, so definiert {\displaystyle (A,B,C):=Ax^{2}+Bxy+Cy^{2}} eine binäre quadratische Form. Gilt außerdem {\displaystyle A>0}, so ist die Form positiv definit. Für {\displaystyle \tau } ist {\displaystyle (A,B,C)} dadurch dann eindeutig bestimmt und man nennt {\displaystyle D(\tau ):=B^{2}-4AC} die (ganzzahlige) Diskriminante von {\displaystyle \tau }.
3. {\displaystyle \tau } heißt nun Heegner-Punkt mit Level {\displaystyle N} (mit einer natürlichen Zahl {\displaystyle N}), falls {\displaystyle D(N\tau )=D(\tau )}.

Die Diskriminante {\displaystyle D(\tau )=D} besitzt eine Zerlegung in Faktoren {\displaystyle D=c^{2}D_{0}} mit der sog. Fundamentaldiskriminante {\displaystyle D_{0}} des Zahlkörpers {\displaystyle K}. Dabei ist {\displaystyle c^{2}} die größte Quadratzahl, sodass {\displaystyle D/c^{2}\equiv 0,1{\pmod {4}}} gilt. Die ganze Zahl {\displaystyle c>0} wird auch als Führer des Heegner-Punktes bezeichnet. Aus der Definition wird ersichtlich, dass CM- und Heegner-Punkte stark verwandt miteinander sind, obgleich ein Heegner-Punkt stets mit einem Level {\displaystyle N} gekoppelt ist. Dies ermöglicht später eine Definition auf der Modulkurve {\displaystyle X_{0}(N)=\Gamma _{0}(N)\backslash {\overline {\mathbb {H} }}}. Mit dieser Modifizierung wird es dann zweckmäßig, sich einen Heegner-Punkt als eine Klasse von CM-Punkten vorzustellen.
Benedict Gross definiert Heegner-Punkte anders: Ist {\displaystyle X_{0}(N)} eine Modulkurve, so ist (gedanklich) jeder Punkt {\displaystyle \tau } auf {\displaystyle X_{0}(N)} ein Diagramm {\displaystyle \phi \colon E\longrightarrow E'} zweier elliptischer Kurven {\displaystyle E} und {\displaystyle E'}, wobei der Kern der Isogenie {\displaystyle \phi } isomorph zu {\displaystyle \mathbb {Z} /N\mathbb {Z} } ist. Dies hat den Hintergrund, dass Modulkurven auch Modulräume sind und in diesem Fall jeder Punkt einer Isogonie zwischen zwei elliptischen Kurven entspricht. Konkret können die Kurven (über {\displaystyle \mathbb {C} }) durch {\displaystyle E(\mathbb {C} )\cong \mathbb {C} /\mathbb {Z} +\tau \mathbb {Z} } resp. {\displaystyle E'(\mathbb {C} )\cong \mathbb {C} /{\tfrac {1}{N}}\mathbb {Z} +\tau \mathbb {Z} } und die Isogenie als die Einschränkung der Identität {\displaystyle \mathrm {id} \colon \mathbb {C} \longrightarrow \mathbb {C} } zwischen Überlagerungen beschrieben werden. Man nennt einen solchen Punkt nun Heegner-Punkt von Level {\displaystyle N}, falls zusätzlich gilt, dass sowohl {\displaystyle E} als auch {\displaystyle E'} komplexe Multiplikation haben als auch denselben Endomorphismenring, also {\displaystyle \mathrm {End} (E)=\mathrm {End} (E')={\mathcal {O}}} für eine Ordnung {\displaystyle {\mathcal {O}}} in einem imaginär-quadratischen Zahlkörper {\displaystyle K}. Es gilt damit {\displaystyle {\mathcal {O}}=\mathbb {Z} +c{\mathcal {O}}_{K}} für ein {\displaystyle c>0}, das auch der Führer des Heegner-Punktes genannt wird. Die Zahl {\displaystyle c>0} wird gleichsam Führer der zugehörigen Ordnung {\displaystyle {\mathcal {O}}} genannt.
In einigen Anwendungen, zum Beispiel bei Henri Darmon, werden Heegner-Punkte auch mit den Punkten assoziiert, die auf elliptischen Kurven entstehen, nachdem die Parametrisierung auf die (Heegner-)Punkte {\displaystyle \tau } angewendet wurde (siehe unten). Diese Schreibweise ist vor allen Dingen dann in Gebrauch, wenn Eigenschaften von Heegner-Punkten als Herleitung für Eigenschaften der elliptischen Kurve herangezogen werden, in etwa im Kontext mit Heegner-Systemen.

## Fundamentale Eigenschaften

### Invarianzeigenschaften

Der Heegner-Punkt (auf diesem Bild ganz oben) ist Lösung der quadratischen Gleichung und hat damit Level 11. Die modulo zu ihm äquivalenten (Heegner-)Punkte, und sind die drei Punkte weiter unten. Hierbei bezeichnet eine Kongruenzuntergruppe mit Level 11.

Der Level eines Heegner-Punktes muss nicht eindeutig sein. So haben beispielsweise alle Heegner-Punkte den Level 1, da offensichtlich stets {\displaystyle D(1\cdot \tau )=D(\tau )} gilt. Interessant sind die Fälle höheren Levels. So kann man zum Beispiel einfache Methoden angeben, aus einem Heegner-Punkt mit Level {\displaystyle N} beliebig viele neue Heegner-Punkte mit Level {\displaystyle N} zu konstruieren. Zuerst wird beobachtet, dass sich die oben definierte Diskriminante unter unimodularer Transformation nicht ändert. Das bedeutet: Ist {\displaystyle \textstyle \gamma =\left({\begin{smallmatrix}a&b\\c&d\end{smallmatrix}}\right)\in \mathrm {SL} _{2}(\mathbb {Z} )}, also eine ganzzahlige Matrix mit Determinante gleich 1 (die volle Modulgruppe {\displaystyle \mathrm {SL} _{2}(\mathbb {Z} )} operiert auf der oberen Halbebene durch Möbius-Transformation), so ist
{\displaystyle D(\gamma (\tau ))=D\left({\frac {a\tau +b}{c\tau +d}}\right)=D(\tau ).}
Also ist, wenn {\displaystyle \tau } ein Heegner-Punkt mit Level 1 ist, auch {\displaystyle \gamma (\tau )} ein Heegner-Punkt mit Level 1. Für höhere Level kann ähnlich, jedoch nur selektiver vorgegangen werden. Da die Erhaltung der Level-N-Eigenschaft mit steigenden Werten {\displaystyle N} zunehmend „schwieriger“ ist, können hier nur noch bestimmte Matrizen diese Eigenschaft stabil halten. Alle Matrizen aus der Kongruenzuntergruppe {\displaystyle \Gamma _{0}(N)} erfüllen dies – es muss daher nur die Eigenschaft {\displaystyle N|c} vorausgesetzt werden. Ist also {\displaystyle \tau } ein Heegner-Punkt mit Level {\displaystyle N} und {\displaystyle \gamma \in \Gamma _{0}(N)} eine Matrix, so ist {\displaystyle \gamma (\tau )} wieder ein Heegner-Punkt mit Level {\displaystyle N}, und sowohl {\displaystyle \tau } als auch {\displaystyle \gamma (\tau )} haben die gleiche Diskriminante.
Die Eigenschaft, dass sowohl Diskriminante als auch Level eines Heegner-Punktes mit Level {\displaystyle N} unter Transformationen {\displaystyle \gamma \in \Gamma _{0}(N)} erhalten bleiben, ist für die Zahlentheorie von äußerster Wichtigkeit. Sie erlaubt, das Konzept des Heegner-Punktes (mit Level {\displaystyle N}) auf der Modulkurve {\displaystyle X_{0}(N)=\Gamma _{0}(N)\backslash {\overline {\mathbb {H} }}} zu definieren, da alle entscheidenden Eigenschaften jedes Elements in der Klasse {\displaystyle [\tau ]} unter {\displaystyle \Gamma _{0}(N)} invariant bleiben. Über Möbiustransformation operiert die Gruppe {\displaystyle \Gamma _{0}(N)} auf der oberen Halbebene {\displaystyle \mathbb {H} } zuzüglich der sog. Spitzen {\displaystyle \mathbb {Q} \cup \{i\infty \}}, also {\displaystyle {\overline {\mathbb {H} }}:=\mathbb {H} \cup \mathbb {Q} \cup \{i\infty \}}, und der Quotient {\displaystyle \Gamma _{0}(N)\backslash {\overline {\mathbb {H} }}} ist die Menge aller Klassen von Punkten, die über die Operation äquivalent sind.

### Existenz und die Heegner-Hypothese
Es ist nicht klar, ob zu gegebenem Level {\displaystyle N} und Führer {\displaystyle c} ein Heegner-Punkt existiert. Um die Existenz zu gewährleisten, muss die sog. Heegner-Hypothese erfüllt sein: Diese ist eine Annahme an die zu {\displaystyle c} gehörige Ordnung {\displaystyle {\mathcal {O}}}. Sie besagt, dass es ein Ideal {\displaystyle {\mathfrak {n}}\subseteq {\mathcal {O}}} gibt, sodass
{\displaystyle {\mathcal {O}}/{\mathfrak {n}}\cong \mathbb {Z} /N\mathbb {Z} .}
Dies ist ein Isomorphismus von Gruppen. Dieser kann so interpretiert werden: Das Ideal {\displaystyle {\mathfrak {n}}} ist so wählbar, dass {\displaystyle {\mathfrak {n}}={\mathfrak {a}}{\mathfrak {b}}^{-1}} in der Gruppe der gebrochenen Ideale, wobei der Heegner-Punkt {\displaystyle \tau } zu der Isogenie {\displaystyle \mathbb {C} /{\mathfrak {a}}\rightarrow \mathbb {C} /{\mathfrak {b}}} korrespondiert. Andersherum hat die Isogenie {\displaystyle \mathbb {C} /{\mathfrak {a}}\rightarrow \mathbb {C} /{\mathfrak {a}}{\mathfrak {n}}^{-1}} einen Kern, der isomorph zu {\displaystyle \mathbb {Z} /N\mathbb {Z} } ist. Es kann damit gezeigt werden, dass die Heegner-Hypothese hinreichend und notwendig für die Existenz von Heegner-Punkten ist.

### Die Führer von Heegner-Punkten
Neben dem Level {\displaystyle N}, das sich auf die Wahl der Modulkurve {\displaystyle X_{0}(N)} bezieht, besitzen Heegner-Punkte nach ihrer Definition eine weitere Kenngröße, ihren sog. Führer. Dieser wird oft als {\displaystyle c} (vom englischen conductor) bezeichnet. Dessen Bedeutung liegt in der Konstruktion sog. Ringklassenkörper (ring class fields) {\displaystyle H_{c}}, gewisser abelscher Erweiterungen des imaginär-quadratischen Grundkörpers {\displaystyle K}. Diese haben die Eigenschaft, dass der durch den einzelnen Heegner-Punkt {\displaystyle \tau } konstruierte Punkt auf der zugehörigen elliptischen Kurve zunächst über {\displaystyle H_{c}} definiert ist. Weitere Details hierzu sind in diesem Artikel im Abschnitt über Klassenkörpertheorie beschrieben.
In manchen Anwendungen von Heegner-Punkten ist es bedeutsam, zu einem Level {\displaystyle N} ganze (unendliche) Systeme von Heegner-Punkten zu betrachten, sog. Heegner-Systeme. Dabei werden die Punkte mit {\displaystyle \tau _{n}} oder alternativ {\displaystyle (P_{n})} beschriftet, wobei {\displaystyle n} deren Führer bezeichnet und {\displaystyle (n,N)=1} erfüllt. Heegner-Systeme existieren nur unter bestimmten Bedingungen. Mehr Details finden sich in diesem Artikel unter Heegner-Systeme.
Von besonderem Interesse ist der Fall {\displaystyle c=1}, in dem die gewählte Diskriminante von {\displaystyle \tau } sogar eine Fundamentaldiskriminante ist. Der zugehörige Ringklassenkörper ist dann der Hilbertsche Klassenkörper von {\displaystyle K=\mathbb {Q} ({\sqrt {D}})}, also dessen maximal unverzweigte abelsche Erweiterung.

### Charakterisierung
Neben der gegebenen Definition können quadratisch irrationale Heegner-Punkte über elementare Zahlentheorie charakterisiert werden. Ist {\displaystyle \tau } ein quadratisch irrationaler CM-Punkt der oberen Halbebene mit zugehöriger binärer quadratischer Form {\displaystyle (A,B,C)}, so ist er genau dann ein Heegner-Punkt mit Level {\displaystyle N}, wenn {\displaystyle N|A} und {\displaystyle \operatorname {ggT} (A/N,B,CN)=1}.
Aus dieser Charakterisierung kann gefolgert werden, dass, falls {\displaystyle \tau } ein Heegner-Punkt mit Level {\displaystyle N} und Diskriminante {\displaystyle D(\tau )} ist, auch {\displaystyle \textstyle -{\frac {1}{N\tau }}} ein Heegner-Punkt mit Level {\displaystyle N} und Diskriminante {\displaystyle D(\tau )} ist. Der Operator {\displaystyle \textstyle \tau \mapsto -{\frac {1}{N\tau }}} wird auch als Fricke-Involution bezeichnet.
Werden Level {\displaystyle N} und Diskriminante {\displaystyle D} (mit den nötigen Eigenschaften) fixiert, so gibt es {\displaystyle 2^{s}\cdot h(D)} Heegner-Punkte auf der Kurve {\displaystyle X_{0}(N)}. Dabei bezeichnet {\displaystyle s} die Anzahl der verschiedenen Primfaktoren von {\displaystyle N}. Die Punkte werden durch die Gruppenoperation von {\displaystyle W\times \mathrm {Gal} (H/K)} auf {\displaystyle X_{0}(N)} permutiert, wobei {\displaystyle W} die Gruppe der verschiedenen Involutionen auf {\displaystyle X_{0}(N)} bezeichnet.

## Praktischer Nutzen

### Berechnung von Pi
Heegner-Punkte des Typs {\displaystyle \tau ={\tfrac {1+i{\sqrt {n}}}{2}}} mit natürlichen Zahlen {\displaystyle n} können dabei helfen, Reihen zu finden, die sehr schnell gegen die Kreiszahl {\displaystyle \pi } konvergieren, wie die Brüder David und Gregory Chudnovsky herausfanden. Für den nach ihnen benannten Chudnovsky-Algorithmus nutzten sie des Weiteren aus, dass der Wert von {\displaystyle j\left({\tfrac {1+i{\sqrt {163}}}{2}}\right)} für diese Zahlen größtmöglich ganzzahlig ist, weshalb für {\displaystyle \tau ={\tfrac {1+i{\sqrt {163}}}{2}}} die schnellste Konvergenz erzielt wird. Durch die rasche Konvergenz, also eine starke Annäherung der Reihe schon nach wenigen ihrer Glieder an die Zahl {\displaystyle \pi }, kann {\displaystyle \pi } mit einer vorgegebenen Genauigkeit in vergleichsweise wenigen Schritten berechnet werden.

### Kryptographie
Heegner-Punkte spielen eine bedeutende Rolle im Gebiet der Grundlagenforschung rund um elliptische Kurven (insbesondere solcher mit sog. komplexer Multiplikation). Elliptische Kurven werden im Rahmen der Elliptic Curve Cryptography (ECC) bei der Verschlüsselung von Nachrichten angewandt. Dabei wird die fehlende Effizienz bei der Berechnung diskreter Logarithmen mit Computern ausgenutzt, was ein Brechen des Kryptosystems sehr schwierig macht.
Erzeugen Heegner-Punkte rationale Punkte unendlicher Ordnung, ist gewährleistet, dass eine relativ große Anzahl rationaler Punkte auf der betrachteten elliptischen Kurve liegen wird. Wegen der Vermutung von Birch und Swinnerton-Dyer besteht (vermutlich) ein enger Zusammenhang zwischen dem globalen und lokalen Fall, also der Anzahl von Punkten elliptischer Kurven über den rationalen Zahlen {\displaystyle \mathbb {Q} } und sog. endlichen Körpern, wobei eine große Anzahl von Punkten im globalen Fall die Anzahl der Punkte in den lokalen Fällen tendenziell erhöht. Dies folgt aus einer Formel, die ein „Lokal-Global-Prinzip“ etabliert: Ist {\displaystyle E(\mathbb {Q} )} eine über den rationalen Zahlen definierte elliptische Kurve, {\displaystyle p} eine Primzahl und {\displaystyle N_{p}} die Anzahl der Punkte auf der zu {\displaystyle E(\mathbb {Q} )} reduzierten Kurve {\displaystyle E(\mathbb {F} _{p})}, so soll gelten:
{\displaystyle \prod _{p<M}{\frac {N_{p}}{p}}\sim C_{E}\log(M)^{r},\qquad M\to \infty ,}
mit einer Konstanten {\displaystyle C_{E}>0} und dem Rang {\displaystyle r} der elliptischen Kurve {\displaystyle E}; {\displaystyle \mathbb {F} _{p}} bezeichnet den endlichen Körper mit {\displaystyle p} Elementen. Die Formel drückt asymptotische Äquivalenz aus, also strebt der Quotient beider Seiten gegen {\displaystyle 1}, wenn die natürliche Zahl {\displaystyle M} unbegrenzt wächst. Numerische Rechnungen stützen diese unbewiesene Behauptung. Eine große Zahl von Punkten im lokalen Fall erlaubt schließlich eine große Auswahl an Möglichkeiten für Geheimtexte und macht eine Brute-Force-Attacke zur Entschlüsselung der Nachrichten sehr zeitaufwendig. Daher sind elliptische Kurven mit dieser Eigenschaft gute Kandidaten für Verschlüsselungsverfahren.
Im Jahr 2003 entwickelte David Kohel einen Algorithmus, der mittels Heegner-Punkten auf Modulkurven die Anzahl von Punkten auf elliptischen Kurven über endlichen Körpern abzählt. Dazu werden {\displaystyle p}-adische Lifts (das sind Objekte, die von einer Abbildung von einem „über der Modulkurve liegenden Objekt“ in die Modulkurve auf Heegner-Punkte gesendet werden) dieser Heegner-Punkte verwendet, wobei {\displaystyle p} eine kleine Primzahl ist. Um Kryptosysteme über elliptische Kurven implementieren zu können, sind Algorithmen, die die Anzahl von Punkten auf elliptischen Kurven (über endlichen Körpern) zählen, von großer Wichtigkeit. Kohel gab auch explizite Ausführungen zu den Fällen {\displaystyle p=2,3,5,7,13}.

## Bedeutung für die Zahlentheorie

### Analytische Anwendungen

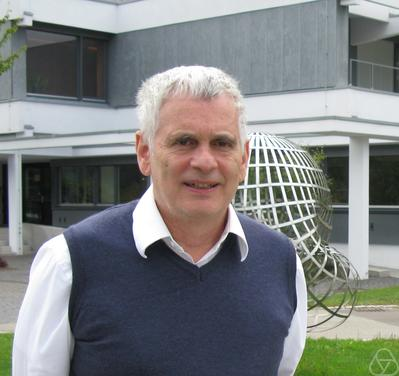
Dorian Goldfeld

Eine unmittelbare Konsequenz der Formel von Gross und Zagier (siehe unten) ist die Erkennung einer ersten (und derzeit noch einzigen) Klasse von L-Funktionen, deren Ordnung bei {\displaystyle s=1} nachweislich {\displaystyle \geq 3} ist. Diese Beispiele entstehen durch das Auffinden elliptischer Kurven {\displaystyle E} über {\displaystyle \mathbb {Q} }, deren L-Funktion {\displaystyle L(E/\mathbb {Q} ,s)} aufgrund des Vorzeichens in ihrer Funktionsgleichung in ungerader Ordnung verschwindet, und deren zugehöriger Heegner-Punkt auf {\displaystyle E(\mathbb {Q} )} von endlicher Ordnung ist, sodass auch {\displaystyle L'(E/\mathbb {Q} ,1)=0} ist. Die Existenz einer solchen L-Funktion gibt effektive untere Grenzen für das Wachstum der Klassenzahlen imaginär-quadratischer Körper. Vor einer Arbeit von Dorian Goldfeld waren solche Schranken nur aufgrund der möglichen Existenz von Siegelnullstellen (ineffektiv) bekannt. Goldfelds effektive Lösung des Gaußschen Klassenzahlproblems war eine der frühen Anwendungen der Formel von Gross und Zagier.

### Lösungen diophantischer Gleichungen und Sylvesters Problem

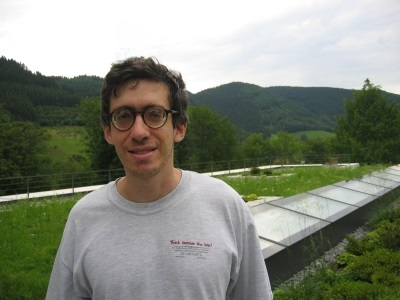
Noam Elkies

Mit Hilfe der Theorie der Heegner-Punkte können Vermutungen über bestimmte diophantische Gleichungen attackiert werden. Dies betrifft unter anderem Gleichungen des Typs
{\displaystyle E_{n}\colon x^{3}+y^{3}=n.}
Ein Problem, das nach Sylvester benannt ist, fragt, welche Primzahlen {\displaystyle p} als Summe zweier rationaler Kuben geschrieben werden können. Es fragt also nach der Struktur von {\displaystyle E_{p}(\mathbb {Q} )}. Zum Beispiel ist
{\displaystyle 7=2^{3}+(-1)^{3},}
{\displaystyle 13=\left({\frac {7}{3}}\right)^{3}+\left({\frac {2}{3}}\right)^{3},}
{\displaystyle 31=\left({\frac {137}{42}}\right)^{3}+\left(-{\frac {65}{42}}\right)^{3}.}
Mittels Heegner-Punkten können in den Fällen {\displaystyle p\equiv 4,7{\pmod {9}}} stets nicht-triviale Lösungen konstruiert werden. Dabei macht man sich zunutze, dass die Mordell-Weil-Gruppe {\displaystyle E_{p}(\mathbb {Q} )} im Falle {\displaystyle p>2} stets torsionsfrei ist. Ein bis heute unveröffentlichter Beweis dieser Methode stammt von Noam Elkies aus dem Jahr 1994. Elkies konnte sogar {\displaystyle |E_{p^{2}}(\mathbb {Q} )|=\infty } beweisen.

## Anwendung auf elliptische Kurven und Klassenkörpertheorie

### Vorbereitung

#### Elliptische Kurven
Elliptische Kurven über einem (algebraisch abgeschlossenen) Körper {\displaystyle K} sind glatte projektive Kurven von Geschlecht 1 mit einer Gruppenstruktur und mit einem ausgezeichneten {\displaystyle K}-rationalen Punkt {\displaystyle O}, der das neutrale Element der Gruppe ist. Für Körper der Charakteristik ungleich 2 und 3 kann eine solche Kurve stets als eine „normalisierte“ affine Gleichung
{\displaystyle y^{2}=x^{3}+ax+b}
geschrieben werden, mit {\displaystyle a,b\in K} und {\displaystyle D_{E}:=-2^{4}(4a^{3}+27b^{2})\neq 0}.
Jeder elliptischen Kurve {\displaystyle E} über {\displaystyle \mathbb {Q} } mit Level {\displaystyle N} kann eine L-Funktion {\displaystyle L(E,s)} zugeordnet werden, die als analytisches Objekt alle arithmetischen Eigenschaften kodiert. Diese besitzt eine Darstellung als Euler-Produkt:
{\displaystyle L(E,s)=\prod _{p\mid N}\left(1-a_{p}p^{-s}\right)^{-1}\prod _{p\not \mid N}\left(1-a_{p}p^{-s}+p^{1-2s}\right)^{-1},\qquad \mathrm {Re} (s)>{\tfrac {3}{2}},}
wobei die {\displaystyle a_{p}} für Primzahlen mit good reduction gegeben sind durch {\displaystyle p+1-\#E(\mathbb {F} _{p})} und {\displaystyle E(\mathbb {F} _{p})} die Menge der Lösungen {\displaystyle (x,y)\in \mathbb {F} _{p}^{2}} modulo {\displaystyle p} bezeichnet. Für Primzahlen mit bad reduction wird eine ähnliche Definition gewählt. Falls die Koeffizienten der Kurve keine ganzen Zahlen sind, muss dafür zunächst eine elementare Umformung über projektive Koordinaten vorgenommen werden. L-Funktionen können auch für den Fall elliptischer Kurven {\displaystyle E/K} über beliebigen Zahlkörpern {\displaystyle K} definiert werden. Andrew Wiles und anderen gelang mit dem Beweis des Modularitätssatzes die Bestätigung der Aussage, dass {\displaystyle L(E,s)} zu einer ganzen Funktion fortgesetzt werden kann und einer Funktionalgleichung genügt: Tatsächlich korrespondiert {\displaystyle L(E,s)} mit einer Modulform {\displaystyle f_{E}(z)} von Gewicht 2, deren Level mit dem Führer der elliptischen Kurve identisch ist. Insbesondere ist {\displaystyle f_{E}} eine sog. Hecke-Eigenform bezüglich der Kongruenzuntergruppe {\displaystyle \Gamma _{0}(N)}. Formelhaft ergibt sich der Zusammenhang zwischen {\displaystyle L(E,s)} und {\displaystyle f_{E}(z)} via klassischer Mellin-Transformation:
{\displaystyle \Lambda (E,s):=(2\pi )^{-s}N^{s/2}\Gamma (s)L(E,s)=N^{s/2}\int _{0}^{\infty }f_{E}(it)t^{s-1}\mathrm {d} t.}
Die Funktionalgleichung lautet dann
{\displaystyle \Lambda (E,2-s)=\operatorname {sgn}(E,\mathbb {Q} )\Lambda (E,s),}
wobei das Vorzeichen {\displaystyle \operatorname {sgn}(E,\mathbb {Q} )\in \{\pm 1\}} eine wichtige Rolle für die Arithmetik von {\displaystyle E(\mathbb {Q} )} spielt. Beispielsweise verschwindet {\displaystyle \Lambda (E,s)} mit gerader/ungerader Ordnung in {\displaystyle s=1}, falls {\displaystyle \operatorname {sgn}(E,\mathbb {Q} )} den Wert {\displaystyle +1} bzw. {\displaystyle -1} annimmt.

#### Schreibweise für Heegner-Punkte über Idealklassen
Es sei {\displaystyle D<0} eine Fundamentaldiskriminante und {\displaystyle K=\mathbb {Q} ({\sqrt {D}})} ein imaginär-quadratischer Zahlkörper. Als solcher hat er einen Ganzheitsring, der mit {\displaystyle {\mathcal {O}}_{K}} bezeichnet werden soll. Dieser besteht aus allen Elementen {\displaystyle x\in K}, die Lösung eines monischen Polynoms mit ganzen Koeffizienten sind, also {\displaystyle x^{n}+a_{n-1}x^{n-1}+\dotsb +a_{0}=0} für irgendwelche {\displaystyle a_{n-1},\dotsc ,a_{0}\in \mathbb {Z} } erfüllen.
Ein äußerst wichtiges Resultat der algebraischen Zahlentheorie ist nun, dass die Menge aller gebrochenen Ideale, also aller endlich erzeugten {\displaystyle {\mathcal {O}}_{K}}-Moduln {\displaystyle 0\neq {\mathfrak {a}}\subseteq K}, eine Gruppe unter der Multiplikation ist. Diese Gruppe wird natürlich unendlich groß sein. Identifiziert man jedoch zwei gebrochene Ideale dann miteinander, wenn sie sich bloß um ein Hauptideal als Faktor unterscheiden (im Falle der gebrochenen Ideale sind das genau alle Ideale {\displaystyle {\mathfrak {a}}}, sodass {\displaystyle {\mathfrak {a}}=c{\mathfrak {b}}} mit einem {\displaystyle c\in K^{\times }} und einem Hauptideal {\displaystyle {\mathfrak {b}}\subseteq {\mathcal {O}}_{K}}), und schaut sich die dadurch entstehende Gruppe von Klassen an, so ist diese endlich. Die Elementanzahl der Klassengruppe {\displaystyle \mathrm {Cl} (K)} heißt dann auch Klassenzahl des Körpers {\displaystyle K} und wird oft mit {\displaystyle h_{K}} bezeichnet. Die soweit beschriebenen Resultate gelten jedoch nicht nur für quadratische Körper, sondern allgemein für alle Zahlkörper.
Im Folgenden ist mit Ideal stets allgemein ein gebrochenes Ideal gemeint. In den anderen Fällen wird ausdrücklich ganzes Ideal gesagt. Um den Zusammenhang zwischen Heegner-Punkten und quadratischen Zahlkörpern zu fassen, müssen folgende Dinge nacheinander durchdacht werden.
1. Im Falle imaginär-quadratischer Zahlkörper mit Fundamentaldiskriminante {\displaystyle D} gilt, zusätzlich zu oben, der Satz, dass die Klassengruppe {\displaystyle \mathrm {Cl} (K)} gleichmächtig mit der Menge der Klassen binär quadratischer Formen {\displaystyle (A,B,C)=Ax^{2}+Bxy+Cy^{2}} mit Diskriminante {\displaystyle D} ist. Die 1:1-Korrepondenz zwischen den beiden Mengen ist wie folgt gegeben: Ist auf der einen Seite {\displaystyle {\mathfrak {a}}=\mathbb {Z} \alpha +\mathbb {Z} \beta } ein Ideal, ordnet man diesem die binäre quadratische Form {\displaystyle (A,B,C)} zu mit
{\displaystyle A={\frac {\alpha {\overline {\alpha }}}{{\boldsymbol {N}}({\mathfrak {a}})}},\qquad B={\frac {\alpha {\overline {\beta }}+{\overline {\alpha }}\beta }{{\boldsymbol {N}}({\mathfrak {a}})}},\qquad C={\frac {\beta {\overline {\beta }}}{{\boldsymbol {N}}({\mathfrak {a}})}}.}
Dabei bezeichnet {\displaystyle {\boldsymbol {N}}({\mathfrak {a}})} die sog. Norm des Ideals {\displaystyle {\mathfrak {a}}}, die für ganze Ideale durch die Anzahl der Elemente des Quotienten {\displaystyle {\mathcal {O}}_{K}/{\mathfrak {a}}} definiert ist. Für beliebige Ideale kann sie durch multiplikative Fortsetzung berechnet werden, da es für alle Ideale eine eindeutige Zerlegung in Primideale gibt. Ist auf der anderen Seite eine binäre quadratische Form {\displaystyle (A,B,C)} gegeben, so wird durch {\displaystyle {\mathfrak {a}}=\mathbb {Z} +\mathbb {Z} {\tfrac {B+{\sqrt {D}}}{2A}}} das zugehörige Ideal konstruiert. Dass es sich hierbei tatsächlich um eine wohldefinierte Bijektion handelt, kann elementar nachgerechnet werden.
2. Es gibt wiederum eine 1:1-Korrespondenz zwischen Klassen (bezüglich {\displaystyle \Gamma _{0}(N)}) von Heegner-Punkten mit Diskriminante {\displaystyle D<0}, Level {\displaystyle N} und Paaren {\displaystyle (\beta ,[{\mathfrak {a}}])}, mit
- Werten {\displaystyle \beta \in \mathbb {Z} /2N\mathbb {Z} }, sodass für jedes {\displaystyle b\equiv \beta {\pmod {2}}N} gilt, dass {\displaystyle b^{2}\equiv D{\pmod {4}}N},
- Idealklassen {\displaystyle [{\mathfrak {a}}]}.[58]

Auf der einen Seite gibt es in {\displaystyle [{\mathfrak {a}}]} eine positiv definite binäre quadratische Form {\displaystyle (A,B,C)} mit {\displaystyle N|A} und {\displaystyle B\equiv \beta {\pmod {2}}N} (beachte, dass {\displaystyle D=B^{2}-4AC\equiv B^{2}{\pmod {4}}N}, da {\displaystyle 4N|4AC}). Zu diesen Daten korrespondiert der Heegner-Punkt {\displaystyle \tau ={\tfrac {-B+{\sqrt {D}}}{2A}}.} Es sollte bemerkt werden, dass, falls die unimodulare Transformation {\displaystyle \tau '={\tfrac {a\tau +b}{c\tau +d}}} mit {\displaystyle c|N} Lösung der entsprechenden Form {\displaystyle (A',B',C')} ist, dann ebenfalls {\displaystyle N|A'}, aber auch {\displaystyle B'\equiv B{\pmod {2}}N} erfüllt ist, womit die Zuordnung auf Klassen von Punkten wohldefiniert ist. Ist auf der anderen Seite eine entsprechende Klasse von Heegner-Punkten {\displaystyle [\tau ]} gegeben, so sind je zwei Repräsentanten {\displaystyle \tau _{1},\tau _{2}\in [\tau ]} Lösung von Formen {\displaystyle (A_{1},B_{1},C_{1}),(A_{2},B_{2},C_{2})}, sodass {\displaystyle N|A_{1},A_{2}} und {\displaystyle B_{1}\equiv B_{2}{\pmod {2}}N}. Man setze {\displaystyle \beta =B_{1}{\bmod {2}}N} und {\displaystyle {\mathfrak {a}}=\mathbb {Z} +\tau _{1}\mathbb {Z} }. Auch bei der Wahl des Repräsentantenideals spielt die Wahl des Repräsentanten keine Rolle, da mit {\displaystyle \tau _{1}={\tfrac {a\tau _{2}+b}{c\tau _{2}+d}}} und der Teilerfremdheit von {\displaystyle a,c} bzw. {\displaystyle b,d}
{\displaystyle \mathbb {Z} +\tau _{1}\mathbb {Z} =\mathbb {Z} +{\frac {a\tau _{2}+b}{c\tau _{2}+d}}\mathbb {Z} \sim (c\tau _{2}+d)\mathbb {Z} +(a\tau _{2}+b)\mathbb {Z} =\mathbb {Z} +\tau _{2}\mathbb {Z} }
gefolgert wird.

### Der Hauptsatz der komplexen Multiplikation
Heegner-Punkte sind unter anderem bei der Konstruktion bestimmter Punkte auf elliptischen Kurven von Interesse. Dabei wird ausgenutzt, dass es eine Parametrisierung
{\displaystyle \varphi \colon X_{0}(N)\longrightarrow E(\mathbb {C} )}
von der Modulkurve in eine elliptische Kurve {\displaystyle E} (mit Führer {\displaystyle N}) gibt. Im Gegensatz zu der (sehr simplen) Parametrisierung über die Weierstraßsche ℘-Funktion hat {\displaystyle \varphi } die Eigenschaft, nicht nur eine holomorphe Abbildung zwischen kompakten Riemannschen Flächen, sondern auch ein Morphismus zwischen Kurven über den rationalen Zahlen zu sein. Werden also Punkte über einem gewissen Erweiterungskörper {\displaystyle H/\mathbb {Q} } von {\displaystyle X_{0}(N)} nach {\displaystyle E} transportiert, so liegen diese sogar in {\displaystyle E(H)}, sind also wieder über {\displaystyle H} definiert. Nun liegen aber Heegner-Punkte mit Level {\displaystyle N} gerade im Bereich der Modulkurve {\displaystyle X_{0}(N)}, weshalb es von Interesse ist, die entsprechenden Bildpunkte {\displaystyle \varphi (\tau )} auf der Kurve {\displaystyle E} zu studieren. Der Hauptsatz der komplexen Multiplikation macht nun eine Aussage über die algebraische Natur dieser Bildpunkte {\displaystyle \varphi (\tau )}.

#### Modulare Parametrisierung einer elliptischen Kurve

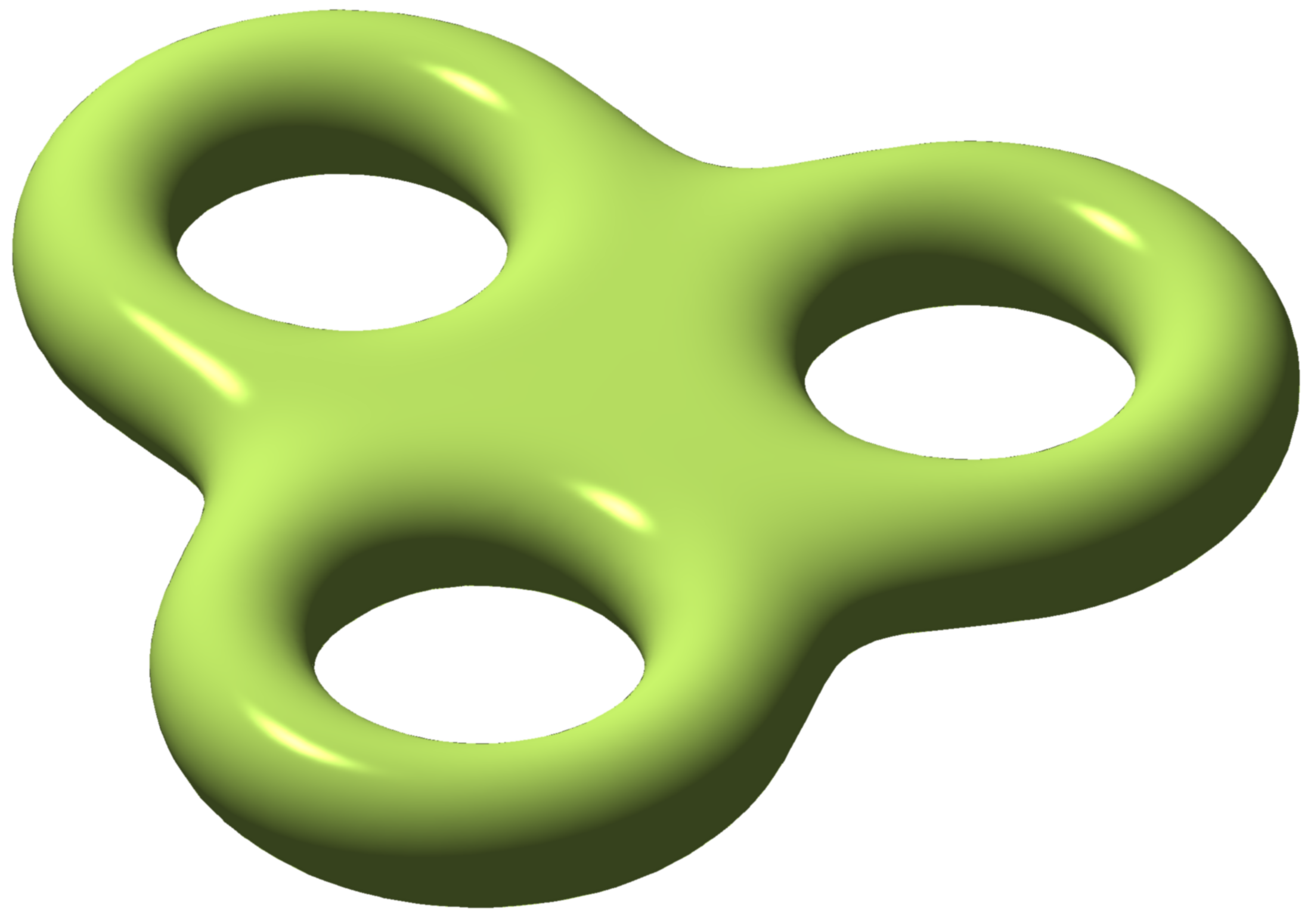
Zum Beispiel die Modulkurve hat Geschlecht 3, ist also aus topologischer Sicht ein Tripeltorus. Als kompakte riemannsche Fläche bedeutet dies für, dass der Vektorraum der auf dieser Kurve holomorphen Differentialformen die Dimension 3 hat. Es gibt also 3 simultane Eigenformen mit Gewicht 2 bezüglich, sodass ein holomorphes Differential auf definiert. Besitzt eine dieser Modulformen bloß ganze Koeffizienten (nach Normierung), so erzeugt sie bereits eine elliptische Kurve durch Parametrisierung.

Dass Gleichungen höheren Grades Figuren höheren Geschlechts haben können, zeigt das Beispiel bereits im Reellen: Es zeigen sich Querschnitte dreier Schläuche, was auf einen Doppeldonut, also eine Fläche von Geschlecht mindestens 2, hindeutet.

Um den Hauptsatz der komplexen Multiplikation formulieren und dessen Konsequenzen verstehen zu können, muss die modulare Parametrisierung einer elliptischen Kurve bekannt sein. Zu einer elliptischen Kurve {\displaystyle E} existiert eine Modulform {\displaystyle f_{E}(z)} vom Gewicht 2 bezüglich der Kongruenzuntergruppe {\displaystyle \Gamma _{0}(N)}. Eine Modulform ist grob gesagt eine holomorphe Funktion auf der oberen Halbebene, die sich holomorph in die Spitzen {\displaystyle \mathbb {Q} \cup \{i\infty \}} fortsetzen lässt und Invarianzeigenschaften unter der Operation einer Kongruenzuntergruppe auf ihre Argumente hat. Es ist {\displaystyle f_{E}} sogar eine sog. Spitzenform, das bedeutet, dass {\displaystyle f_{E}(z)} in allen Spitzen {\displaystyle \mathbb {Q} \cup \{i\infty \}} verschwindet. Als solche besitzt {\displaystyle f_{E}} auf ganz {\displaystyle \mathbb {H} } eine Entwicklung als Fourier-Reihe:
{\displaystyle f_{E}(z)=\sum _{n=1}^{\infty }a_{n}e^{2\pi iz}}
Es soll davon ausgegangen werden, dass alle Koeffizienten {\displaystyle a_{n}} von {\displaystyle f_{E}} ganze Zahlen sind – diese entsprechen den Koeffizienten der L-Reihe {\displaystyle L(E,s)}. Rein komplex-analytisch betrachtet ist {\displaystyle f_{E}(z)\mathrm {d} z} eine holomorphe Differentialform auf der kompakten riemannschen Fläche {\displaystyle X_{0}(N)} und ihr Kurvenintegral
{\displaystyle \phi (\tau ):=2\pi i\int _{i\infty }^{\tau }f_{E}(z)\mathrm {d} z}
ist unabhängig von der Wahl des Integrationsweges zwischen {\displaystyle i\infty } und {\displaystyle \tau }. Für alle Werte {\displaystyle \tau \in \mathbb {H} } kann es explizit durch
{\displaystyle \phi (\tau )=\sum _{n=1}^{\infty }{\frac {a_{n}}{n}}q^{n}}
mit {\displaystyle q:=e^{2\pi i\tau }} berechnet werden. Als Modulform von Gewicht 2 bezüglich {\displaystyle \Gamma _{0}(N)} erfüllt {\displaystyle f_{E}(z)} die Transformationsformel
{\displaystyle f_{E}\left(\gamma (z)\right)=(cz+d)^{2}f_{E}(z),\qquad \gamma ={\begin{pmatrix}a&b\\c&d\end{pmatrix}}\in \Gamma _{0}(N).}
Aus dieser Eigenschaft kann mittels Substitution eine Periodeneigenschaft des Integrals gefolgert werden:
{\displaystyle 2\pi i\int _{i\infty }^{\gamma (\tau )}f_{E}(z)\mathrm {d} z=2\pi i\int _{i\infty }^{\gamma (i\infty )}f_{E}(z)\mathrm {d} z+2\pi i\int _{\gamma (i\infty )}^{\gamma (\tau )}f_{E}(z)\mathrm {d} z=2\pi i\int _{i\infty }^{\gamma (i\infty )}f_{E}(z)\mathrm {d} z+2\pi i\int _{i\infty }^{\tau }f_{E}(z)\mathrm {d} z}
Das erste Integral der rechten Seite liegt stets in einem Gitter {\displaystyle \Lambda _{f}} (dies ist nicht trivial, kann aber mit Hilfe der Wirkung von Hecke-Operatoren gezeigt werden). Dies induziert eine holomorphe Abbildung
{\displaystyle \phi \colon X_{0}(N)\longrightarrow \mathbb {C} /\Lambda _{f}}
und mittels der zu {\displaystyle \Lambda _{f}} gehörigen Weierstraßschen ℘-Funktion ergibt sich durch einfache Verkettung
{\displaystyle \varphi \colon X_{0}(N)\,\,{\overset {\phi }{\longrightarrow }}\,\,\mathbb {C} /\Lambda _{f}\,\,{\overset {(\wp ,\wp ')}{\longrightarrow }}\,\,E(\mathbb {C} )}.
Bei dieser Auswertung kann es jedoch theoretisch passieren, dass eine nicht-triviale Konstante auftritt, die sog. Maninsche Konstante {\displaystyle c}. Es wird vermutet, dass stets {\displaystyle c=1} gilt, dies kann aber nicht allgemein gezeigt werden. Jedoch stimmt diese Vermutung für den Fall, dass {\displaystyle N} quadratfrei ist. Allgemein muss damit der Term
{\displaystyle \phi (\tau )=c\sum _{n=1}^{\infty }{\frac {a_{n}}{n}}q^{n}}
berechnet werden.

#### Hilbertsche Klassenkörper und Ringklassenkörper
Beim Studium der Bildpunkte {\displaystyle \varphi (\tau )} eines Heegner-Punktes mit Führer {\displaystyle c=1} tauchen auch sog. Hilbertsche Klassenkörper auf. Ist ein imaginär-quadratischer Zahlkörper {\displaystyle K=\mathbb {Q} ({\sqrt {D}})} gegeben, kann gezeigt werden, dass eine endliche abelsche Erweiterung {\displaystyle H} von {\displaystyle K} existiert mit der Eigenschaft, dass die Galois-Gruppe {\displaystyle \mathrm {Gal} (H/K)} kanonisch isomorph zur Klassengruppe {\displaystyle \mathrm {Cl} (K)} ist. Die zugehörige Abbildung wird manchmal mit {\displaystyle \mathrm {Art} } (nach Emil Artin) bezeichnet, also
{\displaystyle \mathrm {Art} \colon \mathrm {Cl} (K)\,\,{\overset {\sim }{\longrightarrow }}\,\,\mathrm {Gal} (H/K).}
Jedes Ideal in {\displaystyle K} wird in {\displaystyle H} zu einem Hauptideal. Es kann gezeigt werden, dass, wenn {\displaystyle K/\mathbb {Q} } ein imaginär-quadratischer Körper ist und {\displaystyle E/\mathbb {Q} } eine elliptische Kurve mit {\displaystyle \mathrm {End} (E)\cong {\mathcal {O}}_{K}}, der Körper {\displaystyle H=K(j(E))} gleich dem Hilbertschen Klassenkörper von {\displaystyle K} ist. Hierbei bezeichnet {\displaystyle j(E)} die j-Invariante von {\displaystyle E}. Ist also {\displaystyle \tau } ein Heegner-Punkt mit Diskriminante gleich der Fundamentaldiskriminante von {\displaystyle K}, so ist {\displaystyle j(\tau )} ein Erzeuger von {\displaystyle H} über {\displaystyle K}. Die Wirkung der Galois-Gruppe auf den Wert {\displaystyle j(\tau )} ist dabei Gegenstand der sog. Shimura-Reziprozität.
Die Resultate können auf Heegner-Punkte mit Führern {\displaystyle c>1} verallgemeinert werden. Dazu ist es notwendig, die Theorie des Hilbertschen Klassenkörpers auf Ringklassenkörper passend zu verallgemeinern. Hürden entstehen aber u. a. beim Begriff der Klassengruppe einer quadratischen Ordnung. Diese werden dadurch umgangen, dass nur noch passende (proper) Ideale, zum Beispiel bei der Bildung einer allgemeinen Klassengruppe {\displaystyle \mathrm {Cl} ({\mathcal {O}})}, betrachtet werden. Das sind solche, für die die Gleichheit
{\displaystyle {\mathcal {O}}=\{\beta \in K\mid \beta {\mathfrak {a}}\subset {\mathfrak {a}}\}}
gilt. Der Ringklassenkörper zu {\displaystyle {\mathcal {O}}} ist die eindeutig bestimmte abelsche Erweiterung {\displaystyle H_{c}} von {\displaystyle K}, dass alle Primideale in {\displaystyle K}, die verzweigt in {\displaystyle H_{c}} sind, bereits {\displaystyle c} teilen und ferner der Artin-Isomorphismus {\displaystyle \mathrm {Cl} ({\mathcal {O}})\cong \mathrm {Gal} (H_{c}/K)} gilt. Zu jedem passenden Ideal {\displaystyle {\mathfrak {a}}} in einer Ordnung {\displaystyle {\mathcal {O}}} gibt es ein eindeutig bestimmtes {\displaystyle \sigma _{\mathfrak {a}}}, sodass
{\displaystyle \sigma _{\mathfrak {a}}(j({\mathfrak {b}}))=j({\overline {\mathfrak {a}}}{\mathfrak {b}})}
für jedes passende Ideal {\displaystyle {\mathfrak {b}}} erfüllt ist und {\displaystyle {\overline {\mathfrak {a}}}} das zu {\displaystyle {\mathfrak {a}}} konjugierte Ideal bezeichnet. Diese Beziehung gibt schließlich über {\displaystyle {\mathfrak {a}}\mapsto \sigma _{\mathfrak {a}}} den von der Klassenkörpertheorie vorhergesagten Isomorphismus {\displaystyle \mathrm {Cl} ({\mathcal {O}})\cong \mathrm {Gal} (H_{c}/K)} vor. Ist {\displaystyle \tau } ein Heegner-Punkt mit zugehöriger quadratischer Ordnung {\displaystyle {\mathcal {O}}}, so ist {\displaystyle H_{c}=K(j(\tau ))}.
Hat eine elliptische Kurve {\displaystyle E/\mathbb {Q} } allgemein komplexe Multiplikation, so ist der Wert {\displaystyle j(E)} eine ganz-algebraische Zahl. Als Konsequenz ist die j-Invariante für Heegner-Punkte ganz-algebraisch. Mit Hilfe der j-Invariante, angewendet an Heegner-Punkten in der Form
{\displaystyle j\left({\sqrt {D}}\right)\qquad {\text{und}}\qquad j\left({\frac {1+{\sqrt {D}}}{2}}\right),}
kann gezeigt werden, dass es genau 9 verschiedene negative quadratfreie Zahlen {\displaystyle D} gibt, sodass {\displaystyle \mathbb {Q} ({\sqrt {D}})} die Klassenzahl 1 hat. Ein von David A. Cox ausgeführter Beweis nutzt zudem einige Modulfunktionen, die auf Heinrich Weber zurückgehen.

#### Formulierung des Hauptsatzes und Anwendung auf Heegner-Punkte
Ist {\displaystyle \tau } ein Heegner-Punkt zu einer Fundamentaldiskriminante {\displaystyle D}, der sich mit einem Paar {\displaystyle (\beta ,[{\mathfrak {a}}])} identifizieren lässt, so kann mit dem Hilbertschen Klassenkörper {\displaystyle H} von {\displaystyle K} das Folgende gesagt werden: Es ist stets {\displaystyle \varphi (\tau )\in E(H)} (das Bild {\displaystyle \varphi (\tau )} ist also ein Punkt {\displaystyle (x,y)}, dessen Koordinaten in {\displaystyle H} liegen, also insbesondere algebraische Zahlen sind). Außerdem gelten die Rechenregeln:
- Für alle {\displaystyle [{\mathfrak {b}}]\in \mathrm {Cl} (K)} gilt {\displaystyle \varphi ((\beta ,[{\mathfrak {a}}]))^{\mathrm {Art} ([{\mathfrak {b}}])}=\varphi ((\beta ,[{\mathfrak {a}}{\mathfrak {b}}^{-1}])).}
- Mit der Fricke-Involution {\displaystyle W} gilt {\displaystyle \varphi (W(\beta ,[{\mathfrak {a}}]))=\varphi ((-\beta ,[{\mathfrak {a}}{\mathfrak {n}}^{-1}]))}, wobei {\displaystyle {\mathfrak {n}}=N\mathbb {Z} +{\frac {B+{\sqrt {D}}}{2}}\mathbb {Z} } und {\displaystyle B\equiv \beta {\pmod {2}}N.}
- Zu guter Letzt folgt mit der komplexen Konjugation {\displaystyle {\overline {\varphi ((\beta ,[{\mathfrak {a}}]))}}=\varphi ((-\beta ,[{\mathfrak {a}}^{-1}])).}

Bewiesen wurde der Satz von Max Deuring und Goro Shimura. Er untermauert das „Wunder“ der komplexen Multiplikation, da von einer transzendenten Funktion normalerweise nicht ohne Weiteres zu erwarten ist, dass sie algebraische Zahlen auf algebraische Zahlen abbildet. Der Hauptsatz kann als eine Verallgemeinerung jenes Prinzips für {\displaystyle K=\mathbb {Q} } gesehen werden, dass die transzendente Funktion {\displaystyle f(z)=e^{2\pi iz}}, die nach der Eulerschen Formel an reellen Argumenten den Kreis mit Radius 1 parametrisiert, an rationalen Stellen algebraische Werte liefert.
Die erste Formel des Hauptsatzes liefert explizite Ausdrücke für die Konjugierten unter der Galois-Gruppe und wird auch als Shimura-Reziprozität bezeichnet. Mit ihrer Hilfe kann über die Spurformel ein Punkt {\displaystyle P} aus allen Konjugierten von {\displaystyle \varphi (\tau )} berechnet werden:
{\displaystyle P=\sum _{\sigma \in \mathrm {Gal} (H/K)}\varphi (\tau )^{\sigma }=\sum _{[{\mathfrak {b}}]\in \mathrm {Cl} (K)}\varphi ((\beta ,[{\mathfrak {b}}]))}
Dieser Punkt wird von der Galois-Wirkung fixiert gelassen und liegt daher sogar in {\displaystyle E(K)}. Im Fall, dass der {\displaystyle \operatorname {sgn}(E,\mathbb {Q} )}-Faktor der elliptischen Kurve {\displaystyle E} den Wert {\displaystyle -1} hat, kann zudem wegen {\displaystyle \varphi \circ W=\varphi } die Gleichheit {\displaystyle {\overline {P}}=P} gezeigt werden, woraus schließlich {\displaystyle P\in E(\mathbb {Q} )} folgen muss. Über eine ähnliche Argumentation kann gezeigt werden, dass, falls {\displaystyle \mathrm {sgn} (E,\mathbb {Q} )=1}, der Punkt {\displaystyle P} ein Torsionspunkt ist.

### Die Formel von Gross und Zagier
Der Hauptsatz der komplexen Multiplikation liefert zwar ein Verfahren zur Konstruktion eines Punktes {\displaystyle P\in E(\mathbb {Q} )}, jedoch bleibt die Frage offen, ob es sich dabei um einen „trivialen“ Torsionspunkt handelt. Auch sind die Berechnungen der Spurformeln ohne detaillierte Kenntnisse über die Idealklassen {\displaystyle [{\mathfrak {a}}]} schwierig zu beantworten. Die Formel von Gross-Zagier liefert einerseits ein Kriterium, das entscheidet, ob ein durch Heegner-Punkte gefundener Punkt tatsächlich nur ein Torsionspunkt ist, und andererseits Techniken, die eine algorithmische Berechnung vereinfachen.

#### Höhen
Der entscheidende Punkt in der Formel von Gross und Zagier ist, dass die Höhe von {\displaystyle P} explizit durch berechenbare Konstanten angegeben wird. Dabei ist die Höhe nach folgendem Prinzip definiert: Zuerst wird ein Maß definiert, wie „kompliziert“ eine rationale Zahl ist (dieses wird auch einfach als Höhe (height) bezeichnet). Dabei setzt man für einen vollständig gekürzten Bruch {\displaystyle \textstyle x={\frac {n}{d}}}:
{\displaystyle h(x):=\max(\log |n|,\log |d|)}
Es ist zu beachten, dass die Komplexität eines Bruchs in diesem Fall nicht vom Absolutwert von {\displaystyle x} abhängt, sondern vielmehr von der Größe von Nenner und Zähler. So ist die Zahl {\displaystyle 1} wegen {\displaystyle h(1)=0} „sehr einfach“, während die benachbarte Zahl {\displaystyle \textstyle x={\frac {999}{1000}}=0{,}999} mit {\displaystyle h(x)\approx 6{,}908} „deutlich komplizierter“ ist. Das Maß {\displaystyle h} wird dazu verwendet, die kanonische Höhe (canonical height) eines Punktes {\displaystyle P} zu definieren. Dabei reicht es wegen des algebraischen Zusammenhangs zwischen {\displaystyle x} und {\displaystyle y} aus, die {\displaystyle x}-Koordinate zu betrachten. Damit setzt man {\displaystyle h((x,y)):=h(x)} und schließlich für die kanonische Höhe
{\displaystyle {\widehat {h}}(P):=\lim _{k\to \infty }{\frac {h(kP)}{k^{2}}}.}
Dabei bezeichnet {\displaystyle kP} die {\displaystyle k}-fache Summe des Punktes {\displaystyle P} mit sich selbst. Es kann gezeigt werden, dass dieser Wert stets existiert und nicht-negativ ist. Ist {\displaystyle P} ein Torsionspunkt, also von endlicher Ordnung, gilt also {\displaystyle P+\dotsb +P=O} für eine gewisse endliche Zahl an Summanden, so folgt damit offenbar {\displaystyle {\widehat {h}}(P)=0}, da der Ausdruck {\displaystyle kP} periodisch ist. Weniger auf der Hand liegt die Tatsache, dass sich diese Aussage umkehren lässt: Ist {\displaystyle {\widehat {h}}(P)=0}, so muss {\displaystyle P} bereits ein Torsionspunkt gewesen sein.

#### Aussage der Formel von Gross und Zagier
Die Formel von Gross und Zagier liefert nun die kanonische Höhe eines Punktes {\displaystyle P\in E(\mathbb {Q} )}, gewonnen über Heegner-Punkte nach dem Hauptsatz, in Termen von zu den elliptischen Kurven zugehörigen {\displaystyle L}-Funktionen an der Stelle {\displaystyle s=1}. Ist die Kurve {\displaystyle E\colon y^{2}=x^{3}+ax^{2}+bx+c} gegeben, so bezeichnet {\displaystyle E_{D}\colon Dy^{2}=x^{3}+ax^{2}+bx+c} den quadratischen Twist von {\displaystyle E} bezüglich einer Fundamentaldiskriminanten {\displaystyle D}. Hat {\displaystyle L(E,s)} die Reihenentwicklung
{\displaystyle L(E,s)=\sum _{n=1}^{\infty }{\frac {a_{n}}{n^{s}}},}
so kann gezeigt werden, dass
{\displaystyle L(E_{D},s)=\sum _{n=1}^{\infty }\left({\frac {D}{n}}\right){\frac {a_{n}}{n^{s}}}}
mit dem Jacobi-Symbol {\displaystyle \textstyle \left({\frac {p}{q}}\right)}. Die Formel von Gross und Zagier lautet nun: Ist {\displaystyle \mathrm {ggT} (2N,D)=1} und {\displaystyle D\neq -3}, so gilt explizit
{\displaystyle {\widehat {h}}(P)={\frac {\sqrt {|D|}}{4\mathrm {Vol} (E)}}L'(E,1)L(E_{D},1).}
Für {\displaystyle D=-3} muss die rechte Seite noch mit einem Faktor {\displaystyle 9} multipliziert werden. Aus diesen Tatsachen folgt zusammen mit der Arbeit von Kolyvagin, dass die Heegner-Punkt-Methode genau für den Fall funktioniert, dass {\displaystyle E} den Rang 1 hat.

#### Version über Heegner-Divisoren
In einer folgenden Arbeit von Gross, Kohnen und Zagier ist die Höhenformel in etwas anderer Gestalt gegeben. Dort konnte eine Verallgemeinerung mittels der Theorie der Jacobiformen erreicht werden. Grob gesprochen sagt der Satz von Gross-Kohnen-Zagier aus, dass Höhen zu Heegner-Divisoren die Koeffizienten einer Gewicht-2-Jacobiform beschreiben.
Heegner-Punkten können sog. Heegner-Divisoren zugeordnet werden. Dafür wird in erster Linie der Satz von Abel verwendet. Ist {\displaystyle X} eine kompakte Riemannsche Fläche mit Geschlecht {\displaystyle g}, so können wir auf dieser die Gruppe {\displaystyle \mathrm {Div} (X)} aller Divisoren betrachten. Ein Divisor ist hierbei nichts anderes als eine endliche formale Summe ganzzahliger Vielfacher von Punkten auf {\displaystyle X}. Betrachtet werden nun die sog. Nulldivisoren {\displaystyle \mathrm {Div} ^{0}(X)}, welche die Eigenschaft haben, dass die Summe der ganzen Koeffizienten aller Punkte den Wert {\displaystyle 0} hat. Die Menge der sog. Hauptdivisoren {\displaystyle P^{0}(X)}, welche die Null- und Polstellen einer meromorphen Funktion auf {\displaystyle X} bilden, ist eine Untergruppe von {\displaystyle \mathrm {Div} ^{0}(X)}. Nach dem Satz von Abel gibt es nun einen Isomorphismus zwischen der Jacobi-Varietät {\displaystyle \mathrm {Jac} (X)} von {\displaystyle X} und dem Quotienten {\displaystyle \mathrm {Pic} ^{0}(X)=\mathrm {Div} ^{0}(X)/P^{0}(X)}, der eine Untergruppe der Picard-Gruppe ist:
{\displaystyle \mathrm {Pic} ^{0}(X)\ {\overset {\sim }{\longrightarrow }}\ \mathrm {Jac} (X)}
{\displaystyle \left[\sum _{x}n_{x}(x)\right]\longmapsto \sum _{x}n_{x}\int _{x_{0}}^{x},}
wobei {\displaystyle x_{0}\in X} ein Basispunkt ist. Es ist zu erwähnen, dass die Varietät {\displaystyle \mathrm {Jac} (X)} ein höherdimensionaler komplexer Torus {\displaystyle \mathbb {C} ^{g}/\Lambda _{g}} mit einem Gitter {\displaystyle \Lambda _{g}\cong \mathbb {Z} ^{2g}} ist und damit eine Gruppenstruktur trägt. Explizit ist sie durch {\displaystyle \mathrm {Hom} (\Omega (X),\mathbb {C} )/H_{1}(X,\mathbb {Z} )} gegeben, wobei {\displaystyle \Omega (X)} den Vektorraum der global holomorphen Differentialformen auf {\displaystyle X} und {\displaystyle H_{1}(X,\mathbb {Z} )} die Untergruppe ist, deren Elemente ein Differential auf ganzzahlige Linearkombinationen von dessen Integralen über die {\displaystyle 2g} (bis auf Homotopie) möglichen geschlossenen Kurven schickt (Periodengitter). Als Folgerung des Satzes von Abel gibt es nun eine injektive Abbildung {\displaystyle \lambda \colon X\longrightarrow \mathrm {Pic} (X)}, falls {\displaystyle g\geq 1}. Ist {\displaystyle x} ein Punkt, so kann man diesem die Divisorklasse {\displaystyle [(x)]} zuordnen.
Ist nun {\displaystyle X=X_{0}(N)} eine Modulkurve von Geschlecht {\displaystyle g\geq 1} und Level {\displaystyle N}, so gibt es eine Abbildung {\displaystyle X_{0}(N)\longrightarrow \mathrm {Jac} (X_{0}(N))} der Form {\displaystyle x\mapsto (x)-(x_{0})}, wobei {\displaystyle x_{0}} eine Spitze von {\displaystyle X_{0}(N)} ist. Da {\displaystyle X_{0}(N)} eine algebraische Kurve ist, können deren Heegner-Punkte {\displaystyle \tau } zu einer festen Diskriminante {\displaystyle D<0} mit Punkten über dem Hilbertschen Klassenkörper {\displaystyle H/K} identifiziert werden, da {\displaystyle K(j(\tau ))=H}. Es gibt für festes {\displaystyle \beta \equiv b\mod 2N} und {\displaystyle D=b^{2}-4ac} mit {\displaystyle a\tau ^{2}+b\tau +c=0} ({\displaystyle N\mid a}) genau {\displaystyle h(D)} solcher Punkte {\displaystyle x_{1},\dotsc ,x_{h(D)}}, und diese definieren einen Divisor {\displaystyle P_{D,\beta }=(x_{1})+(x_{2})+\dotsb +(x_{h(D)})-h(D)\cdot (\infty )}, der als Punkt in {\displaystyle \mathrm {Jac} (X_{0}(N))(H)} aufgefasst werden kann – es ist zu beachten, dass {\displaystyle \mathrm {Jac} (X_{0}(N))} ebenfalls eine algebraische Kurve, definiert über {\displaystyle \mathbb {Q} }, ist. Dieses Prinzip bleibt erhalten, wenn statt {\displaystyle X_{0}(N)} die Kurve {\displaystyle X_{0}^{*}(N)} gewählt wird, nachdem die Fricke-Involution herausgeteilt wurde. Dies hat den Vorteil, dass der entsprechende Divisor {\displaystyle P_{D,\beta }^{*}} invariant unter {\displaystyle \mathrm {Gal} (H/\mathbb {Q} )} ist und damit über {\displaystyle \mathrm {Jac} ^{*}(X_{0}(N))(\mathbb {Q} )} definiert ist.
Die Formel von Gross und Zagier gibt nun ein Verfahren an, die Höhenpaarung {\displaystyle \langle (P_{D,\beta _{0}}^{*})_{f},(P_{D,\beta _{1}}^{*})_{f}\rangle _{\mathbb {Q} }} (mit zwei Parametern {\displaystyle \beta _{0},\beta _{1}\equiv b\mod 2N}) explizit zu berechnen, wobei {\displaystyle f} eine Heckeeigenform (Neuform mit Führer {\displaystyle M_{f}\mid N}) bezüglich {\displaystyle \Gamma _{0}(N)} und {\displaystyle P_{f}} die sog. {\displaystyle f}-Komponente des Divisors {\displaystyle P} ist. Dabei ist zu beachten, dass es eine Isogenie der Jacobischen Varietät in direkte Summanden der Form
{\displaystyle \mathrm {Jac} (X_{0}(N))\longrightarrow \bigoplus _{f}A_{f}^{m_{f}}}
mit {\displaystyle A_{f}=\mathrm {Jac} (X_{0}(M_{f}))/I_{f}\mathrm {Jac} (X_{0}(M_{f}))} gibt. Dabei sind {\displaystyle I_{f}} die Unteralgebra der von {\displaystyle \mathbb {Z} } generierten Heckealgebra, die {\displaystyle f} auf 0 abbildet, und {\displaystyle m_{f}} die Anzahl der Teiler von {\displaystyle {\tfrac {N}{M_{f}}}}. Die direkte Summe läuft dabei über Äquivalenzklassen von Eigenformen, wobei zwei Eigenformen äquivalent sind, falls sie durch (koeffizientenweise) Konjugation einer Einbettung {\displaystyle \sigma \colon K_{f}\longrightarrow \mathbb {C} } auseinander hervorgehen. Hier ist {\displaystyle K_{f}} der von den Koeffizienten einer normalisierten Eigenform {\displaystyle f} erzeugte Zahlkörper. Die Formel bringt nun die Höhe in Verbindung mit Koeffizienten von Jacobiformen. Es wird die Formel
{\displaystyle \langle (P_{D_{0},\beta _{0}}^{*})_{f},(P_{D_{1},\beta _{1}}^{*})_{f}\rangle ={\frac {L'(f,1)}{4\pi ||\phi _{f}||^{2}}}c(n_{0},\beta _{0})c(n_{1},\beta _{1})}
mit {\displaystyle D_{j}=\beta _{j}^{2}-4Nn_{j}} ({\displaystyle j=0,1}) bewiesen, wobei {\displaystyle \phi _{f}} eine Jacobiform
{\displaystyle \phi _{f}(\tau ,z)=\sum _{n=0}^{\infty }\sum _{r^{2}\leq 4Nn}c(n,r)e^{2\pi i(n\tau +rz)}}
bezeichnet, die mit {\displaystyle f} über eine Abbildung zusammenhängt. Weiter wird bewiesen, dass alle {\displaystyle f}-Komponenten von {\displaystyle P_{D,r}^{*}} auf einer gemeinsamen Geraden in {\displaystyle (\mathrm {Jac} ^{*}(X_{0}(N))(\mathbb {Q} )\otimes \mathbb {R} )_{f}} liegen und deren Positionen über Koeffizienten einer Jacobiform bestimmt werden. Dieser Zusammenhang wird über die Formel
{\displaystyle P_{D,r}^{*}=c\left({\frac {r^{2}-D}{4N}},r\right)P_{f}}
mit {\displaystyle P_{f}\in (\mathrm {Jac} ^{*}(X_{0}(N))(\mathbb {Q} )\otimes \mathbb {R} )_{f}} unabhängig von {\displaystyle (D,2N)=1} und {\displaystyle r} mit
{\displaystyle \langle P_{f},P_{f}\rangle ={\frac {L'(f,1)}{4\pi ||\phi _{f}||^{2}}}}
ausgedrückt. Dementsprechend hat der Unterraum {\displaystyle U\subset \mathrm {Jac} ^{*}(X_{0}(N))(\mathbb {Q} )\otimes \mathbb {R} }, der von allen {\displaystyle f}-Komponenten von Heegner-Divisoren erzeugt wird, je nach {\displaystyle L'(f,1)\neq 0} oder {\displaystyle L'(f,1)=0} Dimension 1 bzw. 0.
Die Arbeiten von Gross, Kohnen und Zagier wurden 1997 (1999 veröffentlicht) von Richard Borcherds anderweitig bewiesen und gleichzeitig auf höherdimensionale Quotienten hermitescher symmetrischer Räume verallgemeinert.

### Heegner-Systeme und der Satz von Kolyvagin

#### Motivation
Ist {\displaystyle E} eine elliptische Kurve über den rationalen Zahlen und {\displaystyle K} ein Zahlkörper (mit einem algebraischen Abschluss {\displaystyle {\overline {K}}}), so ist es aus zahlentheoretischer Sicht von Interesse, die Mordell-Weil-Gruppe {\displaystyle E(K)} der {\displaystyle K}-rationalen Punkte auf {\displaystyle E} und die Shafarevich-Tate-Gruppe {\displaystyle \mathrm {Sha} (E/K)} zu verstehen. Ist für eine ganze Zahl {\displaystyle n} mit {\displaystyle G[n]} die Untergruppe einer Gruppe {\displaystyle G} gemeint, sodass {\displaystyle nP=0} für jedes {\displaystyle P\in G} ist, so ist die folgende Sequenz exakt:
{\displaystyle 0\longrightarrow E({\overline {K}})[n]\longrightarrow E({\overline {K}})\ {\overset {n}{\longrightarrow }}\ E({\overline {K}})\ \longrightarrow \ 0}
Durch Bilden der Galois-Kohomologie mit {\displaystyle G_{K}=\mathrm {Gal} ({\overline {K}}/K)} entsteht daraus folgende exakte Sequenz:
{\displaystyle 0\ \longrightarrow E(K)[n]\ \longrightarrow E(K)\ {\overset {n}{\longrightarrow }}\ E(K)\ {\overset {\delta }{\longrightarrow }}\ H^{1}(G_{K},E({\overline {K}})[n])\ \longrightarrow \ H^{1}(G_{K},E({\overline {K}}))\ {\overset {n}{\longrightarrow }}\ H^{1}(G_{K},E({\overline {K}})),}
aus der schließlich die kurze exakte Sequenz
{\displaystyle 0\longrightarrow E(K)/nE(K)\longrightarrow H^{1}(G_{K},E({\overline {K}})[n])\longrightarrow H^{1}(G_{K},E({\overline {K}}))[n]\longrightarrow 0}
hervorgeht (descent sequence). Nun kann nach dem Lokal-Global-Prinzip verfahren werden. Daraus definiert sich schließlich:
{\displaystyle \mathrm {Sha} (E/K):=\mathrm {ker} \left(H^{1}(G_{K},E({\overline {K}}))\longrightarrow \prod _{v}H^{1}(G_{K},E({\overline {K_{v}}}))\right)}
Dabei entspricht jedes {\displaystyle v} einer Stelle von {\displaystyle K}. Jedes Element der Gruppe {\displaystyle H^{1}(G_{K},E({\overline {K}}))} korrespondiert zu einer Klasse homogener Räume über {\displaystyle E/K} – damit sind glatte Kurven {\displaystyle C/K} gemeint, auf denen die algebraische Gruppe {\displaystyle E} eine Operation über {\displaystyle K} definiert. Die Klassen werden über mit der Wirkung von {\displaystyle E} kompatible Isomorphismen festgelegt. Dabei ist eine Klasse genau dann trivial, falls {\displaystyle E/K} irgendwelche {\displaystyle K}-rationalen Punkte besitzt.
Werden die hinteren Kohomologiegruppen in oberer exakter Sequenz passend eingeschränkt, ergibt sich die erneut exakte Sequenz
{\displaystyle 0\longrightarrow E(K)/nE(K)\longrightarrow \mathrm {Sel} _{n}(E/K)\longrightarrow \mathrm {Sha} (E/K)[n]\longrightarrow 0.}
Hierbei bezeichnet {\displaystyle \mathrm {Sel} _{n}(E/K)} die sog. {\displaystyle n}-Selmer-Gruppe. Diese wird wie folgt definiert:
{\displaystyle \mathrm {Sel} _{n}(E/K):=\mathrm {ker} \left(H^{1}(G_{K},E({\overline {K}})[n])\longrightarrow \prod _{v}H^{1}(G_{K_{v}},E({\overline {K_{v}}}))\right)}
Während gut bekannt ist, dass die {\displaystyle n}-Selmer-Gruppe {\displaystyle \mathrm {Sel} _{n}(E/K)} stets endlich ist (woraus folgt, dass die Gruppen {\displaystyle E(K)/nE(K)} stets endlich sind, was ein wichtiger Schritt im Beweis ist, dass {\displaystyle E(K)} endlich erzeugte abelsche Gruppen sind), verbleibt die Shaferevich-Tate-Gruppe allgemein mysteriös. Es wird vermutet, dass sich die Gruppen {\displaystyle E(K)/nE(K)} und {\displaystyle \mathrm {Sel} _{n}(E/K)} nur von einer von {\displaystyle n} unabhängigen endlichen Größe unterscheiden und in unendlich vielen Fällen sogar gleich sind. Das wäre gegeben, wenn {\displaystyle \mathrm {Sha} (E/K)} endlich wäre, doch dies verbleibt bis heute unbewiesen. Die Endlichkeit von {\displaystyle \mathrm {Sha} (E/K)} ist Teil der (starken) Vermutung von Birch und Swinnerton-Dyer und wäre zahlentheoretisch von großer Bedeutung: Ihre Größe kodiert nach der Definition, wie stark das Hasse-Minkowski-Prinzip bei der elliptischen Kurve {\displaystyle E} scheitert.
Heegner-Systeme können nun, im Gegensatz zu den kohomologischen Methoden, dazu verwendet werden, {\displaystyle E(K)} und {\displaystyle \mathrm {Sha} (E/K)} gleichzeitig zu studieren, indem die Größe der Selmer-Gruppen beschränkt wird. In seinen einführenden Lecture Notes über Euler-Systeme (einem verallgemeinerten Konzept, dem sich Heegner-Systeme unterordnen), betont Barry Mazur die Bedeutung der Heegner-Systeme und gibt über den Vergleich zur Kohomologie folgende „Anschauung“:

„Cohomological methods are pretty good at ferreting out information modulo a single number {\displaystyle n}, or equivalently modulo powers of prime numbers {\displaystyle p} but only for finitely many prime numbers {\displaystyle p} “at a time”. But a single special value of an L-function can, at times, by its connection to an Euler System, bound from above the size of the relevant {\displaystyle p}-Selmer groups for all (or at least for all but a finite number of) prime numbers {\displaystyle p}.“

„Kohomologische Methoden sind ziemlich gut darin, Informationen modulo einer einzelnen Zahl {\displaystyle n} oder äquivalent dazu modulo Potenzen von Primzahlen {\displaystyle p} aufzuspüren, aber nur für endlich viele Primzahlen {\displaystyle p} ‚auf einmal‘. Aber ein einzelner spezieller Wert einer L-Funktion kann manchmal durch seine Verbindung mit einem Euler-System die Größe der relevanten {\displaystyle p}-Selmer-Gruppen für alle Primzahlen {\displaystyle p} (oder zumindest für alle bis auf endlich viele) nach oben beschränken.“

#### Definition von Heegner-Systemen
Heegner-Systeme sind Kollektionen von Heegner-Punkten {\displaystyle (P_{n})_{(n,N)=1}}, sodass {\displaystyle P_{n}} den Führer {\displaystyle n} besitzt. Wegen der Heegner-Hypothese ist es dabei wichtig anzunehmen, dass Führer und Level teilerfremd sind. Es ist zu beachten, dass dabei Heegner-Punkte als Punkte auf einer elliptischen Kurve (nach Anwendung der Parametrisierung) interpretiert werden. Dies ist pragmatisch, weil Heegner-Systeme ihre wichtigsten Anwendungen auf dieser elliptischen Kurve (und nicht als Teil der Modulkurve) haben. Es gilt stets {\displaystyle P_{n}\in E(H_{n})}, mit dem entsprechenden Ringklassenkörper {\displaystyle H_{n}}. Außerdem müssen noch folgende technischen Bedingungen erfüllt sein:
1. Das System ist nur mit solchen Zahlen {\displaystyle n} beschriftet, für die {\displaystyle \mathrm {ggT} (n,N)=1} gilt, siehe oben.
2. Für eine Primzahl, die nicht über {\displaystyle K/\mathbb {Q} } zerfällt, gelten die Regeln:
{\displaystyle \mathrm {Spur} _{H_{n\ell }/H_{n}}(P_{n\ell })={\begin{cases}a_{\ell }P_{n},\qquad \qquad \qquad \qquad \ell \not {|}\,\,n\,\,\,{\text{ist träge in}}\,K/\mathbb {Q} \\(a_{\ell }-\sigma _{\lambda }-\sigma _{\lambda }^{-1})P_{n},\qquad \ell =\lambda {\overline {\lambda }}\not {|}\,\,n\,\,\,{\text{zerfällt in}}\,K/\mathbb {Q} ,\\(a_{\ell }-\sigma _{\lambda })P_{n},\qquad \qquad \quad \ell =\epsilon \lambda ^{2}\not {|}\,\,n\,\,\,{\text{ist verzweigt in}}\,K/\mathbb {Q} ,\\a_{\ell }P_{n}-P_{n/\ell },\qquad \qquad \quad \ell |n.\end{cases}}}
Hierbei sind {\displaystyle H_{n}} die Ringklassenkörper von {\displaystyle K} mit Führer {\displaystyle n} und zu Primidealen {\displaystyle \lambda } bezeichnen {\displaystyle \sigma _{\lambda }\in \mathrm {Gal} (H_{n}/K)} die entsprechenden Frobenius-Elemente. Die Zahlen {\displaystyle a_{\ell }} sind die Koeffizienten der L-Funktion von {\displaystyle E} und tauchen im Kontext von Hecke-Operatoren auf, die auf der entsprechenden elliptischen Kurve wirken.
3. Ein Element {\displaystyle \kappa \in \mathrm {Gal} (H/\mathbb {Q} )} wird als Reflexion (reflection) bezeichnet, falls seine Einschränkung auf {\displaystyle K} nicht die Identität ist. Es kann gezeigt werden, dass alle Reflexionen aufgrund dieser Eigenschaft von der Ordnung 2 sind.
Nun soll es stets ein Element {\displaystyle \sigma \in \mathrm {Gal} (H_{n}/\mathbb {Q} )} geben, sodass
{\displaystyle \kappa P_{n}=-\operatorname {sgn}(E,\mathbb {Q} )\sigma P_{n}\qquad \mod E(H_{n})_{\mathrm {tors} },}
also bis auf ein Element im Torsionsteil von {\displaystyle E(H_{n})}. Dabei ist {\displaystyle \operatorname {sgn}(E,\mathbb {Q} )} der Faktor in der Funktionalgleichung
{\displaystyle \Lambda (E,2-s)=\operatorname {sgn}(E,\mathbb {Q} )\Lambda (E,s)}
betreffend der zur elliptischen Kurve {\displaystyle E} gehörigen L-Funktion.
Ein Heegner-System wird dann als nicht-trivial bezeichnet, falls nicht jeder Punkt ein Torsionspunkt ist.

#### Zusammenhang zur Vermutung von Birch und Swinnerton-Dyer
Zu einem zunächst beliebigen Zahlkörper {\displaystyle K} kann jeder elliptischen Kurve {\displaystyle E/K} eine L-Funktion zugeordnet werden über
{\displaystyle L(E/K,s)=\prod _{v}L_{v}(E/K,s),}
wobei das Produkt über alle endlichen Primstellen von {\displaystyle K} (also alle Primideale) geht, die lokalen Euler-Faktoren gegeben sind durch
{\displaystyle L_{v}(E/K,s)={\begin{cases}(1-a_{|v|}|v|^{-s}+|v|^{1-2s})^{-1},\qquad v\not {|}\,N,\\(1-a_{|v|}|v|^{-s})^{-1},\qquad \qquad \qquad v\mid N\end{cases}}}
und {\displaystyle |v|\in \mathbb {Q} _{+}} die Norm bezeichnet. Hierbei sind die {\displaystyle a_{n}} gerade die Koeffizienten der L-Funktion im Fall {\displaystyle K=\mathbb {Q} }. Ist {\displaystyle K} eine quadratische Erweiterung, so zerfällt {\displaystyle L(E/K,s)=L(E,s)L(E',s)} mit dem sog. quadratischen Twist {\displaystyle E'} der Kurve {\displaystyle E}. Mittels eines Twists mit einem Charakter
{\displaystyle \chi \colon \mathrm {Gal} (H/K)\longrightarrow \mathbb {C} ^{\times }}
erhält man zu jedem Ringklassenkörper {\displaystyle H_{c}} mit Führer {\displaystyle c} und {\displaystyle (c,N)=1} die L-Funktion
{\displaystyle L(E/K,\chi ,s)=\prod _{v}L_{v}(E/K,\chi ,s),}
wobei die getwisteten Euler-Faktoren ähnlich zu {\displaystyle L_{v}(E/K,s)} definiert werden können. Diese L-Funktion besitzt eine analytische Fortsetzung in die ganze komplexe Zahlenebene und erfüllt eine Funktionalgleichung. Nun zerfällt die L-Funktion {\displaystyle L(E/H,s)} in die Faktoren
{\displaystyle L(E/H_{c},s)=\prod _{\chi }L(E/K,\chi ,s)}
über alle Charaktere {\displaystyle \chi \colon \mathrm {Gal} (H_{c}/K)\to \mathbb {C} ^{\times },}
woraus, falls {\displaystyle \operatorname {sgn}(E,K)=-1} gilt, schon {\displaystyle L(E/K,\chi ,1)=0} für alle betrachteten Charaktere folgt. Damit ist über {\displaystyle \mathrm {ord} _{s=1}(L(E/H_{c}))\geq [H_{c}:K]}, wobei {\displaystyle [H_{c}:K]} den Erweiterungsindex der Körper bezeichnet, mit der Vermutung von Birch und Swinnerton-Dyer die Relation {\displaystyle \mathrm {Rang} (E(H_{c}))\geq [H_{c}:K]} zu vermuten. Aufgrund dessen wird vermutet, dass, falls {\displaystyle \operatorname {sgn}(E,K)=-1} ist, ein nicht-triviales Heegner-System zu {\displaystyle (E,K)} hinzugefügt werden kann.

#### Der Satz von Kolyvagin
Heegner-Systeme dienen dazu, den Satz von Kolyvagin zu beweisen. Dabei macht man sich zunutze, dass diese die Mordell-Weil-Gruppe und die Selmer-Gruppe kontrollieren. Der Satz besagt, dass, falls der durch das System ausgezeichnete Punkt
{\displaystyle P_{K}=\mathrm {Spur} _{H_{1}/K}(P_{1})\in E(K)}
kein Torsionspunkt ist, bereits Folgendes gilt:
1. Die Mordell-Weil Gruppe {\displaystyle E(K)} ist von Rang 1, sodass {\displaystyle P_{K}} eine Untergruppe von endlichem Index erzeugt.
2. Die Shafarevich-Tate-Gruppe von {\displaystyle E/K} ist endlich.

Das ist insofern erstaunlich, als zum Beispiel die Endlichkeit der Shafarevich-Tate-Gruppe im Allgemeinen alles andere als geklärt und Gegenstand tiefer Vermutungen (wie der Vermutung von Birch und Swinnerton-Dyer) ist.
Der Satz von Kolyvagin lässt sich, zusammen mit dem Ergebnis von Gross und Zagier, zur Lösung der Birch-und-Swinnerton-Dyer-Vermutung für die Fälle {\displaystyle \mathrm {ord} _{s=1}L(E,s)\leq 1} kombinieren. Ist dies erfüllt, so kann bereits {\displaystyle \mathrm {rang} (E(\mathbb {Q} ))=\mathrm {ord} _{s=1}L(E,s)} gefolgert werden, und in beiden Fällen ist die Shafaervich-Tate-Gruppe endlich. Der Beweis, in den beide Resultate einfließen, nutzt technische Eigenschaften der mit einem Charakter {\displaystyle \varepsilon } getwisteten L-Funktionen {\displaystyle L(E,\varepsilon ,s)}.

## Beziehungen zu Modulfunktionen und singuläre Moduli

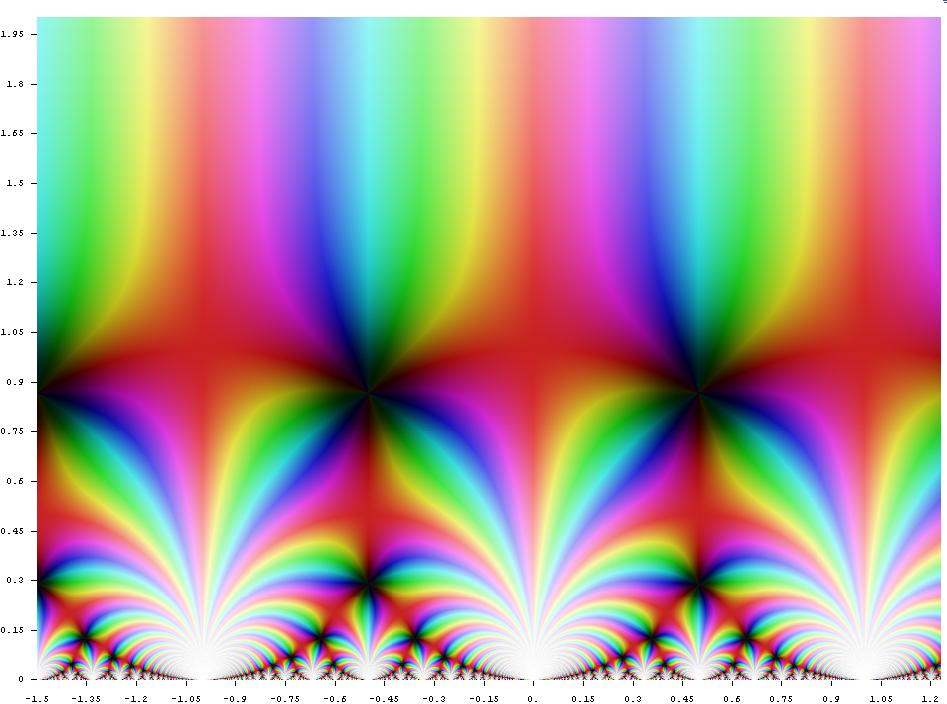
Koloriertes Schaubild der j-Funktion auf der oberen Halbebene

Es gibt zahlreiche Verbindungen zwischen Heegner-Punkten und Modulformen. So nimmt die j-Invariante, eine Modulfunktion von Gewicht 0, an Heegner-Punkten stets algebraische Werte an. Hintergrund dieser Aussage ist, dass es für jede natürliche Zahl {\displaystyle m} ein (bis auf Vorzeichen symmetrisches) Polynom {\displaystyle \Psi _{m}(X,Y)\in \mathbb {Z} [X,Y]} vom Grade {\displaystyle \sigma _{1}(m)} gibt, wobei {\displaystyle \sigma _{1}} die klassische Teilerfunktion bezeichnet, sodass {\displaystyle \Psi _{m}(j(Mz),j(z))\equiv 0} (also in {\displaystyle z} die konstante Nullfunktion) für jede ganzzahlige Matrix {\displaystyle M} mit Determinante {\displaystyle m} ist. Der Grad wird über die Konstruktionstechnik
{\displaystyle \prod _{M\in \mathrm {SL} _{2}(\mathbb {Z} )\backslash {\mathcal {M}}_{m}}(X-j(Mz))=\Psi _{m}(X,j(z))}
klarer, wobei {\displaystyle {\mathcal {M}}_{m}} die Menge aller ganzzahligen Matrizen mit Determinante {\displaystyle m} bezeichnet, auf der {\displaystyle \mathrm {SL} _{2}(\mathbb {Z} )} von links operiert und im Quotienten genau {\displaystyle \sigma _{1}(m)} Klassen bildet. Die Gültigkeit einer solchen Identität kann über die Tatsache gezeigt werden, dass die Koeffizienten der linken Seite in {\displaystyle \mathbb {H} } holomorphe Modulfunktionen (und daher bereits Polynome in {\displaystyle j}) sind. Wegen der Fourier-Entwicklung von {\displaystyle j(z)} sind die Koeffizienten von {\displaystyle \Psi _{m}(X,Y)} zudem als rationale Zahlen wählbar. Jeder Heegner-Punkt {\displaystyle \tau } wird von einer Matrix {\displaystyle M=\left({\begin{smallmatrix}0&-C\\A&B\end{smallmatrix}}\right)} mit ganzzahliger Determinante {\displaystyle \textstyle m=AC={\frac {B^{2}-D}{4}}} fixiert. Damit folgt bereits {\displaystyle \Psi _{m}(j(\tau ),j(\tau ))=0} und damit ist {\displaystyle j(\tau )} Nullstelle eines nicht-trivialen Polynoms mit rationalen Koeffizienten. Also ist {\displaystyle j(\tau )} algebraisch – das Argument gilt auch, falls {\displaystyle (X-Y)|\Psi _{m}(X,Y)}, da die Funktionen {\displaystyle j(z)} und {\displaystyle j(Mz)} niemals identisch sind. Diese Werte {\displaystyle j(\tau )} werden traditionell auch als singuläre Moduli (englisch singular moduli) bezeichnet.
Dieser Umstand kann weiter präzisiert werden über Einführung des sog. Klassenpolynoms (class polynomial)
{\displaystyle H_{D}(X)=\prod _{{\mathfrak {z}}\in \mathrm {SL} _{2}(\mathbb {Z} )\backslash {\mathfrak {Z}}_{D}}(X-j({\mathfrak {z}})).}
Dabei besteht {\displaystyle {\mathfrak {Z}}_{D}} aus allen Heegner-Punkten mit Führer 1 und Diskriminante {\displaystyle D}, auf denen die Gruppe {\displaystyle \mathrm {SL} _{2}(\mathbb {Z} )} operiert. Übrig bleibt ein Polynom {\displaystyle H_{D}(X)} vom Grade {\displaystyle h(D)}. Es kann gezeigt werden, dass sogar {\displaystyle H_{D}(X)\in \mathbb {Z} [X]} und stets irreduzibel ist. Damit nimmt insbesondere {\displaystyle j(\tau )} an der Stelle {\displaystyle \textstyle \tau ={\frac {1+i{\sqrt {163}}}{2}}} einen ganzzahligen Wert an, nämlich {\displaystyle j(\tau )=-640\,320^{3}}, da {\displaystyle h(-163)=1} und es daher nur eine Klasse von Heegner-Punkten zu dieser Diskriminante gibt. Daraus entsteht die mit einem Computer leicht zu zeigende Kuriosität
{\displaystyle e^{\pi {\sqrt {163}}}=262\,537\,412\,640\,768\,743{,}\,999\,999\,999\,999\,250\ldots .}
Die Identität {\displaystyle j(\tau )=-640\,320^{3}} kann dazu verwendet werden, die äußerst schnell konvergierende Reihe
{\displaystyle {\frac {1}{\pi }}={\frac {12}{640\,320^{3/2}}}\sum _{k=0}^{\infty }{\frac {(6k)!(163\cdot 3\,344\,418k+13\,591\,409)}{(3k)!(k!)^{3}(-640\,320)^{3k}}}}
herzuleiten, vergleiche auch Chudnovsky-Algorithmus. Mit diesem ist eine sehr schnelle Berechnung von {\displaystyle \pi } möglich: Bis heute (Stand August 2021) sind mit dieser Methode über 62 Billionen Stellen nach dem Komma berechnet worden.
Mit Hilfe einer Formel von Sarvadaman Chowla und Atle Selberg können singuläre Moduli auch auf den Fall von Modulformen mit algebraischen Koeffizienten „übertragen“ werden. Die Aussage ist, dass, falls {\displaystyle K} ein imaginär-quadratischer Zahlkörper ist, eine nur von diesem Körper abhängige „Periode“ {\displaystyle \Omega _{K}} existiert, sodass für jede Modulform {\displaystyle f} mit algebraischen Koeffizienten {\displaystyle f(\tau )\in {\overline {\mathbb {Q} }}\cdot \Omega _{K}^{k}} für alle {\displaystyle \tau \in \mathbb {H} \cap K} gilt. Ein möglicher Wert von {\displaystyle \Omega _{K}} kann explizit berechnet werden als
{\displaystyle \Omega _{K}={\frac {1}{\sqrt {2\pi |D|}}}\prod _{j=1}^{|D|-1}\Gamma \left({\frac {j}{|D|}}\right)^{\frac {\chi _{D}(j)w(D)}{4h(D)}},}
wobei {\displaystyle \chi _{D}} der Charakter bezüglich der Diskriminante {\displaystyle D} des Zahlkörpers {\displaystyle K}, {\displaystyle h(D)} die Klassenzahl, {\displaystyle w(D)} die Anzahl der Einheiten im Ganzheitsring {\displaystyle {\mathcal {O}}_{K}} und {\displaystyle \Gamma (s)} die Gammafunktion bezeichnet. Diese Formel wurde 1949 von Chowla und Selberg publiziert, war aber bereits 1897 von Matyáš Lerch entdeckt worden.

## Algorithmische Nutzung
Für elliptische Kurven {\displaystyle E} des Rangs 1 mit Führer {\displaystyle N} über den rationalen Zahlen kann mit Hilfe der Formel von Gross und Zagier ein Algorithmus angegeben werden, um rationale Punkte unendlicher Ordnung zu konstruieren. Es wird von einer elliptischen Kurve in verallgemeinerter Weierstraßgleichung ausgegangen mit
{\displaystyle E\colon y^{2}+g_{1}xy+g_{3}y=x^{3}+g_{2}x^{2}+g_{4}x+g_{6}}
mit Diskriminante {\displaystyle D_{E}}, j-Invariante {\displaystyle j(E)} und ganzzahligen Koeffizienten {\displaystyle g_{j}}. Es wird außerdem {\displaystyle b_{2}=g_{1}^{2}+4g_{2}} benötigt.

### Formulierung der Heegner-Punkte-Methode
Das Verfahren lautet wie folgt:
```
1. (Berechnung notwendiger Genauigkeit) In diesem ersten Schritt wird berechnet, auf wie viele Nachkommastellen alle darauffolgenden Hauptberechnungen stimmen müssen. Ist bekannt, dass hinreichend gute Genauigkeit vorliegt, kann dieser Schritt übergangen werden. Berechne das Produkt 

  

    

      

        

          
|

        

        

          
S

          
h

          
a

        

        
(

        
E

        
)

        

          
|

        

        
R

        
(

        
E

        
)

      

    

    
{\displaystyle |\mathrm {Sha} (E)|R(E)}

  

 mit Hilfe der Formel von Birch und Swinnerton-Dyer:
    

  

    

      

        

          
|

        

        

          
S

          
h

          
a

        

        
(

        
E

        
)

        

          
|

        

        
R

        
(

        
E

        
)

        
=

        

          

            

              

                
|

              

              
E

              
(

              

                
Q

              

              

                
)

                

                  

                    
t

                    
o

                    
r

                    
s

                  

                

              

              

                

                  
|

                

                

                  
2

                

              

              

                
L

                
′

              

              
(

              
E

              
,

              
1

              
)

            

            

              
c

              
(

              
E

              
)

              

                
ω

                

                  
1

                

              

              
(

              
E

              
)

            

          

        

      

    

    
{\displaystyle |\mathrm {Sha} (E)|R(E)={\frac {|E(\mathbb {Q} )_{\mathrm {tors} }|^{2}L'(E,1)}{c(E)\omega _{1}(E)}}}

  

Dabei bezeichnet 

  

    

      

        
R

        
(

        
E

        
)

      

    

    
{\displaystyle R(E)}

  

 den sog. Regulator, 

  

    

      

        

          
ω

          

            
1

          

        

        
(

        
E

        
)

        
∈

        

          

            
R

          

          

            
>

            
0

          

        

      

    

    
{\displaystyle \omega _{1}(E)\in \mathbb {R} _{>0}}

  

 die reelle Standardperiode der elliptischen Kurve (über 

  

    

      

        

          
C

        

      

    

    
{\displaystyle \mathbb {C} }

  

 als Torus betrachtet), 

  

    

      

        
c

        
(

        
E

        
)

      

    

    
{\displaystyle c(E)}

  

 das Produkt der 
Tamagawa-Zahlen
 

  

    

      

        

          
c

          

            
p

          

        

        
(

        
E

        
)

      

    

    
{\displaystyle c_{p}(E)}

  

 von 

  

    

      

        
E

      

    

    
{\displaystyle E}

  

 (einschließlich 

  

    

      

        

          
c

          

            
∞

          

        

        
(

        
E

        
)

      

    

    
{\displaystyle c_{\infty }(E)}

  

) und 

  

    

      

        

          
S

          
h

          
a

        

        
(

        
E

        
)

      

    

    
{\displaystyle \mathrm {Sha} (E)}

  

 die Shafarevich-Tate-Gruppe der elliptischen Kurve. Der Wert 

  

    

      

        

          
L

          
′

        

        
(

        
E

        
,

        
1

        
)

      

    

    
{\displaystyle L'(E,1)}

  

 sollte effizient mittels
    

  

    

      

        

          
L

          
′

        

        
(

        
E

        
,

        
1

        
)

        
=

        
2

        

          
∑

          

            
n

            
=

            
1

          

          

            
∞

          

        

        

          

            

              
a

              

                
n

              

            

            
n

          

        

        

          
∫

          

            

              

                
2

                
π

                
n

              

              

                
N

              

            

          

          

            
∞

          

        

        

          

            

              
e

              

                
−

                
t

              

            

            
t

          

        

        

          
d

        

        
t

      

    

    
{\displaystyle L'(E,1)=2\sum _{n=1}^{\infty }{\frac {a_{n}}{n}}\int _{\frac {2\pi n}{\sqrt {N}}}^{\infty }{\frac {e^{-t}}{t}}\mathrm {d} t}

  

berechnet werden. Alle späteren Rechnungen müssen auf mindestens 

  

    

      

        
d

        
d

        
=

        
[

        
d

        

          
/

        

        
log

        
⁡

        
(

        
10

        
)

        
]

        
+

        
10

      

    

    
{\displaystyle dd=[d/\log(10)]+10}

  

 Stellen genau getätigt werden, wobei
    

  

    

      

        
d

        
=

        
2

        

          
(

          

            

              
|

            

            

              
S

              
h

              
a

            

            
(

            
E

            
)

            

              
|

            

            
R

            
(

            
E

            
)

            
+

            

              

                

                  
h

                  
(

                  
j

                  
(

                  
E

                  
)

                  
)

                

                
12

              

            

            
+

            

              

                

                  
log

                  
⁡

                  
(

                  

                    
|

                  

                  

                    
D

                    

                      
E

                    

                  

                  

                    
|

                  

                  
)

                  
+

                  
max

                  
{

                  
log

                  
⁡

                  
(

                  

                    
|

                  

                  
j

                  
(

                  
E

                  
)

                  

                    
|

                  

                  
)

                  
,

                  
1

                  
}

                

                
6

              

            

            
+

            
max

            
{

            
1

            
,

            
log

            
⁡

            
(

            

              
|

            

            

              
b

              

                
2

              

            

            

              
/

            

            
12

            

              
|

            

            
)

            
}

            
+

            
log

            
⁡

            
(

            

              
2

              

                
∗

              

            

            
)

            
+

            
1,946

          

          
)

        

      

    

    
{\displaystyle d=2\left(|\mathrm {Sha} (E)|R(E)+{\frac {h(j(E))}{12}}+{\frac {\log(|D_{E}|)+\max\{\log(|j(E)|),1\}}{6}}+\max\{1,\log(|b_{2}/12|)\}+\log(2^{*})+1{,}946\right)}

  

mit 

  

    

      

        

          
2

          

            
∗

          

        

        
=

        
2

      

    

    
{\displaystyle 2^{*}=2}

  

 falls 

  

    

      

        

          
b

          

            
2

          

        

        
≠

        
0

      

    

    
{\displaystyle b_{2}\neq 0}

  

 und 

  

    

      

        

          
2

          

            
∗

          

        

        
=

        
1

      

    

    
{\displaystyle 2^{*}=1}

  

 sonst.
```

```
2. (Schleife über Fundamentaldiskriminanten) In diesem Teil des Algorithmus muss eine passende Fundamentaldiskriminante bestimmt werden. Aus dieser werden dann später geeignete Heegner-Punkte berechnet 
. Prüfe für absteigende Fundamentaldiskriminanten 

  

    

      

        
D

        
=

        
−

        
3

        
,

        
−

        
4

        
,

        
…

      

    

    
{\displaystyle D=-3,-4,\dotsc }

  

 folgende Bedingungen:
* 

  

    

      

        
D

      

    

    
{\displaystyle D}

  

 ist ein Quadrat modulo 

  

    

      

        
4

        
N

      

    

    
{\displaystyle 4N}

  

* Es ist 

  

    

      

        

          
a

          

            
p

          

        

        
=

        
−

        
1

      

    

    
{\displaystyle a_{p}=-1}

  

 für alle Primzahlen 

  

    

      

        
p

        

          
|

        

        

          
g

          
g

          
T

        

        
(

        
N

        
,

        
D

        
)

      

    

    
{\displaystyle p|\mathrm {ggT} (N,D)}

  

* Der Wert 

  

    

      

        
L

        
(

        

          
E

          

            
D

          

        

        
,

        
1

        
)

      

    

    
{\displaystyle L(E_{D},1)}

  

 ist nicht 0. Für dessen Berechnung kann die schnell konvergente Reihe
    

  

    

      

        
L

        
(

        

          
E

          

            
D

          

        

        
,

        
1

        
)

        
=

        
2

        

          
∑

          

            
n

            
=

            
1

          

          

            
∞

          

        

        

          

            

              
a

              

                
n

              

            

            
n

          

        

        

          
(

          

            

              
D

              
n

            

          

          
)

        

        
exp

        
⁡

        

          
(

          

            

              

                
−

                
2

                
π

                
n

              

              

                
N

                

                  
D

                  

                    
2

                  

                

                

                  
/

                

                

                  
g

                  
g

                  
T

                

                
(

                
D

                
,

                
N

                
)

              

            

          

          
)

        

      

    

    
{\displaystyle L(E_{D},1)=2\sum _{n=1}^{\infty }{\frac {a_{n}}{n}}\left({\frac {D}{n}}\right)\exp \left({\frac {-2\pi n}{\sqrt {ND^{2}/\mathrm {ggT} (D,N)}}}\right)}

  

verwendet werden.
Ist irgendeine dieser Bedingungen nicht erfüllt, fahre mit der nächsten Fundamentaldiskriminanten fort. Falls aber doch, fixiere 

  

    

      

        
β

        
≡

        
B

        

        
mod

        

        

        
2

        
N

      

    

    
{\displaystyle \beta \equiv B\mod 2N}

  

, sodass 

  

    

      

        
D

        
≡

        

          
β

          

            
2

          

        

        

        
mod

        

        

        
4

        
N

      

    

    
{\displaystyle D\equiv \beta ^{2}\mod 4N}

  

, und berechne den Wert 

  

    

      

        
m

        
>

        
0

      

    

    
{\displaystyle m>0}

  

 mit
  

  

    

      

        

          
m

          

            
2

          

        

        
=

        

          
ω

          

            
1

          

        

        
(

        
E

        
)

        

          

            

              
c

              
(

              
E

              
)

              

                

                  

                    
|

                  

                  
D

                  

                    
|

                  

                

              

              
(

              
w

              
(

              
D

              
)

              

                
/

              

              
2

              

                
)

                

                  
2

                

              

            

            

              
4

              

                
V

                
o

                
l

              

              
(

              
E

              
)

              

                
|

              

              
E

              
(

              

                
Q

              

              

                
)

                

                  

                    
t

                    
o

                    
r

                    
s

                  

                

              

              

                

                  
|

                

                

                  
2

                

              

            

          

        

        

          
2

          

            
ω

            
(

            

              
g

              
g

              
T

            

            
(

            
D

            
,

            
N

            
)

            
)

          

        

        
L

        
(

        

          
E

          

            
D

          

        

        
,

        
1

        
)

        
.

      

    

    
{\displaystyle m^{2}=\omega _{1}(E){\frac {c(E){\sqrt {|D|}}(w(D)/2)^{2}}{4\mathrm {Vol} (E)|E(\mathbb {Q} )_{\mathrm {tors} }|^{2}}}2^{\omega (\mathrm {ggT} (D,N))}L(E_{D},1).}

  

Dabei ist 

  

    

      

        
ω

        
(

        
n

        
)

      

    

    
{\displaystyle \omega (n)}

  

 die Anzahl unterschiedlicher Primfaktoren in der Zerlegung von 

  

    

      

        
n

      

    

    
{\displaystyle n}

  

. Dieser numerische Wert von 

  

    

      

        
m

      

    

    
{\displaystyle m}

  

 sollte sehr nahe an einer ganzen Zahl oder an einer rationalen Zahl mit verhältnismäßig kleinem Nenner sein. In letzterem Fall sollten entsprechende Vielfache von 

  

    

      

        
m

      

    

    
{\displaystyle m}

  

 gewählt werden, sodass Ganzzahligkeit erreicht wird
 
– bezeichne die ganze Zahl dann wieder als 

  

    

      

        
m

      

    

    
{\displaystyle m}

  

.
```

```
3. (Liste von Klassen quadratischer Formen) Berechne eine Liste 

  

    

      

        

          

            
L

          

        

      

    

    
{\displaystyle {\mathcal {L}}}

  

 von 

  

    

      

        

          
|

        

        

          
C

          
l

        

        
(

        

          
Q

        

        
(

        

          

            
D

          

        

        
)

        
)

        

          
|

        

      

    

    
{\displaystyle |\mathrm {Cl} (\mathbb {Q} ({\sqrt {D}}))|}

  

 Repräsentanten positiv definiter quadratischer Formen 

  

    

      

        
(

        
A

        
,

        
B

        
,

        
C

        
)

      

    

    
{\displaystyle (A,B,C)}

  

 mit Diskriminante
 

  

    

      

        
D

      

    

    
{\displaystyle D}

  

, sodass 

  

    

      

        
N

        

          
|

        

        
A

      

    

    
{\displaystyle N|A}

  

 und 

  

    

      

        
β

        
≡

        
B

        

        
mod

        

        

        
2

        
N

      

    

    
{\displaystyle \beta \equiv B\mod 2N}

  

 (dies ist stets möglich). Fasse Listenelemente 

  

    

      

        
(

        
A

        
,

        
B

        
,

        
C

        
)

      

    

    
{\displaystyle (A,B,C)}

  

 und 

  

    

      

        
(

        

          
A

          
′

        

        
,

        

          
B

          
′

        

        
,

        

          
C

          
′

        

        
)

      

    

    
{\displaystyle (A',B',C')}

  

 paarweise zusammen, wenn letzteres äquivalent zu 

  

    

      

        
(

        
C

        
N

        
,

        
B

        
,

        
A

        

          
/

        

        
N

        
)

      

    

    
{\displaystyle (CN,B,A/N)}

  

 ist.
```

```
4. (Hauptrechnung) Berechne die komplexe Zahl
   

  

    

      

        

          
∑

          

            
(

            
A

            
,

            
B

            
,

            
C

            
)

            
∈

            

              

                
L

              

            

          

        

        
ϕ

        

          
(

          

            

              

                
−

                
B

                
+

                

                  

                    
D

                  

                

              

              

                
2

                
A

              

            

          

          
)

        

        
∈

        

          
C

        

      

    

    
{\displaystyle \sum _{(A,B,C)\in {\mathcal {L}}}\phi \left({\frac {-B+{\sqrt {D}}}{2A}}\right)\in \mathbb {C} }

  

mittels der Formel
   

  

    

      

        
ϕ

        
(

        
τ

        
)

        
=

        

          
∑

          

            
n

            
=

            
1

          

          

            
∞

          

        

        

          

            

              
a

              

                
n

              

            

            
n

          

        

        

          
q

          

            
n

          

        

      

    

    
{\displaystyle \phi (\tau )=\sum _{n=1}^{\infty }{\frac {a_{n}}{n}}q^{n}}

  

und verwende die Tatsache, dass die Paarungen aus Schritt 3 die Relation
   

  

    

      

        
ϕ

        

          
(

          

            

              

                
−

                

                  
B

                  
′

                

                
+

                

                  

                    
D

                  

                

              

              

                
2

                

                  
A

                  
′

                

              

            

          

          
)

        

        
=

        

          

            

              
ϕ

              

                
(

                

                  

                    

                      
−

                      
B

                      
+

                      

                        

                          
D

                        

                      

                    

                    

                      
2

                      
A

                    

                  

                

                
)

              

            

            
¯

          

        

      

    

    
{\displaystyle \phi \left({\frac {-B'+{\sqrt {D}}}{2A'}}\right)={\overline {\phi \left({\frac {-B+{\sqrt {D}}}{2A}}\right)}}}

  

erfüllen. Für die nötige Genauigkeit sollten stets mindestens 

  

    

      

        
A

        
d

        

          
/

        

        
(

        
π

        

          

            

              
|

            

            
D

            

              
|

            

          

        

        
)

      

    

    
{\displaystyle Ad/(\pi {\sqrt {|D|}})}

  

 Summanden in den Reihen verwendet werden.
```

```
5. (Bestimmung des rationalen Punktes) Bezeichnet 

  

    

      

        
e

      

    

    
{\displaystyle e}

  

 den 
Exponenten
 der Gruppe 

  

    

      

        
E

        
(

        

          
Q

        

        

          
)

          

            

              
t

              
o

              
r

              
s

            

          

        

      

    

    
{\displaystyle E(\mathbb {Q} )_{\mathrm {tors} }}

  

, so wird 

  

    

      

        
ℓ

        
=

        

          
g

          
g

          
T

        

        
(

        
e

        
,

        

          
m

          

            
3

          

        

        
)

      

    

    
{\displaystyle \ell =\mathrm {ggT} (e,m^{3})}

  

 und definiere 

  

    

      

        

          
m

          
′

        

        
=

        
ℓ

        
m

      

    

    
{\displaystyle m'=\ell m}

  

. Für jedes ganzzahlige Paar 

  

    

      

        
(

        
u

        
,

        
v

        
)

        
∈

        
[

        
0

        
,

        

          
m

          
′

        

        
−

        
1

        

          
]

          

            
2

          

        

      

    

    
{\displaystyle (u,v)\in [0,m'-1]^{2}}

  

 definiere
   

  

    

      

        

          
z

          

            
u

            
,

            
v

          

        

        
=

        

          

            

              
ℓ

              
z

              
+

              
u

              

                
ω

                

                  
1

                

              

              
(

              
E

              
)

              
+

              
v

              

                
ω

                

                  
2

                

              

              
(

              
E

              
)

            

            

              
m

              
′

            

          

        

        
.

      

    

    
{\displaystyle z_{u,v}={\frac {\ell z+u\omega _{1}(E)+v\omega _{2}(E)}{m'}}.}

  

Berechne 

  

    

      

        

          
x

          

            
u

            
,

            
v

          

        

        
=

        
℘

        
(

        

          
z

          

            
u

            
,

            
v

          

        

        
)

      

    

    
{\displaystyle x_{u,v}=\wp (z_{u,v})}

  

, wobei 

  

    

      

        
(

        
℘

        
,

        

          
℘

          
′

        

        
)

      

    

    
{\displaystyle (\wp ,\wp ')}

  

 den Isomorphismus zwischen 

  

    

      

        

          
C

        

        

          
/

        

        

          
Λ

          

            
E

          

        

      

    

    
{\displaystyle \mathbb {C} /\Lambda _{E}}

  

 und 

  

    

      

        
E

        
(

        

          
C

        

        
)

      

    

    
{\displaystyle E(\mathbb {C} )}

  

 bezeichnet. Wurde alles mit hinreichend guter Genauigkeit durchgeführt, liegt eines der 

  

    

      

        

          
x

          

            
u

            
,

            
v

          

        

      

    

    
{\displaystyle x_{u,v}}

  

 erkennbar nahe an einer rationalen Zahl 

  

    

      

        
p

        

          
/

        

        

          
f

          

            
2

          

        

      

    

    
{\displaystyle p/f^{2}}

  

. Falls nicht, erhöhe die Genauigkeit und vollziehe die vorherigen Schritte erneut. Falls ja, berechne unter Nutzung der Weierstraß-Gleichung den entsprechenden Koordinatenteil
 

  

    

      

        
y

      

    

    
{\displaystyle y}

  

, der von der Form 

  

    

      

        
q

        

          
/

        

        

          
f

          

            
3

          

        

      

    

    
{\displaystyle q/f^{3}}

  

 ist und beende den Algorithmus.
```

### Hintergründe des Algorithmus
Da mit steigendem Level die Reihen für {\displaystyle \phi } an den Heegner-Punkten immer langsamer konvergieren, wird die Methode ab Größenordnungen im Bereich {\displaystyle N>10^{8}} mit heutigen Rechenmitteln als unbrauchbar eingestuft. Die einzelnen Schritte des Algorithmus können wie folgt gerechtfertigt werden:
1. Die kanonische Höhe {\displaystyle {\widehat {h}}(P)} eines Punktes {\displaystyle P\in E(\mathbb {Q} )} misst nicht nur, ob er ein Torsionspunkt ist, sondern ist auch mit dessen Höhe verknüpft, also jenem Maß, das die Komplexität der rationalen Zahl misst. Dies wird über die Ungleichung
{\displaystyle 0\leq h(P)\leq {\widehat {h}}(P)+{\frac {h(j(E))}{12}}+{\frac {\log(|D_{E}|)+\max\{\log(|j(E)|),1\}}{6}}+\max\{1,\log(|b_{2}/12|)\}+\log(2^{*})+1{,}946}
ersichtlich. Gleichzeitig ist die kanonische Größe {\displaystyle {\widehat {h}}(P)} über die Formel von Gross und Zagier und die Formel der Vermutung von Birch und Swinnerton-Dyer zu der Größe {\displaystyle |\mathrm {Sha} (E)|R(E)} verwandt, obgleich noch eine geringfügige Abhängigkeit von der Diskriminante {\displaystyle D} gegeben ist. Für die Wahl von {\displaystyle |D|<10^{6}} reicht der kompensatorische Summand 10 in der Anzahl von {\displaystyle dd} Dezimalstellen aus.
2. Da die betrachtete Kurve {\displaystyle E} den Führer {\displaystyle N} hat, wird sie durch {\displaystyle \varphi \colon X_{0}(N)\longrightarrow E(\mathbb {C} )} parametrisiert. Demnach sind Heegner-Punkte des Levels {\displaystyle N} von Relevanz. Dazu müssen aber wegen der weiter oben beschriebenen Beziehung von Heegner-Punkten zu Idealklassen imaginär-quadratischer Zahlkörper Diskriminanten der Art {\displaystyle D\equiv b^{2}\mod 4N} mit einem {\displaystyle b\in \mathbb {Z} } gewählt werden. Der Regulator {\displaystyle R(E)} ist im Rang-1-Fall gleich dem Wert {\displaystyle {\widehat {h}}(G)}, wobei {\displaystyle G} ein Erzeuger der Mordell-Weil-Gruppe ist. Da {\displaystyle P} damit die Form {\displaystyle \ell G+Q} mit einem Torsionspunkt {\displaystyle Q} hat, gilt {\displaystyle {\widehat {h}}(P)=\ell ^{2}{\widehat {h}}(G)}, und es kann aus einer Kombination der Formel von Gross und Zagier mit der Vermutung von Birch und Swinnerton-Dyer der folgende Ausdruck vorgeschlagen werden:
{\displaystyle {\frac {\ell ^{2}}{|\mathrm {Sha} (E)|}}=\omega _{1}(E){\frac {c(E){\sqrt {|D|}}(w(D)/2)^{2}}{4\mathrm {Vol} (E)|E(\mathbb {Q} )_{\mathrm {tors} }|^{2}}}2^{\omega (\mathrm {ggT} (D,N))}L(E_{D},1)}
Dabei ist {\displaystyle w(D)} die Anzahl der Einheiten des Ganzheitsrings von {\displaystyle \mathbb {Q} ({\sqrt {D}})}. Diese Formel soll sogar für den Fall {\displaystyle \mathrm {ggT} (D,N)>1} gelten, fordert jedoch als zusätzliche Bedingung {\displaystyle a_{p}=-1} für alle {\displaystyle p|\mathrm {ggT} (D,N)}. Sie ist allerdings nur eine Vermutung und bis heute unbewiesen. Es ist im Falle der betrachteten Kurve bekannt, dass {\displaystyle |\mathrm {Sha} (E)|} endlich und eine Quadratzahl ist.
3. Das paarweise Anordnen hilft dabei, den großen Rechenaufwand in 4. im Optimalfall zu halbieren. Es ist für die Konvergenzgeschwindigkeit zudem essentiell, die Werte {\displaystyle A'} minimal zu wählen. Ein Unteralgorithmus, der die Berechnung der geforderten Liste {\displaystyle {\mathcal {L}}} von Klassen quadratischer Formen realisiert, wird im Detail von Henri Cohen und Christophe Delaunay beschrieben.
4. Dies ist gerade die Anwendung der bereits oben erwähnten Spurformel. Dieser Schritt benötigt mit Abstand die meiste Zeit.
5. Die komplexe Zahl {\displaystyle z} sollte nicht einfach über die Weierstraßsche {\displaystyle \wp }-Funktion auf die Kurve {\displaystyle E(\mathbb {C} )} abgebildet werden, da dies eine sehr hohe Genauigkeit erfordern würde, die entsprechende rationale Zahl zu erkennen. Stattdessen ist es ratsam, nicht direkt {\displaystyle P}, sondern gleich einen Erzeuger {\displaystyle G} der Gruppe {\displaystyle E(\mathbb {Q} )} (modulo Torsion) zu generieren. Daher wird das in Schritt 2. berechnete {\displaystyle m} benutzt. Die Torsionspunkte von {\displaystyle \mathbb {C} /\Lambda _{E}} sind gerade die Punkte aus {\displaystyle \mathbb {Q} \omega _{1}(E)+\mathbb {Q} \omega _{2}(E)} (modulo {\displaystyle \Lambda _{E}}).

### Praktisches Beispiel
In seiner Monographie über Rationale Punkte auf modularen elliptischen Kurven nimmt Henri Darmon als Grundlage für eine Rechendemonstration die elliptische Kurve
{\displaystyle y^{2}+y=x^{3}-x^{2}-10x-20}
mit Führer {\displaystyle N=11}. Der Heegner-Punkt
{\displaystyle \tau ={\frac {-9+i{\sqrt {7}}}{22}}}
mit Level {\displaystyle N=11} wird gewählt. Entweder durch Zählen von Punkten auf der Kurve {\displaystyle E} modulo {\displaystyle p} oder über die Identität
{\displaystyle f(z)=\sum _{n=1}^{\infty }a(n)e^{2\pi inz}=\eta ^{2}(z)\eta ^{2}(11z)=e^{2\pi iz}\prod _{n=1}^{\infty }(1-e^{22\pi inz})^{2}(1-e^{2\pi inz})^{2}=e^{2\pi iz}-2e^{4\pi iz}-e^{6\pi iz}-\dotsb }
kann die normierte Hecke-Eigenform von Gewicht 2 bezüglich der Kongruenzuntergruppe {\displaystyle \Gamma _{0}(11)} (also auf {\displaystyle X_{0}(11)}) gefunden werden, wobei {\displaystyle \eta (z)} die Dedekindsche Eta-Funktion bezeichnet. Die numerische Auswertung des Eichler-Integrals liefert für 1000 Summanden:
{\displaystyle z=\sum _{n=1}^{1000}{\frac {a(n)}{n}}q^{n}}
und nach Anwendung der Weierstraß-Parametrisierung den Punkt
{\displaystyle (x,y)=\left({\frac {1-i{\sqrt {7}}}{2}},-2-2i{\sqrt {7}}\right)}
auf 35 Dezimalstellen genau.

## Verallgemeinerungen

### Heegner-Punkte auf Shimura-Kurven
Heegner-Punkte können auch auf Shimura-Kurven definiert werden. Diese Kurven erscheinen, ähnlich wie die Modulkurve {\displaystyle X_{0}(N)}, als Quotient der oberen Halbebene mit einer diskret operierenden Gruppe {\displaystyle \Gamma \subset \mathrm {SL} _{2}(\mathbb {R} )}. Im Unterschied zu {\displaystyle X_{0}(N)} müssen dem Quotienten nicht noch eine endliche Zahl an Punkten (die sog. Spitzen) hinzugefügt werden, damit die Kurve zu einer kompakten Riemannschen Fläche wird: Es kann gezeigt werden, dass der Quotient {\displaystyle \mathbb {H} /\Gamma } für solche Kurven stets kompakt ist. Dies vereinfacht auf der einen Seite die Definition einer Modulform {\displaystyle f(z)} auf {\displaystyle \mathbb {H} } bezüglich {\displaystyle \Gamma }, da einzig {\displaystyle f(\gamma z)=(cz+d)^{k}f(z)} für alle {\displaystyle \gamma \in \Gamma } (und natürlich Holomorphie) gefordert werden muss. Auf der anderen Seite steht ohne Spitzen jedoch keine kanonische Fourier-Entwicklung zur Verfügung.
Von besonderem Interesse sind hierbei diskrete Gruppen {\displaystyle \Gamma _{N^{+},N^{-}}\subset \mathrm {SL} _{2}(\mathbb {R} )}, die mit einer Faktorisierung {\displaystyle N^{+}N^{-}=N} assoziiert sind, sodass {\displaystyle \mathrm {ggT} (N^{+},N^{-})=1}, {\displaystyle N^{-}} quadratfrei und aus einer geraden Anzahl von Primzahlen besteht. Die Zuordnung erfolgt über Quaternionen-Algebren und wird von Henri Darmon im Detail beschrieben.
Bezüglich der Gruppen {\displaystyle \Gamma _{N^{+},N^{-}}} werden besonders die Räume {\displaystyle S_{2}(\Gamma _{N^{+},N^{-}})} studiert, die (wie im klassischen Fall) über das Wedge-Produkt von Differentialformen auf {\displaystyle \mathbb {H} /\Gamma _{N^{+},N^{-}}} natürlicherweise die Struktur eines Hilbertraums tragen. Auch hier lassen sich Hecke-Operatoren {\displaystyle T_{n}\colon S_{2}(\Gamma _{N^{+},N^{-}})\to S_{2}(\Gamma _{N^{+},N^{-}})} definieren. Da für {\displaystyle \mathrm {ggT} (n,N)=1} die {\displaystyle T_{n}} kommutieren und selbstadjungiert sind, ist der Raum {\displaystyle S_{2}(\Gamma _{N^{+},N^{-}})} unter der Wirkung dieser Operatoren diagonalisierbar, d. h., es kann eine orthonormale Basis von simultanen Hecke-Eigenformen gefunden werden. Ist nun {\displaystyle f} eine simultane Eigenform, so kann dieser über die lokalen Euler-Faktoren
{\displaystyle (1-a_{p}(f)p^{-s}+p^{1-2s})^{-1},\qquad T_{p}f=a_{p}f}
für Primzahlen, die {\displaystyle N} nicht teilen, eine L-Funktion zugeordnet werden.
Auch für solche Modulformen gilt der Modularitätssatz: Für eine elliptische Kurve {\displaystyle E/\mathbb {Q} } mit Führer {\displaystyle N=N^{+}N^{-}} gibt es eine eindeutige Eigenform {\displaystyle f\in S_{2}(\Gamma _{N^{+},N^{-}})}, sodass {\displaystyle T_{p}(f)=a_{p}(E)f} für alle {\displaystyle p\not \mid N}. Dies kann aus dem (klassischen) Modularitätssatz selbst und einem Satz von Hervé Jacquet und Robert Langlands gefolgert werden, der besagt, dass für jede Neuform {\displaystyle f} von Gewicht 2 bezüglich {\displaystyle \Gamma _{0}(N)} mit {\displaystyle N=N^{+}N^{-}} eine Eigenform {\displaystyle g\in S_{2}(\Gamma _{N^{+},N^{-}})} gefunden werden kann, sodass {\displaystyle L(f,s)=L(g,s)} (bis auf endlich viele Euler-Faktoren).
Auf Basis dessen können weitere Parametrisierungen einer elliptischen Kurve {\displaystyle E/\mathbb {Q} } bestimmt werden. Außerdem ist auch hier die Wahl von Heegner-Punkten {\displaystyle \tau \in \mathbb {H} /\Gamma _{N^{+},N^{-}}} möglich, obgleich diese wegen der völlig anderen Gruppenform keine Lösungen von quadratischen Gleichungen sind. Mit Hilfe dieser Punkte kann ein Analogon zum Hauptsatz über komplexe Multiplikation für Shimura-Kurven formuliert werden.

### Höherdimensional
Heegner-Punkte lassen eine Reihe höherdimensionaler Analogien zu, wie z. B. die arithmetischen Zyklen bei Shimura-Varietäten „vom orthogonalen Typ“. In einer Arbeit gibt Stephen Kudla einen Überblick über sein weitreichendes Programm, in dem er die Höhen (im Sinne Arakelovs) dieser Zyklen mit den Ableitungen der zugehörigen Eisenstein-Reihen in Beziehung setzt; obwohl in dieser Richtung noch enorm viel Mathematik entwickelt werden muss, sind bereits beträchtliche Fortschritte erzielt worden (zum Beispiel durch Tonghai Yang, durch den einer der einfachsten Fälle von Kudlas Programm ausgearbeitet wurde).

### Vermuteter Spezialfall des Stark-Heegner-Falls
Heegner-Punkte können als Analogon der elliptischen Kurve von speziellen Einheiten wie circular oder elliptic units betrachtet werden, deren Logarithmen auf erste Ableitungen der Artinschen L-Funktion bei {\displaystyle s=0} zurückgeführt werden, so wie die Höhen der Heegner-Punkte erste Ableitungen der Rankin-L-Reihe über die Formel von Gross und Zagier kodieren. Ein Artikel von Bertolini, Darmon und Green beschreibt mehrere weitgehend auf Vermutungen basierende analytische Konstruktionen von Punkten vom „Heegner-Typ“, die als Analogon der elliptischen Kurve von Stark-Einheiten angesehen werden könnten. Aus diesem Grund wurde der Begriff „Stark-Heegner-Punkte“ geprägt, um sie zu beschreiben.